# Geschichte der Stadt Soltau

Das Wappen von Soltau, wie es seit dem frühen 19. Jahrhundert aussieht.

Die Geschichte der Stadt Soltau umfasst die Entwicklung der niedersächsischen Stadt Soltau von der Urgeschichte bis in die Neuzeit.
Archäologische Funde zeigen, dass die Region um Soltau gegen Ende der letzten Kaltzeit von Rentierjägern bewohnt und seit der späteren Jungsteinzeit vor etwa 6000 Jahren mit vereinzelten bäuerlichen Häusern besiedelt war. Die erste urkundliche Erwähnung der Siedlung Curtis salta stammt aus dem Jahr 936, als sie in den Besitz des Stifts Quedlinburg überging. In den folgenden Jahrhunderten entstand das Dorf Soltouwe, dem 1388 durch die Herzöge des Fürstentums Lüneburg Stadtrechte verliehen wurden. Zuvor war das Dorfzentrum zum Schutz vor Raubrittern an den Zusammenfluss der Böhme und der Soltau verlegt worden. Die Schlacht bei Soltau 1519 war die entscheidende Auseinandersetzung der Hildesheimer Stiftsfehde. Mehrfach wurde die Stadt durch Kriege und Brände zerstört, insbesondere der Dreißigjährige Krieg war eine Zäsur in der Geschichte der Stadt. Von 1803 bis 1813 war Soltau von Napoleons Truppen besetzt und gehörte zeitweise zum französischen Kaiserreich. Nach der Annexion des Königreichs Hannover gehörte Soltau von 1866 bis 1947 zu Preußen. Im Ersten Weltkrieg befand sich das größte deutsche Kriegsgefangenenlager in Soltau. Während des Zweiten Weltkrieges waren mehrere Einheiten der Wehrmacht in der Stadt stationiert, zeitweise verlief die Front durch Soltau. 1974 wurden 16 umliegende Gemeinden eingemeindet, die Einwohnerzahl Soltaus stieg auf 20.000 Einwohner. In der drei Jahre später erfolgten Kreisreform verlor Soltau durch eine Zusammenlegung der Landkreise Soltau und Fallingbostel seinen Kreissitz. Ab den 1970er Jahren entwickelte sich Soltau zu einem touristischen Zentrum der Lüneburger Heide.

## Ur- und Frühgeschichte (12.000 v. Chr. bis 800 n. Chr.)

### Rentierjäger (um 12.000 und um 10.000 v. Chr.)
Menschliche Spuren lassen sich im Raum Soltau erst aus der letzten „Eiszeit“ nachweisen. Gegen Ende der Weichsel-Kaltzeit und nach den langsam verschwindenden nacheiszeitlichen Seenlandschaften entstand die heutige Oberflächenstruktur der Norddeutschen Tiefebene und der Lüneburger Heide. Drei Phasen starker Abkühlung unterbrachen dabei die langsame Erwärmung und unterbanden während der Extrema die Besiedlung durch Menschen. So kam es um 10.700 v. Chr. zu einer letzten starken Abkühlung (Jüngere Dryaszeit), was es den nach Norden ausgewichenen Rentieren gestattete, letztmals in das Gebiet der sich ausbreitenden Tundra zurückzukehren.
Derartigen Herden waren bereits im wärmeren Meiendorf-Interstadial (12.700–11.900 v. Chr.) hochspezialisierte Jäger gefolgt, die als Angehörige der Hamburger Kultur gelten (Fundstelle Heber). Mit der Ahrensburger Kultur erschienen in der Gegend um Soltau, nach einer etwa tausendjährigen Unterbrechung durch erneut einbrechende Kälte, zum letzten Mal Rentierjäger, was entsprechende Steinwerkzeuge aus der Region belegen. Zu den Fundstücken gehört etwa ein Pfeilschaftglätter aus Deimern, der auf den frühen Gebrauch von Pfeil und Bogen hinweist. Auch wird dort ein Jagdlager angenommen (Deimern 45). 1959 wurde die 187 m² große Fundstätte ausgegraben. Sie barg 12.776 Flintstücke, von denen 629 Werkzeuge darstellten, 12.005 Stücke waren Abschläge und 142 Mahlsteine. Mit den vordringenden Wäldern verschwanden die Rentierherden und damit die jägerischen Kulturen endgültig.

### Bäuerliche Kulturen (ab 4000 v. Chr.)

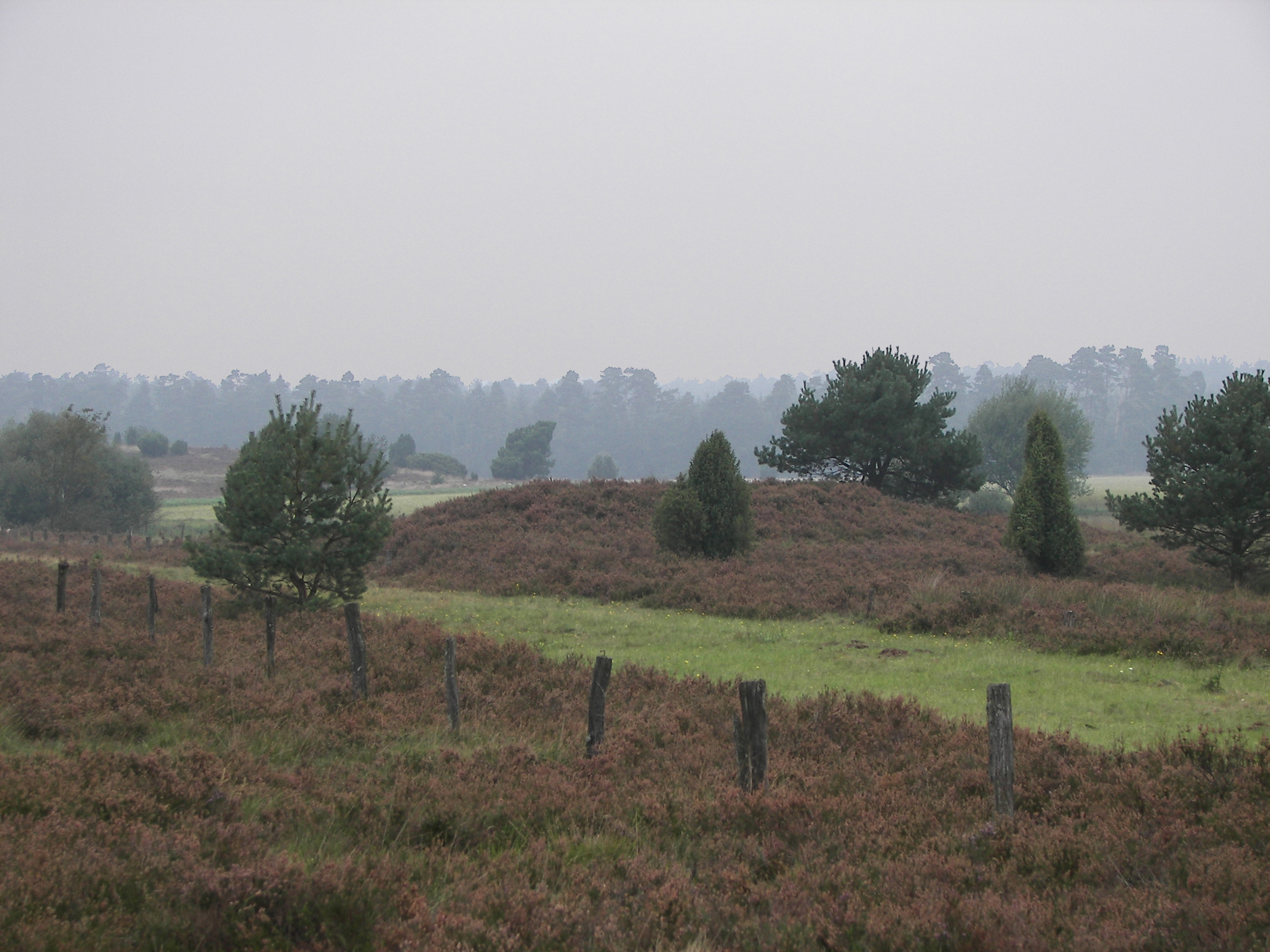
Hügelgrab in der Lüneburger Heide

Um 4000 v. Chr. ließen sich die ersten bäuerlichen Siedler auch in der Region Soltau nieder, nachdem weiter im Süden bereits Mitte des 6. Jahrtausends die bäuerliche Kultur die Jäger und Sammler verdrängt hatte. Zahlreiche jungsteinzeitliche Werkzeuge wie Beile, Äxte, Messer oder Keulen wurden seit dem 19. Jahrhundert an verschiedenen Orten rund um Soltau, wie beispielsweise im Schüttenbusch, in Wiedingen, Tetendorf und Harber gefunden. Aus der gleichen Zeit stammen auch die Großsteingräber in der Region. Der englische Geschichtsforscher John Mitchell Kemble legte bereits 1853 eine Bestandsaufnahme der Gräberfelder im Altkreis Soltau vor. Er erfasste unter anderem mehrere Grabhügel in Alm, Barmbruch und mehr als hundert Hügelgräber in Stübeckshorn.
Im Siedlungsgebiet um das heutige Soltau waren in den folgenden Jahrhunderten aufgrund des kargen Bodens nur einzeln stehende Höfe mit durchschnittlich zwei bis drei Quadratkilometern eigengenutztem Umland üblich. Durch Viehhaltung und teilweise Brandrodung der Wälder für die Ackerflächen entstanden rund um die Siedlungen riesige baumfreie Bereiche. In diesen teils sumpfigen Gebieten siedelten sich bald Heidekräuter an. Später bildete sich dort als eigenständige Wirtschaftsform die Heidebauernwirtschaft heraus, deren Grundlage die Heidschnuckenhaltung war. Immerhin lässt sich für Fallingbostel in der Bronzezeit Fernhandel wohl Richtung Süden nachweisen, denn dort wurde ein Ösenhalsring entdeckt, der in dieser Zeit als Zahlungsmittel galt. Der Fundort liegt allerdings am Nordwestrand seines Verbreitungsgebietes.

### Langobarden und Sachsen (1. bis 8. Jahrhundert)

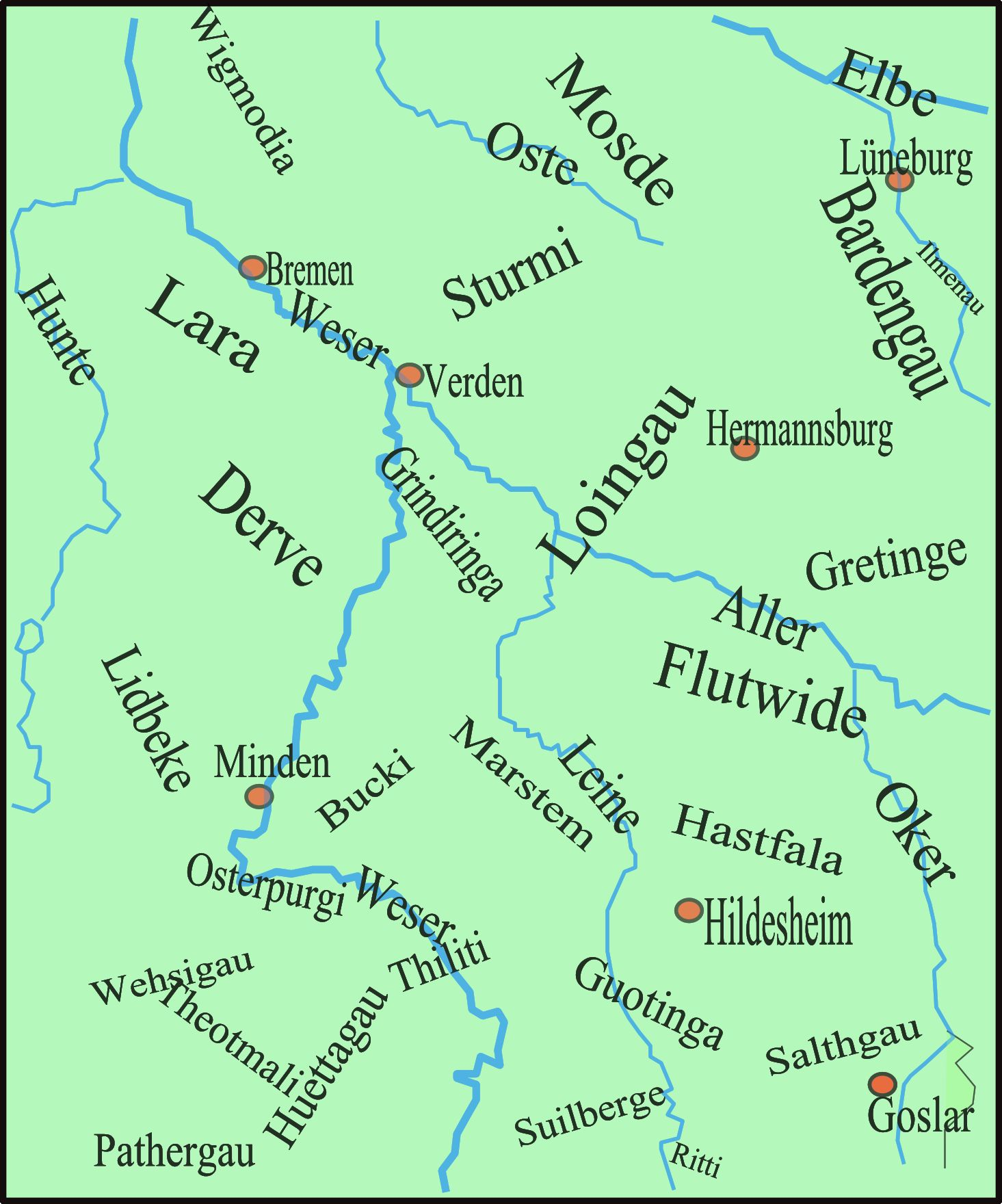
Loingau und umliegende Gaue des Herzogtums Sachsen um 1000

Um Christi Geburt verschwanden die Spuren der Jastorf-Kultur, wie sie etwa in Behringen nachweisbar sind. Die nachfolgenden Vorgänge sind weitgehend ungeklärt. Um die Zeitenwende erstreckte sich westlich der Unterelbe das Kerngebiet der Langobarden. Im Jahr 5 n. Chr. wurden diese im Immensum bellum von römischen Legionen unter Tiberius besiegt. Der Unterwerfung konnte sich der Stamm durch einen archäologisch fassbaren Rückzug hinter die Elbe entziehen. Bereits ab dem 2. Jahrhundert verließen die Langobarden weitgehend das Gebiet zwischen Weser und Elbe. Sie tauchen erst 166 n. Chr. wieder in den Quellen auf.
Der Übergang zu einer Besiedlung der Region durch die Sachsen und deren Binnenorganisation ist seit langem umstritten und von den jeweiligen zeitgebundenen Vorstellungen geprägt. Nach der im 19. Jahrhundert entwickelten Vorstellung – die an administrative staatliche Hierarchien gewöhnt war – teilten die Sachsen ihr Siedlungsgebiet in Gaue ein, die sich wiederum in Goe gliederten. Gemäß dieser Konstruktion einer Verwaltungsstruktur in „altsächsischer“ Zeit gehörte der Go Soltau zum Loingau, was heute als überholt gilt. An der damaligen Existenz sächsischer Gaue wird inzwischen gezweifelt; Matthias Springer hält sie für eine „Schöpfung“ Karls des Großen oder seiner Nachfolger. Zweifelhaft geworden ist auch die Ansicht Friedrich Grütters von 1899 bzw. 1901, der den eingewanderten Sachsen einen relativ kleinen Anteil an der Gesamtbevölkerung des Loingaus zuschrieb, die zum überwiegenden Teil aus Laten und Sklaven bestanden habe. Aus den zum Teil heute noch bestehenden Ortsnamen (mit den Endungen „-ding“ und „-ing“) schloss er, dass der Loingau bereits zuvor durch verschiedene germanische Stämme wie Angrivarier, Cherusker, Chauken, Langobarden und andere besiedelt war. Auch einige slawische Wenden rechnete Grütter der damaligen Bevölkerung zu; gesicherte Erkenntnisse über damalige Bewohner des heutigen Stadtgebiets gibt es allerdings bis heute kaum.
Zahlreiche Gräberfelder bei Soltau lassen immerhin auf eine Besiedlung im 4. und 5. Jahrhundert schließen; der Soltauer Gefäß genannte Typ soll laut Alfred Keseberg aus dem 6. Jahrhundert stammen. Südlich von Soltau verlief ein Handelsweg, der zum Jahr 788 als „Folkwech“ in den Gesta Hammenburgensis ecclesiae pontificum des Adam von Bremen erwähnt wurde, der jedoch erst im 11. Jahrhundert schrieb. Auch die drei – wiederum nach Ansicht Alfred Kesebergs (S. 23) – als typisch erachteten Go-Einrichtungen waren in Soltau zu finden: die Goburg auf dem heutigen Platz Burg, die Dingstätte (Volksgericht) bei Tiegen – hier beruft sich Keseberg auf eine urkundliche Überlieferung aus dem Jahr 1337 für den Namen „Tidinghe“ (S. 24) – und die Kultstätte beim Hof Weiher. Eine flächendeckende Existenz von Gauen kann im Hochmittelalter oder gar davor bestenfalls erschlossen werden, nachweisbar sind sie erst im späten 12. Jahrhundert.

## Soltau im Mittelalter

### Frankenreich, Christianisierung, Villikation (9. und 10. Jahrhundert)

Karte des Bistums Minden

Mit dem Ende der Sachsenkriege im Jahr 804 gliederte Karl der Große das Sachsengebiet ins Frankenreich ein. Das eroberte Gebiet wurde in Grafschaften eingeteilt. Eine von ihnen war die Grafschaft Lainga (auch Loingo), die dem Bistum Minden zugeordnet war; eines der Zentren dieser Grafschaft war, so vermutet Keseberg, Soltau. Der Standort des Königshofs lässt sich an der Stelle der heutigen St.-Johannis-Kirche lokalisieren, dort soll laut Keseberg auch die von Priester Liudger gegründete St.-Petri-Kapelle gestanden haben. Wann und durch wen das Soltauer Kirchspiel gegründet wurde, ist unbekannt. Erstmals erwähnt wurde die Parochie Soltau erst 1086.
Im Laufe des 9. und 10. Jahrhunderts übernahmen weltliche und geistliche Grundherren, deren Besitz in Villikationen gegliedert war, die Kontrolle über die Ländereien und die dort lebende, bodenbearbeitende und viehhaltende Bevölkerung. Die landsässige, zunehmend an den Boden gebundene Bevölkerung verlor überwiegend ihren herausgehobenen Rechtsstatus und geriet zunehmend in die Hörigkeit. Der Go Soltau war in die Villikation Stübeckshorn im Osten mit etwa 30 bis 40 Höfen und die Villikation Soltowe (auch Soltouw) im Süden mit etwa 50 Höfen im Villikationsverband unterteilt. Hinzu kamen Dörfer und Einzelhöfe im Westen, die zu keiner Villikation, sondern weiterhin einzelnen Grundherren gehörten. Durch die Verleihung des Grafenamtes und Zuteilungen aus dem fränkischen Königsgut kam das Geschlecht der Bardonen so im Laufe des 9. Jahrhunderts zu erheblichem Grundbesitz.
In den Quellen taucht Soltau erstmals 936 auf. Am 13. September dieses Jahres verfügte König Otto I. in einer Urkunde, dass die Grundherrschaft Soltau, genannt „curtis salta“, den Grundherrn wechselte und in den Besitz des Stifts Quedlinburg überging. Diese Schenkungsurkunde ist zugleich der erste schriftliche Nachweis der Existenz der Siedlung Soltau. Die Urkunde erwähnt ferner, dass das Gut Soltau zuvor bereits als Geschenk von Bardos Mutter Adred an König Heinrich I. den Besitzer gewechselt hatte. Es ist zu vermuten, dass die erste Schenkung ein Versuch der Bardonen zur Aussöhnung mit dem König war, nachdem sich Adreds Söhne Burchard und Bardo 913 einem Aufstand gegen die Liudolfinger angeschlossen hatten, der jedoch niedergeschlagen worden war.

### Hoch- und Spätmittelalter

#### Stift Quedlinburg (ab 1069), Domkapitel Verden (ab 1304/1321)
Im Jahr 1069 machte Adelheid, Äbtissin des Stifts Quedlinburg, Herzog Magnus aus dem Geschlecht der Billunger zum weltlichen Beschützer der Soltauer Güter, der damit die Vogteirechte innehatte. 1106 übernahmen die Welfen die Macht in Sachsen von den im Mannesstamm ausgestorbenen Billungern. Die Größe der Villikation Soltau („Soltowe“) und die Entfernung zum Stift Quedlinburg führten dazu, dass es 1230 zu einem vierjährigen Konflikt zwischen dem Villicus Basilius Brachmeier und dem Quedlinburger Konvent über die Eigentumsverhältnisse und Erbansprüche kam; der Streit wurde schließlich durch einen Vergleich beendet. In einer Urkunde zur Rückgabe des Amtes vom 13. Januar 1234 gelobte der Villicus gegen eine Entschädigung den Verzicht auf alle Ansprüche.
Aus finanziellen Gründen musste der Quedlinburger Konvent die Villikation Soltau am 13. Oktober 1304 an das Domkapitel in Verden verkaufen. Inhaber der Vogtei Soltau war zum Zeitpunkt des Verkaufs die Grafschaft Schwerin, die 1306 die Vogteirechte als Afterlehen an den Knappen Johann von der Heide abtrat. 1321 verzichtete der Graf von Schwerin zugunsten des Domkapitels in Verden endgültig auf die Soltauer Vogteirechte, damit waren nach einer 250-jährigen Trennung die Grundherrschaft und die Vogteirechte wieder in einer Hand.

#### Die Burg und Verlegung des „olen Dorps“ (1383–1388)

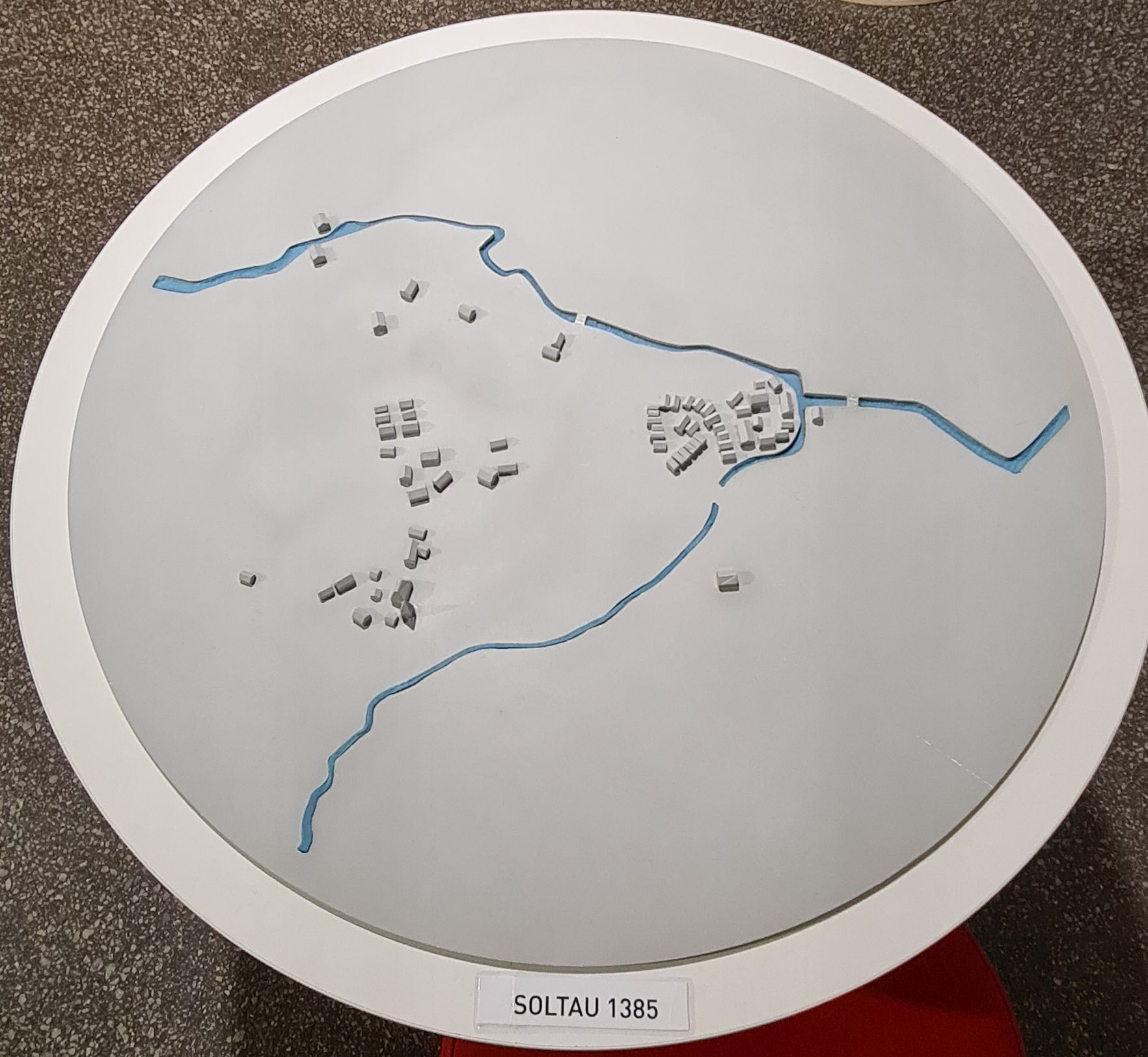
Stadtmodell für das Jahr 1385

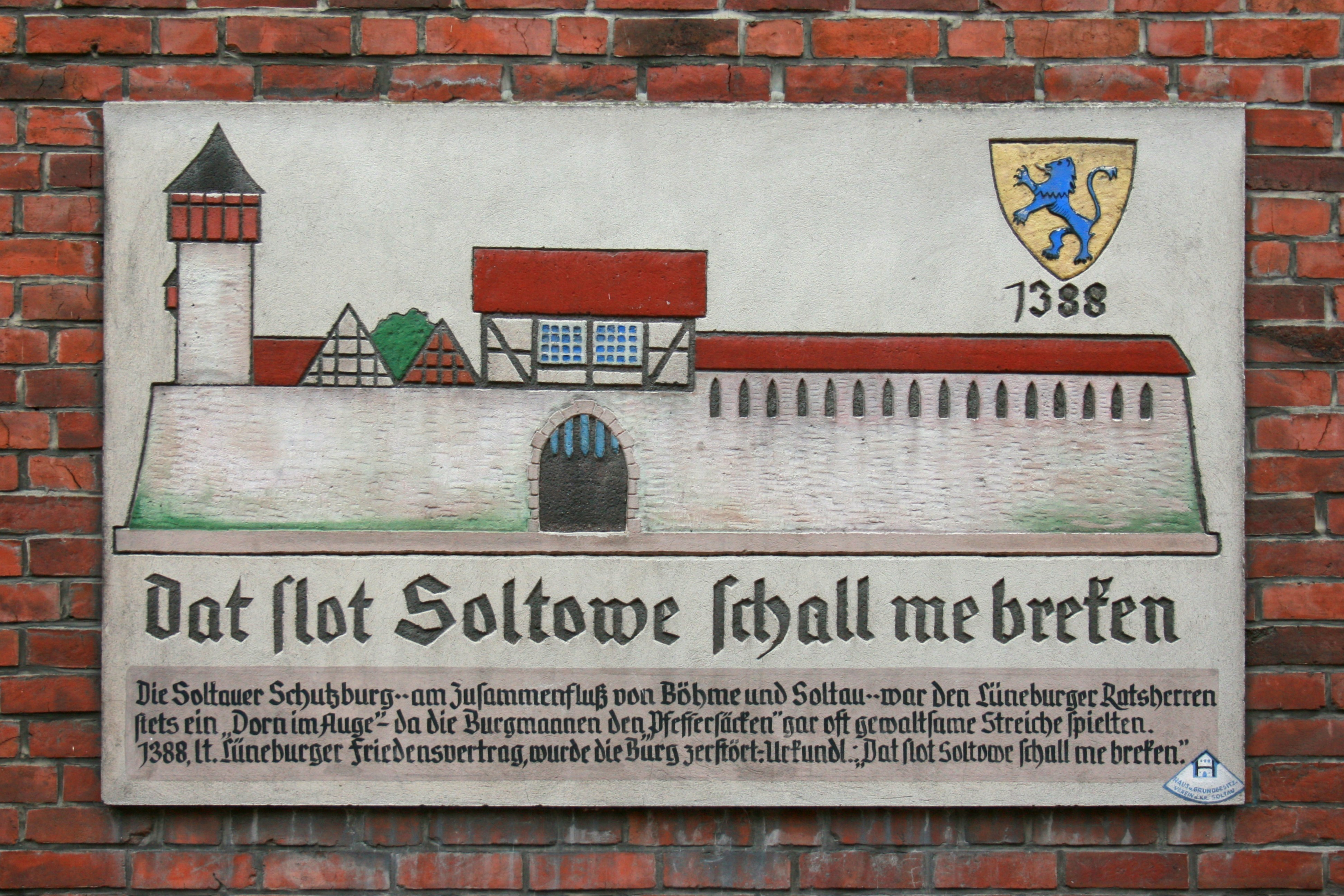
Erinnerung an den Abbruch der Burg im Jahre 1388

Bereits in „altgermanischen Zeiten“, so wurde lange behauptet, befand sich an dem Zusammenfluss der Böhme und der Soltau die Gohburg. In dieser Richtung wurden weitere Schriftstücke gedeutet, nur weil sie die Worte bevestinge und burgenses enthielten. Ernst Reinstorf stellte jedoch 1944 nach Auswertung von heute nicht mehr existierenden Quellen fest, dass die Burg Soltau erst zwischen 1312 und 1379 errichtet wurde. Bei Bauarbeiten am Wehr der Ratsmühle im Jahr 2010 wurden Palisadenstrukturen entdeckt, die nachweislich 1241 errichtet wurden. Das Holz der etwa zwanzig geborgenen Pfähle stammt aus der Zeit Kaiser Friedrichs I. Barbarossa (1152). Es wird vermutet, dass es sich bei der Palisadenbefestigung um einen Vorläufer der Burg handelte. Weitere Hinweise auf die Existenz der Burg fanden sich in zwei Urkunden aus den Jahren 1448 und 1452, die die Verpfändung und anschließend den Verkauf des offenbar zu diesem Zeitpunkt noch erhaltenen Bergfrieds regelte.
Der Lüneburger Erbfolgekrieg von 1370 bis 1388 hinterließ im ganzen Land Spuren, am 21. Januar 1379 war auch Soltau als Ausgangs- und Endpunkt eines Feldzuges involviert. In den Folgejahren wurden alle sieben außerhalb des Dorfes liegenden Höfe zerstört, es gab immer wieder Plünderungen. In einem Vertrag vom 23. August 1383 zwischen den Lüneburger Herzögen und dem Domkapitel von Verden, in dem auch erstmals auf Niederdeutsch von einem „dorp Soltouwe“ (Dorf Soltau) die Rede war, wurde beschlossen, dass „dat ole dorp“ – eine Ansammlung von mehreren relativ weit auseinander liegenden Höfen, die das Zentrum des damaligen Soltaus bildeten (im Gebiet zwischen der St.-Johannis-Kirche und der Waldmühle) – zum Schutz vor Raubrittern an den Zusammenfluss der Flüsse Böhme und Soltau in die Nähe von Hagen und Burg, die heute die Innenstadt bilden, verlegt werden sollte. Etwa 25 Familien wurden zwischen 1383 und 1388 mit ihren Gebäuden umgesiedelt. Die neue Siedlung hatte eine deutlich engere Bebauung und kleinere Grundstücke. Über die Befestigungsanlagen mit zwei Stadttoren (Walsroder Tor und Kirchentor), einem Wall, Gräben und Palisaden brachten archäologische Untersuchungen von John Loftus (1990) genauere Erkenntnisse. Die Fläche der „nygen stadt“ (neuen Stadt) betrug inklusive des Burgareals 3,7 Hektar in einer annähernd runden Form. Die damals üblichen gitterförmigen Grundrisse mit zusätzlichen Plätzen für den Markt, das Rathaus und die Kirche waren in Soltau aufgrund der Bodenverhältnisse nicht möglich.
Im Lüneburger Friedensvertrag vom 30. Juni 1388 wurde bestimmt, dass „dat Slot Soltowe“, was in diesem Zusammenhang die Soltauer Burg meinte, niedergelegt, also zerstört werden sollte.

#### Verleihung des Weichbildrechtes 1388, Stadtentwicklung, Lüneburger Hoheit (ab 1478)
Am 17. Juli 1388 verliehen die Herzöge Bernhard und Heinrich von Braunschweig und Lüneburg dem umgesiedelten Dorf Soltau als Ausgleich für den Abbruch der Burg das Weichbildrecht. Damit einher gingen unter anderem das Recht der Befestigung mit Landwehren, Gräben und Schlagbäumen und das Recht der städtischen Gerichtsbarkeit. 1392 wurde zudem im Rahmen der Lüneburger Sate das Marktrecht bestätigt und damit die Erlaubnis, zwei freie Jahrmärkte abzuhalten. 1400 gestattete der Herzog den Handwerkern die Gründung einer gemeinsamen Gilde, 1440 erhielten die Schmiede, Schneider, Schuster sowie die Laken- und Tuchmacher eigene Gildebriefe. Die Verwaltung der Stadt bestand nachweislich spätestens ab 1400 aus Bürgermeistern (proconsules) und jeweils drei weiteren Ratsmitgliedern (Radmannen bzw. consules); ob diese bereits von der Bürgerschaft gewählt oder vom Vogt bestimmt wurden, ist unbekannt. Jeder der Ratsmänner hatte einen eigenen Zuständigkeitsbereich, für den er verantwortlich war. An einer Sitzung im Landtag des Fürstentums nahm zunächst kein Soltauer Vertreter teil, dies war erstmals 1637 der Fall.
Die Folgen des Erbfolgekrieges waren in Soltau deutlich zu spüren und verhinderten in den ersten Jahrzehnten ein schnelles Wachstum der Stadt. Es gab kaum Entwicklung und die Einwohnerzahl stagnierte bei etwa 40 Haushalten, dennoch müssen um 1500 alle Bauflächen im Hagen komplett bebaut gewesen sein. Die Verhältnisse waren elend und führten viele bäuerliche Betriebe in den Ruin. Dazu kam, dass Soltau weit entfernt von den Herrschaftssitzen lag, sodass es kaum direkte Unterstützung gab und kein Zugehörigkeitsgefühl zu einer Herrschaft entstehen konnte. Die Bürger hielten ihr Vieh in den Wohnhäusern und bestellten Felder, die außerhalb der Stadtmauern gelegen waren. Später wurde ebenfalls außerhalb des Stadtgebietes ein Scheunenviertel für die Viehhaltung errichtet. Der erste Bau einer Steinkirche am Standort der heutigen St.-Johannis-Kirche fiel in den Zeitraum zwischen 1460 und 1470. Zur gleichen Zeit wurde innerhalb der Stadtmauern eine Kapelle („tom hilligen Lichnam“) errichtet.
Obwohl die Verdener Grundherren über Soltau waren, gab das Fürstentum Lüneburg nie den territorialen Anspruch auf das Gebiet auf und zog ab Ende des 14. Jahrhunderts ohne Gegenwehr aus Verden regelmäßig Steuern in Soltau ein. Mit drei Kaufverträgen aus den Jahren 1479, 1481 und 1482 manifestierten die Lüneburger Herzöge ihre Landeshoheit mit der amtlichen Übernahme des Grundbesitzes. Obödientiar von Soltau war zu dieser Zeit Wilke von Schönbeck. Etwa in diesem Zeitraum muss auch die fürstliche Amtsvogtei in Soltau eingerichtet worden sein, schriftlich erwähnt wurde sie allerdings erst 1519.

## Neuzeit

### Verheerende Stadtbrände (1511, 1567)
Im Jahr 1511 kam es zu einer schweren Brandkatastrophe, bei der sämtliche Gebäude innerhalb der Stadtbefestigung zerstört wurden. Dem verantwortlichen Bürger Reinecke Wischhof wurde zur Strafe der gesamte Besitz entzogen. Der Wiederaufbau der etwa 50 Häuser muss mehrere Jahre gedauert haben. Einen weiteren Großbrand gab es 1567. Vermutlich hat es im 16. Jahrhundert mehrere weitere Brände gegeben, Details dazu sind allerdings nicht überliefert. Ein Grund für die fehlenden Informationen ist auch der Verlust des 1452 begonnenen Denkebuchs, eines Protokollbuchs des Stadtrates, das 1943 vernichtet wurde.

### Die Schlacht bei Soltau und die Hildesheimer Stiftsfehde (1519)

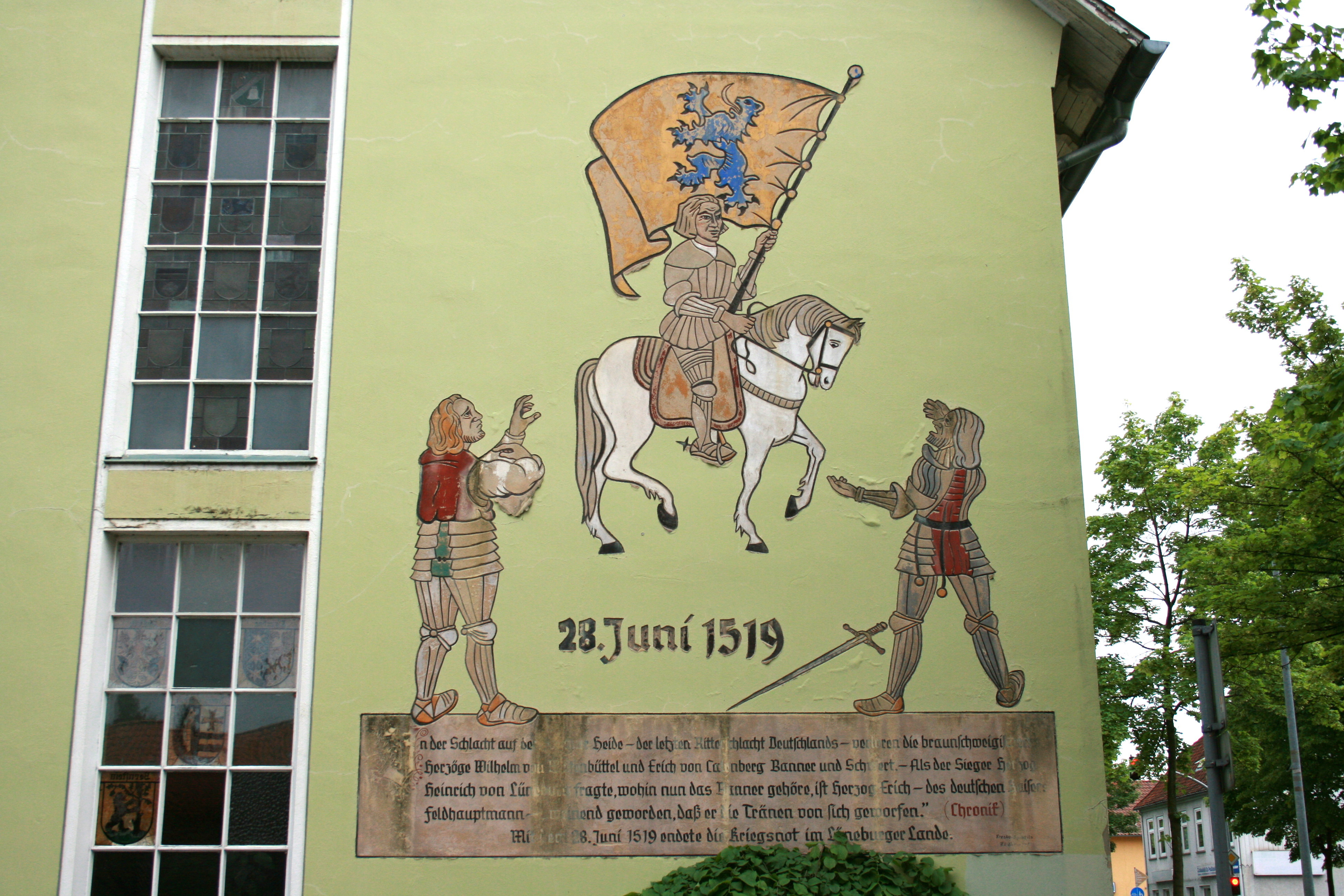
Wandbild zur Erinnerung an die Schlacht bei Soltau

Ab 1515 entwickelte sich ein Konflikt zwischen dem Hochstift Hildesheim und den welfischen Fürstentümern Braunschweig-Wolfenbüttel und Calenberg. Anlass war die vom Hildesheimer Bischof angestrebte Einlösung verpfändeter Ländereien und Steuerforderungen. 1519 brach ein offener Krieg aus, der weite Teile Nordwestdeutschlands betraf. Am 28. Juni 1519 fand als militärischer Höhepunkt dieser Hildesheimer Stiftsfehde auf dem Wiehe Holt in der Nähe von Soltau (bei Langeloh) die sogenannte Schlacht bei Soltau statt, die lange als „letzte Ritterschlacht“ bezeichnet wurde, was inzwischen als überholt gilt, da in der Kriegführung tatsächlich keine Zäsur erkennbar ist. Bei dieser Schlacht verloren die Braunschweiger zwischen 3000 und 4000 Mann und unterlagen den Hildesheim-Lüneburgern.
Dabei soll es nur einer List des Soltauer Bürgers Harm Tyding, der den anrückenden Braunschweigern die Lagerung eines großen Lüneburger Heeres vortäuschte und sie zu einem Umweg verleitete, zu verdanken sein, dass die Stadt nicht erneut zerstört wurde.

### Zeit der Reformation (ab 1527)

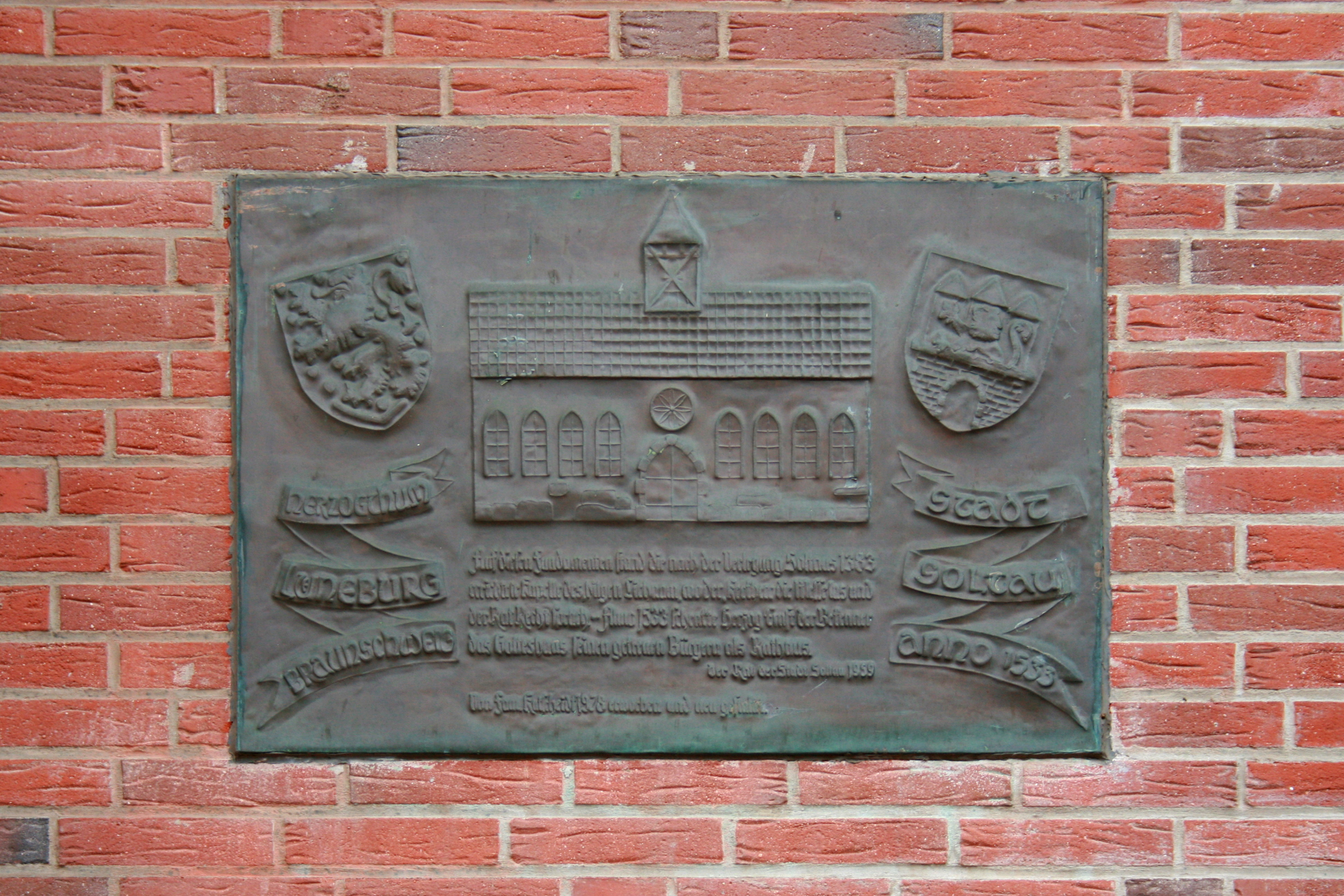
Erinnerung an den Standort des früheren Rathauses in der Marktstraße

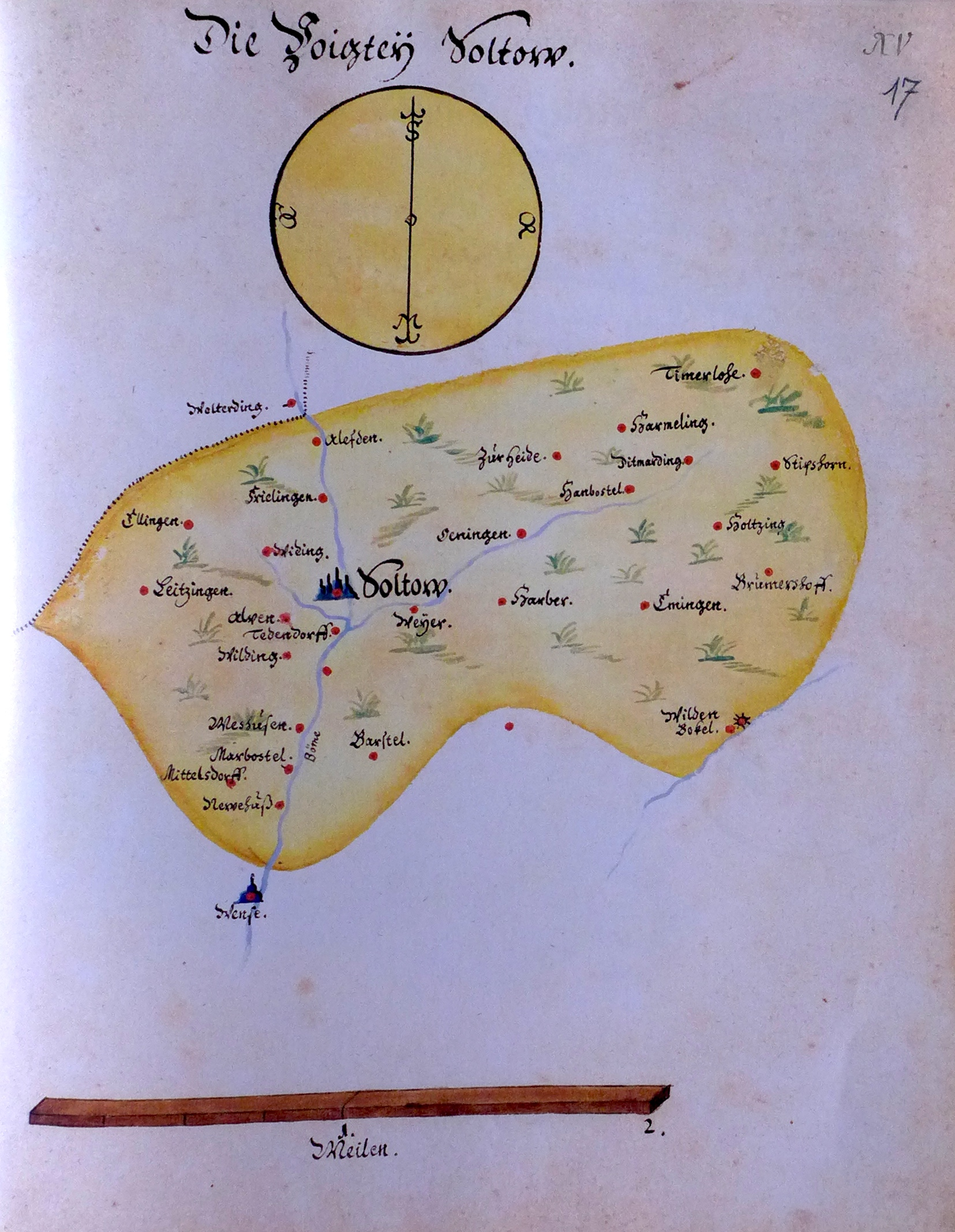
Karte der Vogtei Soltau im Fürstentum Lüneburg, Johannes Mellinger (1538–1603): Ämteratlas des Fürstentums Lüneburg, um 1600

1527 erlangte Herzog Ernst der Bekenner die Zustimmung des Fürstentums Lüneburg für die Einführung der Reformation. Aus dem Kirchspiel Soltau sind keine Auseinandersetzungen bei der Einführung des lutherischen Bekenntnisses bekannt, es gab auch kaum Vermögenswerte, um die ein Streit hätte ausbrechen können. 1533 schenkte die Landeskirche die Kapelle „tom hilligen Lichnam“ der Stadt zur Verwendung als erstes Rathaus. Das zweistöckige Fachwerkhaus stand in der Fleckenstraße (heutige Marktstraße) am Zugang zum Hagen, das Gebäude – oder möglicherweise ein Nachfolgebau an gleicher Stelle – wurde bis ins 19. Jahrhundert als Rathaus genutzt.
Um 1528 wurde in der Amtsvogtei Soltau ein Amtsvogt ansässig, zuvor hatte seit dem 14. Jahrhundert ausschließlich der Großvogt aus Celle Gericht gehalten. Nach und nach übernahm der Amtsvogt die Befugnisse des Großvogts. Die einzige größere Gebietsänderung in der langen Geschichte der Amtsvogtei gab es 1579, unter anderem wurde Wolterdingen abgetrennt und gegen das Dorf Meinersen (bei Walsrode) getauscht.
Auf Initiative der fürstlichen Regierung in Celle wurde Mitte des 16. Jahrhunderts mit Schulunterricht begonnen, der zunächst ab 1563 in der Wohnstube des Küsters stattfand. 1588 baute die Kirchengemeinde als Schulträger am südlichen Ende der Marktstraße nahe dem Walsroder Tor das erste Schulhaus in Soltau. Die Baukosten in Höhe von 200 Mark wurden durch Spenden von Bürgern und des Pastors finanziert.

### Dreißigjähriger Krieg: Pest und Entvölkerung (1626), Zerstörung der Stadt (1642)

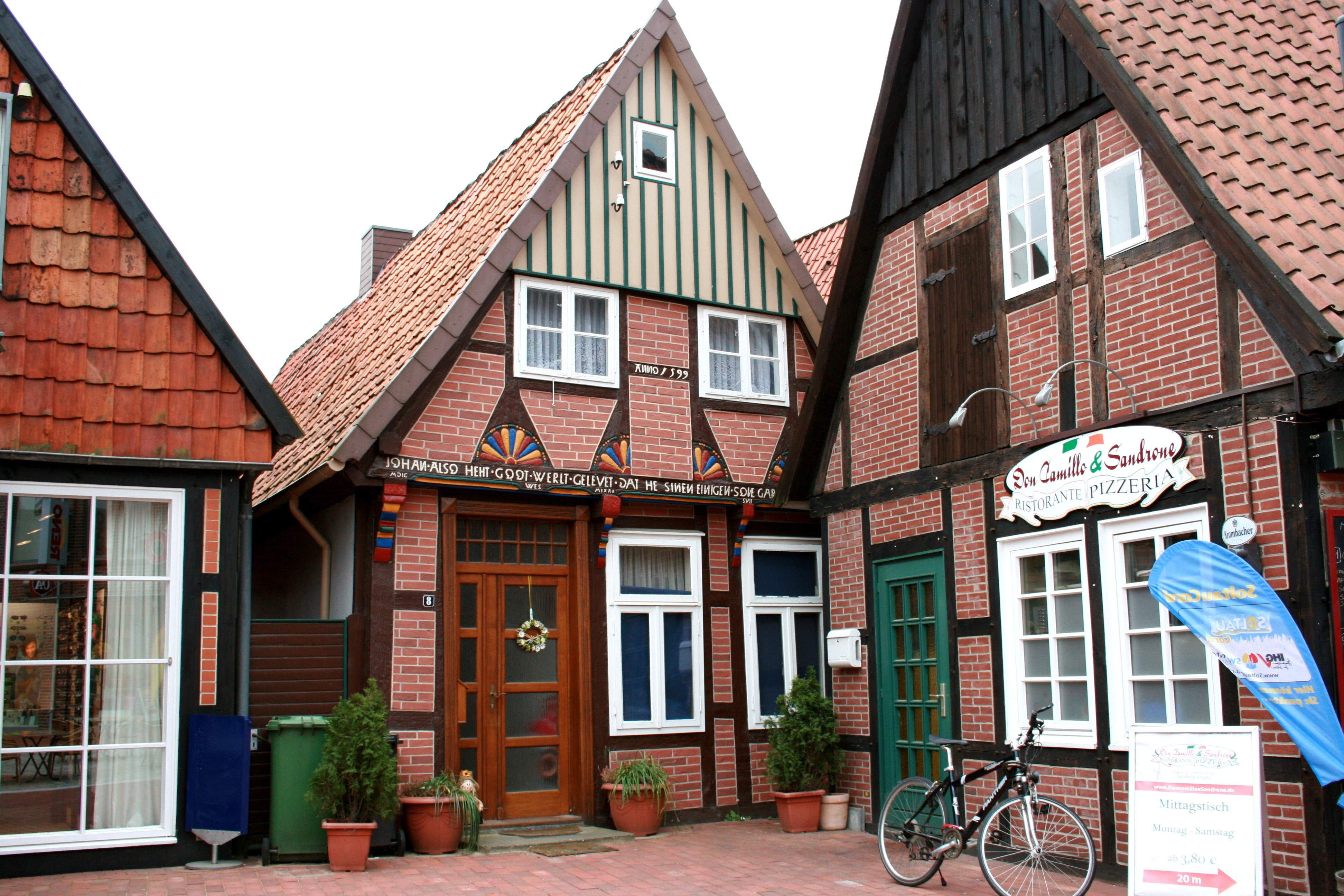
Bürgermeisterhaus im Hagen 8 – Einziges erhaltenes Gebäude aus der Zeit vor dem Dreißigjährigen Krieg, erbaut 1599

Der Dreißigjährige Krieg, der 1618 begann, betraf das wachsende Städtchen Soltau zunächst noch nicht. Schon um 1600 gab es innerhalb der Stadtmauern keine Baugrundstücke mehr, woraufhin die Bürger begannen, auch außerhalb vor dem Walsroder Tor (an der heutigen Walsroder Straße) zu bauen. 1612 gab es darüber einen Streit zwischen mehreren Bürgern und dem Rat der Stadt. In der Folge beantragten vor allem junge Bürgersöhne und Zugezogene einen Bauplatz vor den Toren. Zehn dieser Anträge wurden 1621 genehmigt und so entstanden etwa 300 Meter vom Walsroder Tor entfernt im Südosten der Stadt bis 1624 zehn neue Siedlerstellen, die als Bauernschaft „Bomheide“ (Böhmheide) zusammengefasst und unmittelbar dem Vogt unterstellt wurden. Die Stadt wuchs also langsam, nach den Steuerlisten umfasste die Vogtei Soltau 1628 neben der Stadt Soltau, die direkt der herzoglichen Kanzlei in Celle unterstellt war, noch weitere 16 Bauernschaften.
Erstmals im März 1620 hatten niedersächsische Truppen einen Aufenthalt in Soltau, in der Folge zogen gelegentlich weitere Truppen durch die Stadt, doch sie blieb weiterhin vom direkten Kriegsgeschehen verschont. Auch als der dänische König Christian IV. 1625 in Niedersachsen einmarschierte, fanden die Kampfhandlungen überwiegend in Südniedersachsen statt. Nach einer empfindlichen Niederlage der Dänen in der Schlacht bei Lutter im August 1626 zogen sich diese dann jedoch in Richtung Norden zurück und kamen damit in die Nähe von Soltau. Die siegreichen Truppen Tillys, die die Verfolgung aufgenommen hatten, verwüsteten in der Folge das Gebiet rund um Soltau. Es gab zahlreiche Berichte von Raub, Plünderung und Brandschatzung aus Soltau und der Lüneburger Heide.
Durch den Ausbruch der Pest als unmittelbare Kriegsfolge starben in Soltau ab 1626 mehr als 500 Menschen. Laut einer Überlieferung von Jacobus Koch (1650–1705), Soltauer Pastor von 1680 bis 1705, überlebten nur sieben Ehepaare und ein Kind den „schwarzen Tod“. Die Beerdigung der Toten erfolgte auf einem Gebiet östlich der heutigen Straße Zum Ahlftener Flatt, das noch bis ins 20. Jahrhundert die Bezeichnung „Totenkamp“ behielt.
Zwischen 1632 und 1642 kamen mehrmals schwedische Truppen in die Stadt und belagerten diese. Nach einem schwedischen Lager, das 1641 errichtet wurde und Anfang 1642 weiterzog, waren fast alle Häuser verwüstet oder zerstört. Nur ein Gebäude aus der damaligen Zeit ist erhalten geblieben. Von der schwedischen Herrschaft im angrenzenden Herzogtum Verden ab 1648 zeugt der sogenannte Schwedenstein, ein großer Grenzstein im Dorf Ellingen. Zwar beendete der Westfälische Frieden 1648 den Krieg, doch die Auswirkungen waren verheerend. Das langsame, aber kontinuierliche Wachstum Soltaus war jäh gestoppt und um Jahrzehnte zurückgeworfen worden, es dauerte lange, bis Soltau sich von den Folgen erholte.

### Stadtentwicklung im 17. und 18. Jahrhundert

#### Wiederaufbau (1650 bis 1750), Tuchmacherei, Tuchmanufaktur (ab 1712)
In der zweiten Hälfte des 17. Jahrhunderts stieg die Zahl der Einwohner wieder an, 1695 lebten 770 Einwohner in der Stadt und 1050 auf dem umgebenden Land. Auch das Handwerk wurde wiederbelebt. Die Lakenmacher waren der wirtschaftliche Hauptzweig der Stadt, hatten aber dennoch Probleme, mit ihrem Handwerk ihre Familien zu ernähren. Aus den Jahren 1622 und 1680 sind Eingaben an den Herzog bekannt, in denen die Lakenmacher ihr Leid klagten und um Steuernachlass baten. Nach der Vereinigung des Fürstentums Lüneburg mit dem Kurfürstentum Hannover im Jahr 1705 versuchte die Regierung die Lakenmacher der Stadt zu unterstützen. Sie ordnete 1711 an, dass in Soltau grobe Laken („Groeveken“), also Tuche aus Heidschnuckenwolle von geringerer Qualität, hergestellt werden sollten. Ebenfalls im Auftrag der Regierung wurde der Faktor Baumann damit beauftragt, Tuchfabriken in Soltau und Walsrode zu gründen. Die Soltauer Tuchmanufaktur wurde am 1. April 1712 eröffnet. Sie verschaffte zwar mehreren Dutzend Soltauer Familien ein festes Einkommen, doch gab es immer wieder Unstimmigkeiten zwischen Baumann und den Meistern sowie mit den Soltauer Kaufleuten. Wenige Jahrzehnte nach ihrer Eröffnung schloss die Fabrik wieder. Doch auch in den folgenden hundert Jahren war die Tuchmacherei weiterhin der wichtigste Handwerkszweig der Stadt.
Das Amt Soltau war ab dem 17. Jahrhundert in Fortsetzung der Amtsvogtei die ordentliche lokale Gerichts- und Verwaltungsbehörde. Zu seinen Aufgabengebieten gehörten ab Juni 1674 neben der Gerichtsbarkeit auch die Verwaltung des landesherrlichen Grundbesitzes, die Erhebung der Schatzung und der Kontribution und mit dem Militärwesen zusammenhängender Leistungen. Zuvor hatte die Landesherrschaft die Gerichtsbarkeit im Soltauer Umland im Wesentlichen direkt ausgeübt. Zu den Hauptaufgaben des Amtes gehörten häufig auch Schlichtungsurteile in Grenzstreitigkeiten benachbarter Grundherren; damals gab es noch keine festgelegten Grenzlinien zwischen den Dörfern und Höfen oder den einzelnen Ämtern. Das Amt Soltau hatte keine Unterbezirke, ihm unterstanden alle Bewohner der ländlichen Bereiche. Die Stadt Soltau selbst war zwar der wirtschaftliche Mittelpunkt der Amtsvogtei, unterstand dieser aber nicht, da sie „kanzleisässig“ war. Sie unterstand somit weiterhin in allen Verwaltungsangelegenheiten der Kanzlei des Herzogs in Celle. Nur von dort konnten Weisungen an den Soltauer Bürgermeister kommen. Trotz der eindeutigen Rechtslage versuchten die Amtsmänner immer wieder, auch Einfluss auf die jeweiligen Bürgermeister auszuüben. Es kam häufig zu Amtsanmaßungen und Streitigkeiten zwischen Stadt und Amt, die eine Entscheidung durch die Celler Regierung nötig machten. Höhepunkt war wohl der 7. Juni 1702, als der Amtsmann mit 300 seiner „Amtsuntertanen“ die Stadt belagerte, um seine Forderungen durchzusetzen. Der Bürgermeister blieb jedoch hart und der Streit wurde vertagt. 1756 wurden die Amtsvogteien in Fallingbostel und Soltau vereinigt – mit Amtssitz in Fallingbostel. In Soltau verblieb lediglich ein Hausvogt, das dortige Amtshaus wurde veräußert. Der Grund für diese Zusammenlegung ist heute nicht mehr vollständig nachvollziehbar, vermutlich hatte das Amt aber zu wenig Untertanen, um die Besoldung des Amtsmannes zu bezahlen.
1716 wurde den Bürgern genehmigt, auf dem Gelände des heutigen Böhmewaldes etwa einen Morgen Ackerflächen herzurichten („Altes Rottland“). 1753 wurde eine weitere Fläche von circa 600 Quadratmetern rund um die heutige Straße Neue Gärten für das Anlegen von 138 Gärten ausgewiesen. Die Bürger forderten jedoch weitere Flächen, da der Nahrungsbedarf nicht abgedeckt werden konnte, daraufhin wurde 1756 das sogenannte Neue Rottland (circa zwei Morgen) beiderseits der heutigen Lüneburger Straße angelegt. Wegen des Ausbruchs des Siebenjährigen Krieges und der dadurch entstandenen zusätzlichen Belastungen der Bürger dauerte es einige Jahre bis zur vollständigen Nutzung dieser Fläche. Da durch die Umwandlung in Ackerflächen die Weideflächen deutlich verringert waren, forderten die Bürger eine Neuanlage. Gegen den Willen des Senats wurde schließlich 1764 das Gebiet „Neue Weide“ entsprechend kultiviert.

#### Siebenjähriger Krieg, Garnisonsstadt (ab 1712)
Garnisonsstadt wurde Soltau erstmals 1712. Bis zum Ende des Siebenjährigen Krieges 1763 wurden immer wieder verschiedene Truppenteile in der Stadt einquartiert. Die vereinigten Truppen der Hannoveraner, Hessen und Braunschweiger kamen auf ihrem Rückzug nach der verlorenen Schlacht bei Hastenbeck 1757 durch Soltau. In der Folge besetzten die Franzosen das niedersächsische Gebiet und erreichten am 28. August 1757 auch Soltau. In den folgenden Monaten litten die Soltauer Bürger unter der französischen Besatzung und deren Forderungen nach Naturalien, Werkzeugen und Geld. Auch nach der Befreiung von der französischen Besatzung gab es für die Bürger kaum eine Verbesserung der Lebensumstände, da nun die hannoverschen Truppen unterhalten werden mussten und eine Kriegssteuer zu zahlen war.
Die noch existierende Alte Stadtapotheke wurde 1796 als erste Apotheke Soltaus eröffnet. Von 1802 an war Soltau als Teil des städtischen Landstandes in der Landschaft des Fürstentums Lüneburg vertreten. Noch heute ist die Stadt eines der Mitglieder der Landschaft des vormaligen Fürstentums Lüneburg.

### Das „lange 19. Jahrhundert“ als Zeit der Veränderungen und des Wachstums

#### Besatzung durch Napoleon und Franzosenzeit (1803 bis 1813)

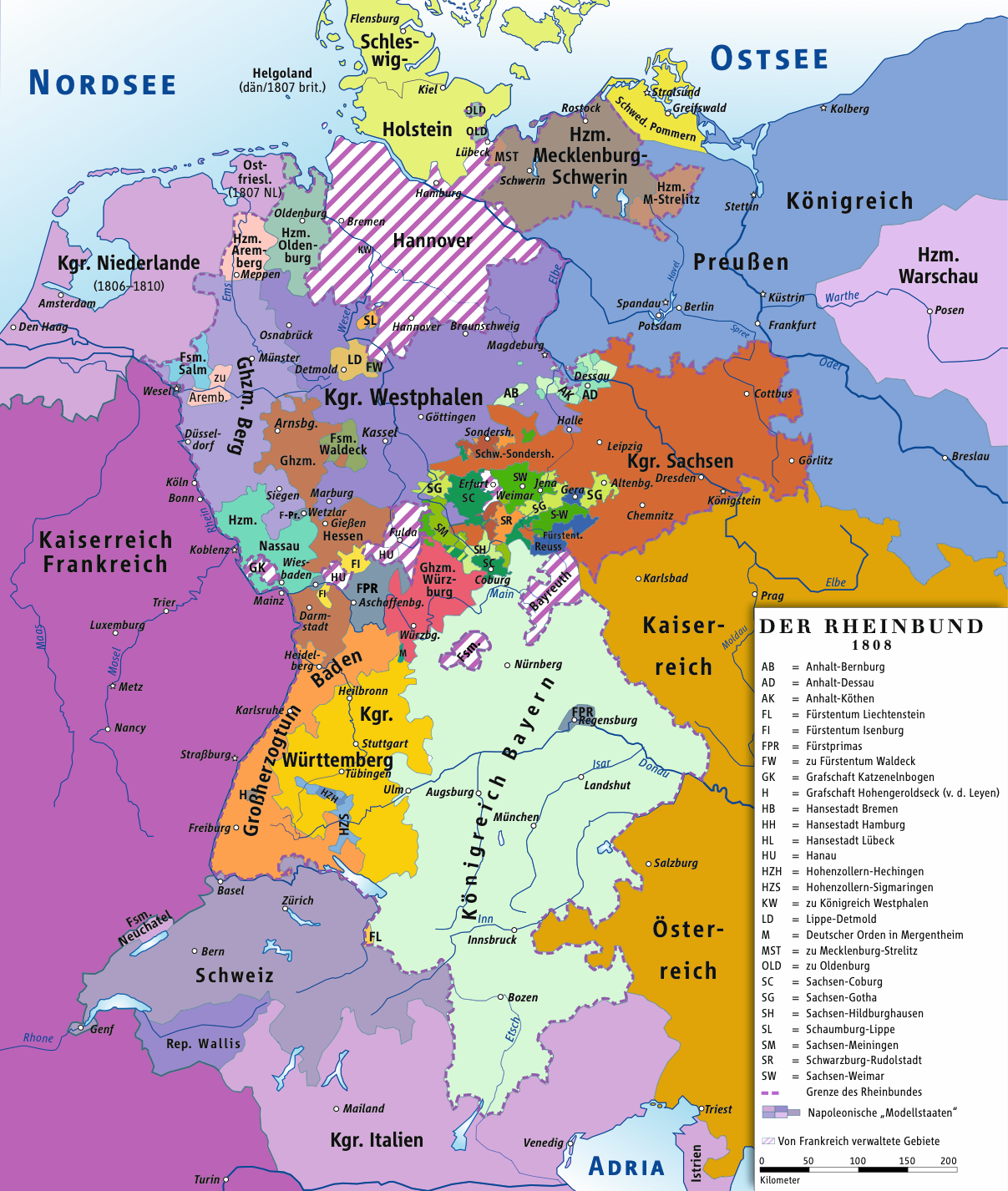
Eingliederung des Kurfürstentums Hannover in das Königreich Westphalen 1810

Napoleonische Truppen besetzten die Stadt 1803. Erneut wurden die Bürger durch Kriegssteuerabgaben, Naturallieferungen und geforderte Dienstleistungen stark belastet. Von April bis Oktober 1806 gehörte Soltau kurzzeitig zu Preußen, bevor das Kurfürstentum Hannover wieder an die Franzosen fiel. In der Folge kamen im steten Wechsel Franzosen, Spanier, Holländer und Bayern durch die Stadt und forderten Abgaben, die gesamte Region wurde ausgeplündert. Ab dem 14. Januar 1810 gehörte Soltau zum Kanton Harburg im Departement der Nieder-Elbe des von Napoleon gegründeten Königreichs Westphalen, das Kurfürstentum Hannover wurde aufgelöst.

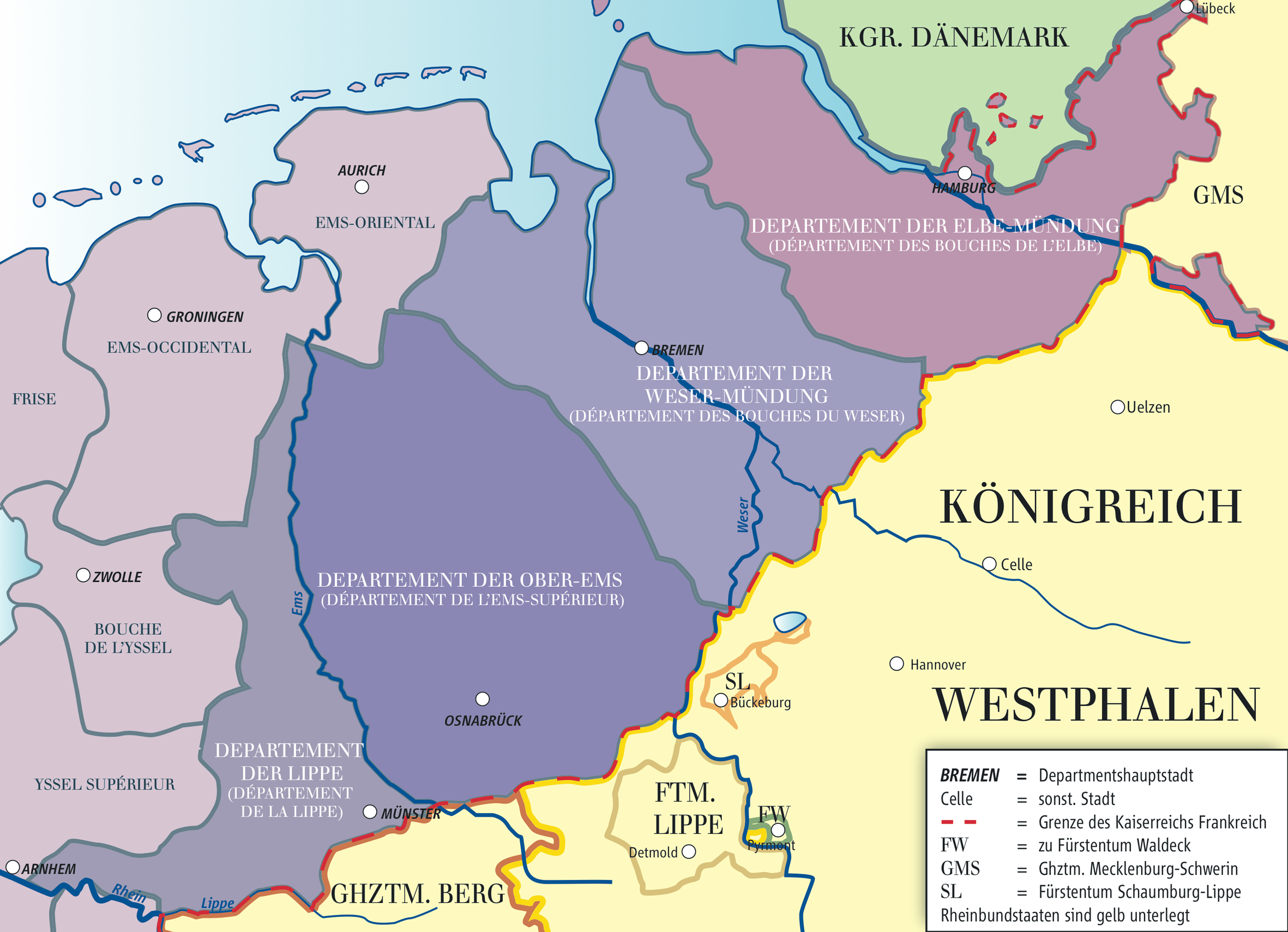
Grenze zwischen Frankreich und dem Königreich Westphalen 1812

Nach einer weiteren Umstrukturierung im Dezember 1810 wurden Soltau und die Gebiete an der Nordseeküste dem französischen Kaiserreich zugeschlagen. Die offizielle Bezeichnung der Stadt war nun Commune Soltau, Canton Walsrode, Arrondissement Nienburg, Département des Bouches-du-Weser, Empire Français. Soltau war zugleich Grenzstadt zum Königreich Westphalen geworden; das bedeutete, dass Soltau selbst nun zu Frankreich gehörte, die Böhmheide und andere Gebiete östlich der Böhme aber weiterhin zum Königreich Westphalen. An beiden Mühlen und an der Wilhelmstraße, dem Haupthandelsweg, wurden Zollwächter positioniert. Die Bauern östlich der Böhme konnten folglich ihre Produkte nicht mehr in der Stadt verkaufen, was zu einem florierenden Schmuggel führte.
Nach mehreren vorausgehenden Schlachten in der Region Lüneburg beendete das Eintreffen von Lützower Jägern und Kosaken in Soltau am 11. Oktober 1813 die zehnjährige Besatzungszeit („Franzosenzeit“). Letzter Maire der Commune Soltau war von 1811 bis 1813 der Hauptmann Isenbart. Das Königreich Westphalen wurde schließlich aufgelöst. Auf dem Wiener Kongress entstand am 12. Oktober 1814 das Königreich Hannover, zu dessen Verwaltungsbezirk Landdrostei Lüneburg Soltau von nun an gehörte.
In der folgenden Schlacht bei Waterloo am 18. Juni 1815 hatten die hannoverschen Truppen einen entscheidenden Anteil. Zwei Soltauer, Heinrich Dietrich Müller und Jasper Alven, starben dabei. Zur Erinnerung daran pflanzte die Stadt am 50. Jahrestag der Schlacht im Jahr 1865 die Waterloo-Eiche an der Bergstraße, die noch heute unter dem Namen Friedenseiche existiert.
Die Schwierigkeiten um im Krieg versprochene Schuldenregulierungen und Schadensersatzzahlungen zogen sich noch viele Jahre hin. Am 5. Mai 1827 erhielt Soltau schließlich eine Entschädigung in Form von 1557 Reichstalern sowie die Auszahlung der offenen Anteile von Staatslotterielosen. Diese Zahlungen waren allerdings viel zu gering, um die materiellen Schäden auszugleichen. Noch bis in die 1830er Jahre litten die Bewohner unter der schlechten wirtschaftlichen und finanziellen Situation.

#### Königreich Hannover: Gemeinheitsteilung und Verwaltungsreformen (1814 bis 1866)

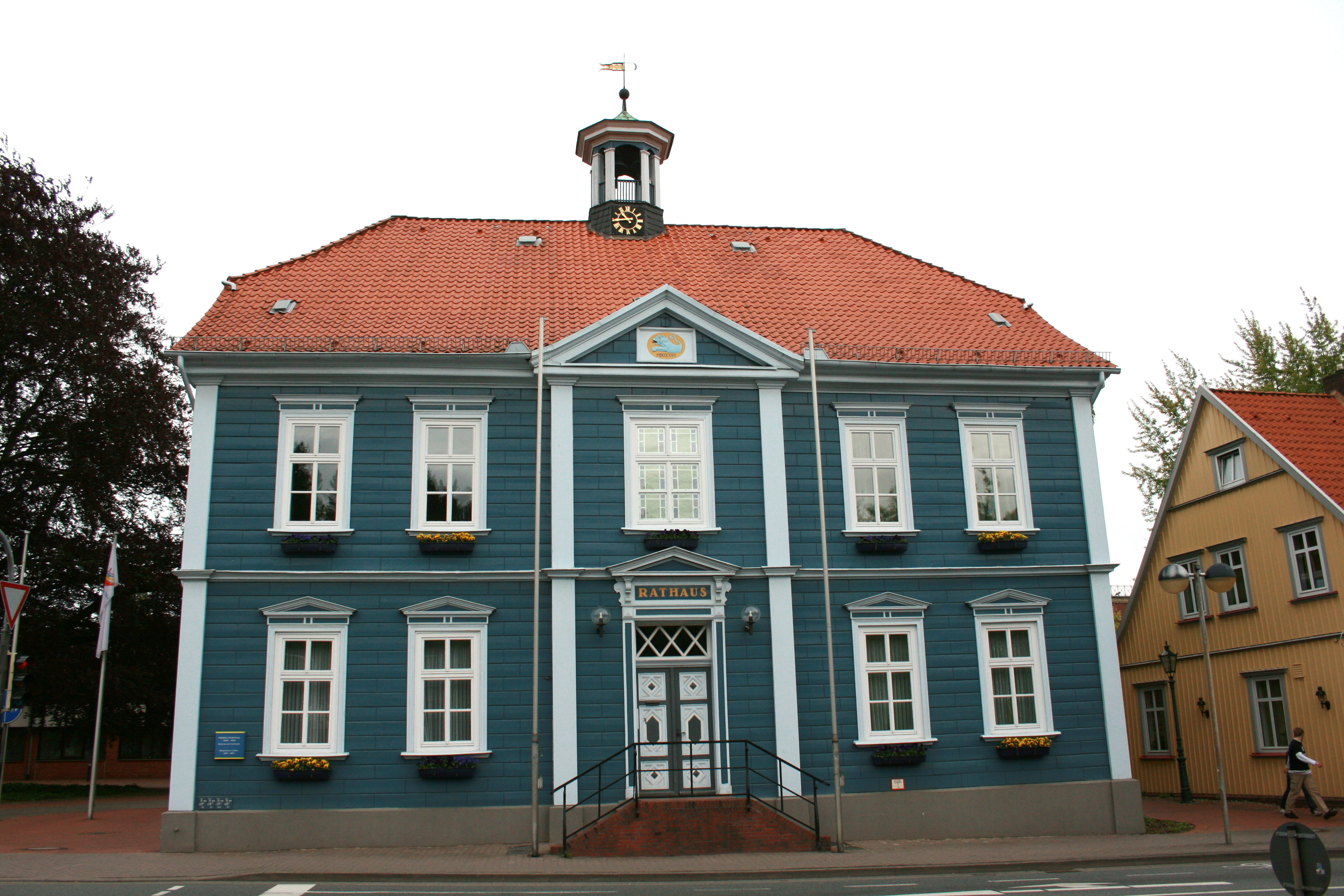
Altes Rathaus, erbaut 1826

Die bereits 1802 beschlossene Gemeinheitsteilungsordnung für das Fürstentum Lüneburg sollte den Grenzbereich um die einzelnen Gemeinden regulieren. Zuvor hatte es keine festgelegten Abgrenzungen gegeben, was häufig zu Streitereien geführt hatte. Soltau war in die Stadt sowie die Bauernschaften Vorsoltau und Böhmheide unterteilt. Dazu mussten Verhandlungen mit den umliegenden Dorfschaften Ahlften, Öningen (Oeningen), Tetendorf, Wiedingen sowie Harber mit Tiegen, die einstelligen Höfe Alben (Alm), Frielingen und Weyher und den zwei Höfen in Leitzingen geführt werden. Aufgrund der französischen Besatzung verzögerten sich Vermessung und Bestandsaufnahme, 1809 wurden sie vorerst unterbrochen. 1815 wurde die Arbeit an der Generalteilung fortgesetzt und im Jahr 1820 beendet. Das Verfahren wurde 1830 vollständig abgeschlossen. Der gesamte Grenzverlauf um die Gemeinde Soltau, die nun eine Fläche von 1488 Hektar umfasste, wurde mit einem Grenzgraben markiert. Ab Oktober 1830 begann auch offiziell die Spezialteilung, also die Privatisierung der Grundstücke und Verteilung auf die Bürger, und somit in der Folge auch die Beendigung der Grundherrschaft (Bauernbefreiung). Auch begann nun die Planung für Wegenetze und Entwässerungssysteme. Am 10. November 1851 war auch dieses Verfahren abgeschlossen.
Nach langjährigen Auseinandersetzungen zwischen dem 1821 auf Anweisung der Regierung eingesetzten juristischen Syndikus Johann F. D. Jaep und dem Soltauer Rat um den Bürgermeister Carl Dietrich Dransfeld über die Notwendigkeit eines neuen Rathauses – das aus dem 15. Jahrhundert stammende bisherige Gebäude war baufällig –, entstand 1826 das noch heute genutzte Alte Rathaus an der Poststraße.

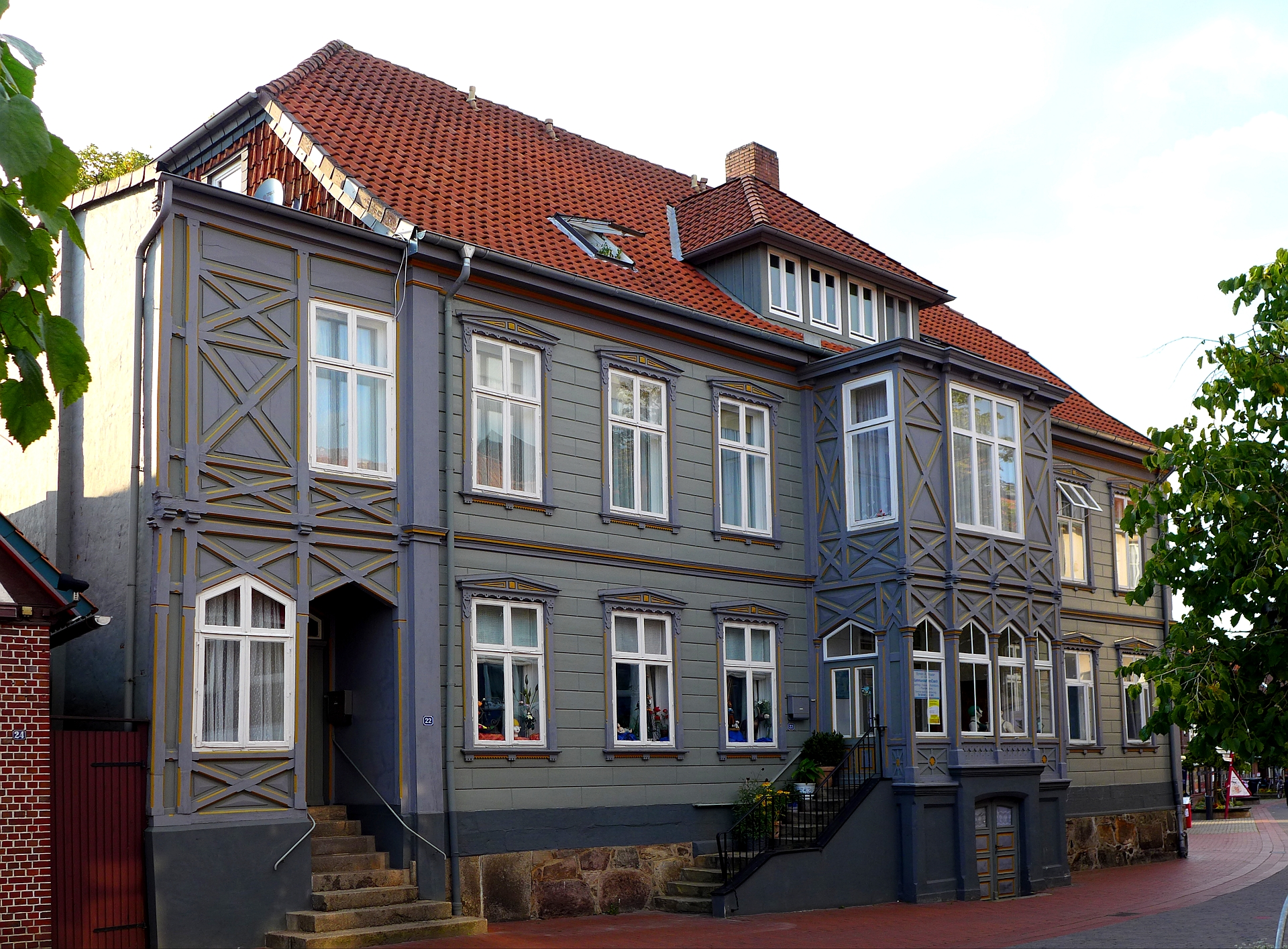
Ehemalige Amtsvogtei aus dem Jahr 1861

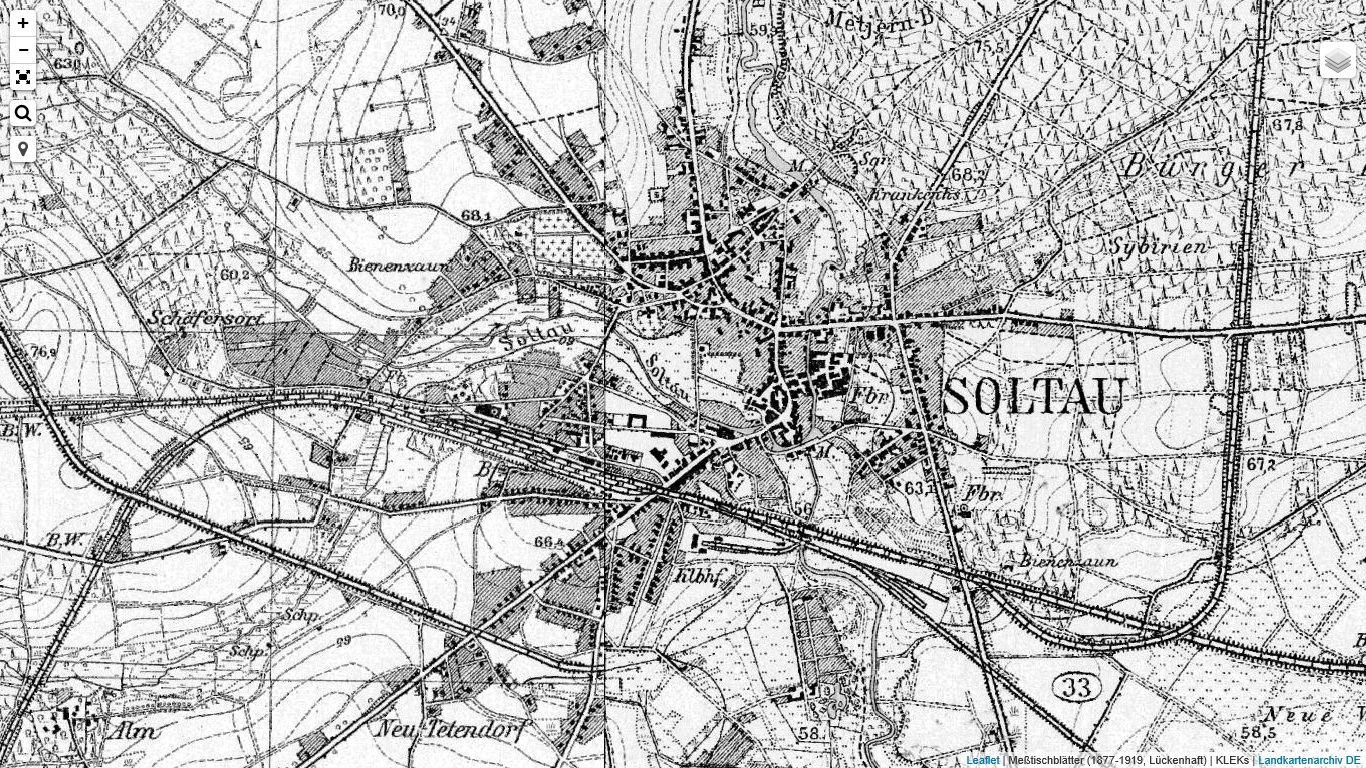
Topographische Karte von Soltau um 1900

Aus dem Jahr 1827 stammt der erste schriftliche Nachweis über die Planung, die drei bisher selbstständigen Kommunen Soltau, Bomheide (Böhmheide) und Vorsoltau zu vereinigen; Letzteres befand sich auf dem wieder besiedelten Gebiet des früheren „olen Dorps“. Der Hausvogt der Stadt Soltau (1139 Einwohner) wehrte sich gegen die Fusion, da sie seine Einnahmen geschmälert hätte, während sich der Stadtsyndikus Weinlig und auch die Landdrostei in Lüneburg dafür einsetzten. Nach zahlreichen mehrjährigen Streitereien fand am 12. Januar 1835 eine Bürgerbefragung in den bisher zur Amtsvogtei Fallingbostel gehörenden Orten Vorsoltau (194 Einwohner) und Bomheide (78 Einwohner) statt, bei der sich 21 Abstimmende für eine Vereinigung und 14 dagegen aussprachen. Erst am 1. August 1844 trat die Vereinigung schließlich in Kraft und die drei Ortsteile wurden zur Stadt Soltau zusammengeschlossen. Zugleich erhielt der Magistrat der Stadt Unabhängigkeit von der Amtsvogtei und eine neue Verfassung, die am 18. Juni 1844 vom König Ernst August I. unterzeichnet wurde. Nach der Vereinigung wurde zunächst noch eine durchgehende Hausnummerierung eingeführt, obwohl damals schon einige Straßennamen gebräuchlich waren.
Soltau entschied sich kurz darauf jedoch zur Aufgabe des Rechts auf städtische Selbstverwaltung und Verfassung, in der Folge wurde 1852 das Amt Soltau neugebildet und vom Amt Fallingbostel wieder abgespalten. Die Stadt war von nun an dem Amt untergeordnet und nicht mehr selbstständig. Als Ausgleich wurden das Verwaltungsamt und das Gericht nach Soltau verlegt. Der Amts- und Gerichtsbezirk Soltau umfasste die Parochien Soltau, Bispingen, Munster, Wietzendorf und Dorfmark. 1859 wurde das Amt Soltau um die Gemeinden Schneverdingen, Neuenkirchen, Wolterdingen und andere aus dem aufgelösten Amt Schneverdingen erweitert. Am 29. August 1861 trat ein neues Verfassungsstatut für die Stadt in Kraft, in dem unter anderem geregelt wurde, dass in Zukunft keine Unterscheidung mehr zwischen Real-, Voll- und Kleinbürgerrecht bestehen sollte. Bis dies allerdings in der alltäglichen Praxis vollständig umgesetzt wurde, dauerte es noch eine ganze Weile.

#### Preußen, Deutsches Reich: Kreisstadt (ab 1885)
Nach dem Deutschen Krieg im Jahre 1866 wurde das Königreich Hannover von Preußen annektiert und als Provinz Hannover in sein Königreich eingegliedert, somit stand nun auch Soltau erneut unter preußischer Herrschaft. Die preußischen Truppen marschierten von Harburg aus über die alte Poststraße (heutige B 3) ohne kriegerische Handlungen oder Gegenwehr durch Soltau bis nach Hannover. Abgesehen von der Beschlagnahmung der Post- und Steuerkasse geschah in Soltau nichts Gravierendes. 1871 folgte die Gründung des Deutschen Reiches. Eine erneute Änderung der Verwaltungseinteilung 1885 führte dazu, dass die bisherigen Ämter in Landkreise und die sechs hannoverschen Landdrosteien in Regierungsbezirke umgewandelt wurden. Aus dem Amt Soltau wurde der Landkreis Soltau. Soltau wurde zur Kreisstadt ernannt, zu diesem Zeitpunkt hatte die Stadt rund 2000 Einwohner.

#### Wachstum der Infrastruktur und Industrie (1870 bis 1920)

Bahnhof Soltau (Han) auf einer Ansichtskarte von 1900

Nach der Annexion des Königreichs Hannover durch Preußen sollte die Hauptstadt Berlin auf kürzestem Weg mit den Häfen an der Nordsee verbunden werden. Die Strecke Bremen–Berlin führte direkt durch Soltau. Nachdem die Stadt bei den Planungen der Strecke von Hamburg nach Hannover zugunsten der wichtigeren Städte Lüneburg und Celle einige Jahre zuvor noch umgangen worden war, kam es ab 1870 schließlich zum Bau eines Bahnhofs „zweiter Classe“ in Soltau. Der Bahnhof Soltau (Han) wurde auf Wunsch der Stadt an der Walsroder Straße errichtet. Am 15. Mai 1873 fuhr der erste Personenzug auf der Teilstrecke Uelzen–Langwedel und passierte auch Soltau. 1901 folgte mit der Heidebahn eine weitere Verbindung zwischen Buchholz (südlich von Hamburg) und Hannover. In der Folge wurden mehrere Kleinbahnstrecken nach Celle (ab 1910), Lüneburg (ab 1913) und Neuenkirchen (ab 1920) eröffnet. 1922 einigten sich die Inhaber der drei Kleinbahnen auf die gemeinsame Nutzung des Kleinbahnhofs Soltau Süd. Soltau war somit aus sieben verschiedenen Richtungen erreichbar und – auch im Zusammenhang mit den ebenfalls durch Soltau verlaufenden Haupthandelsrouten und Poststraßen im Dreieck Hamburg, Hannover und Celle – zu einem der wichtigsten Verkehrsknotenpunkte der Region geworden.

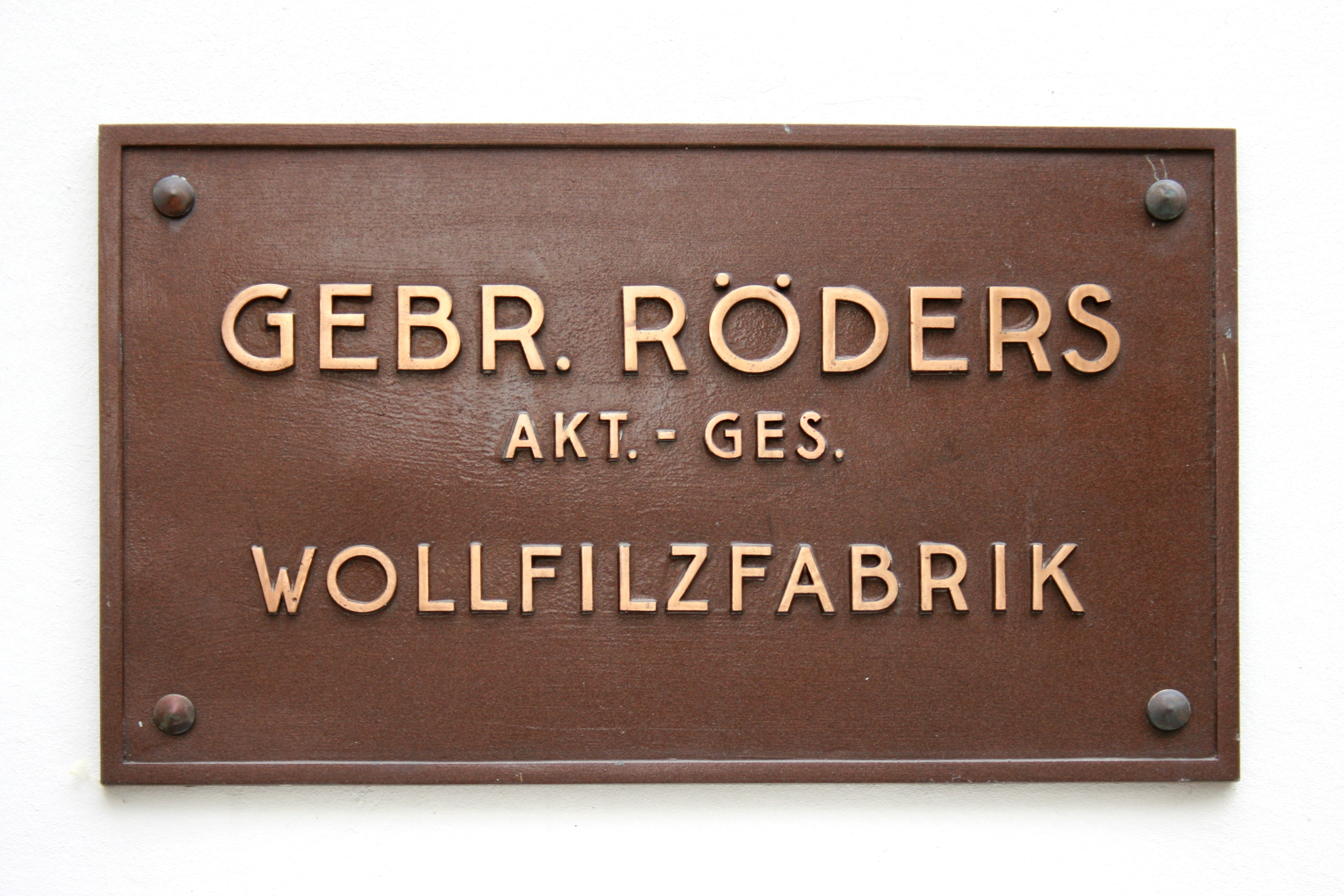
Firmenschild Gebr. Röders

Als Teil der Industriellen Revolution in Deutschland vollzog sich auch in Soltau der Übergang von kleinen Handwerksbetrieben zu Manufakturen und Fabriken. Von besonderer Bedeutung für die wirtschaftliche Entwicklung war die alte Soltauer Familie Röders, deren verschiedene Familienzweige mehrere für die Stadt wichtige Firmen gründeten. Zu erwähnen sind dabei insbesondere die Zinngießerei G. A. Röders (1814 gegründet, stellt heute noch Gussteile her) und die ehemalige Bettfedernfabrik Carl Breiding & Sohn (1836 gegründet); um die Jahrhundertwende arbeiteten mehr als 10 Prozent der Soltauer in der Fabrik, die 2005 Insolvenz anmelden musste. Dazu kamen weitere Unternehmen wie die Rödersche Fruchtweinfabrik (1868 bis etwa 1900) und die noch existierende Filzfabrik Gebr. Röders AG (1851 als Abteilung von Carl Breiding & Sohn gegründet, seit 1922 eigenständiges Unternehmen). Weiterhin von größerer Bedeutung für die Soltauer Industriegeschichte sind die Färberfamilie Bornemann, der Bauunternehmer Lorenz Wiegels und die Druckerei Mundschenk.

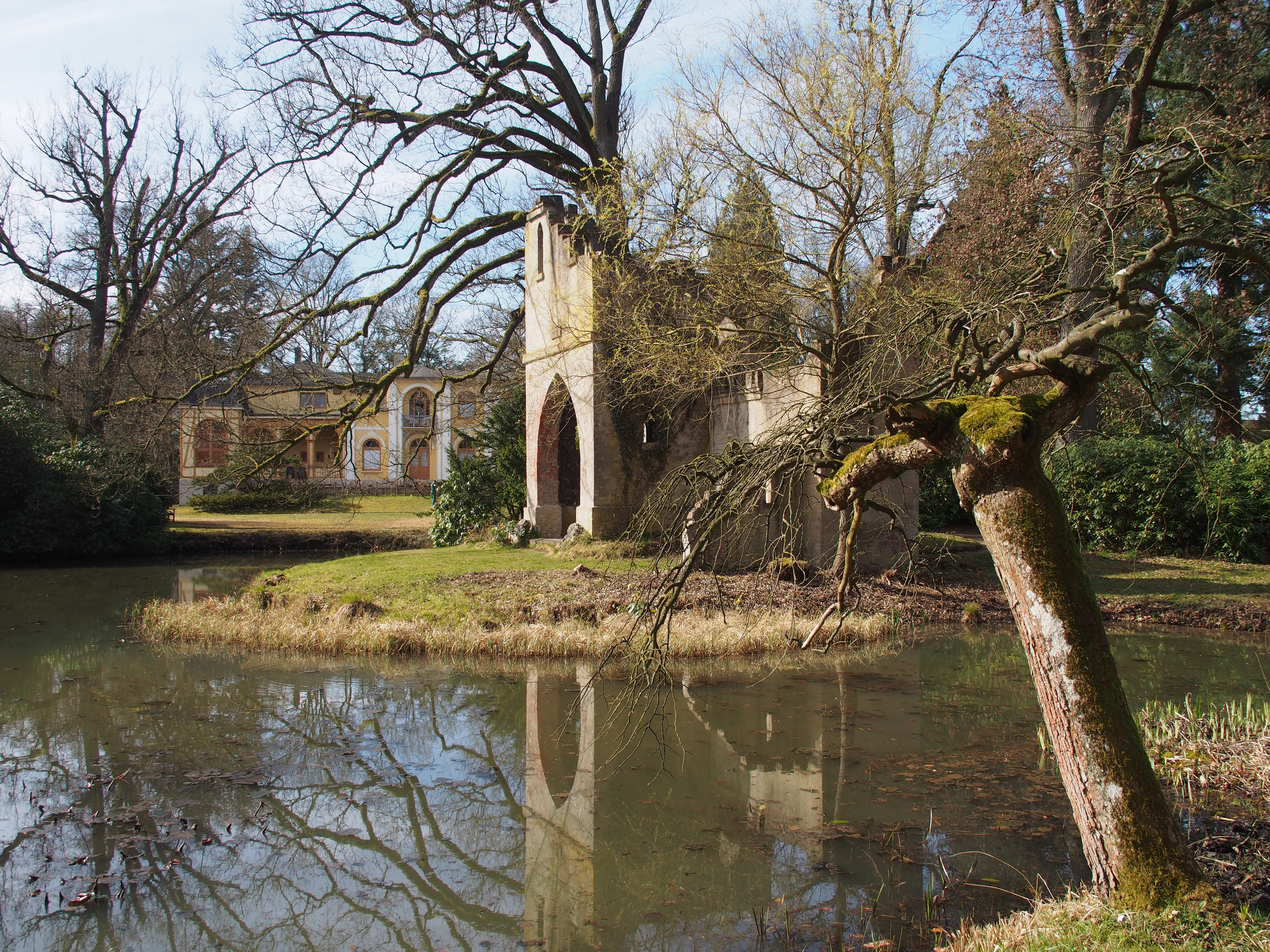
Breidings Garten mit Villa und Burgruine

Die Industriellenfamilien Röders/Breiding und Bornemann engagierten sich gegen Ende des Jahrhunderts auch in der Kommunalpolitik, im beginnenden Vereinsleben in den Bereichen Kultur und Sport sowie bei der Verschönerung des Stadtbildes. So legten sie Parkanlagen wie den Breidings Garten oder den Böhmewald mit der Schlageterinsel an. Weitere bedeutende Aktivitäten zur Verbesserung der Infrastruktur in dieser Zeit waren die Eröffnung der Gasanstalt zur Versorgung mit Gas und Strom im Jahr 1896 und die Anlage einer Flussbadeanstalt an der Böhme mit einem Badehaus und einem Außenschwimmbecken 1902.

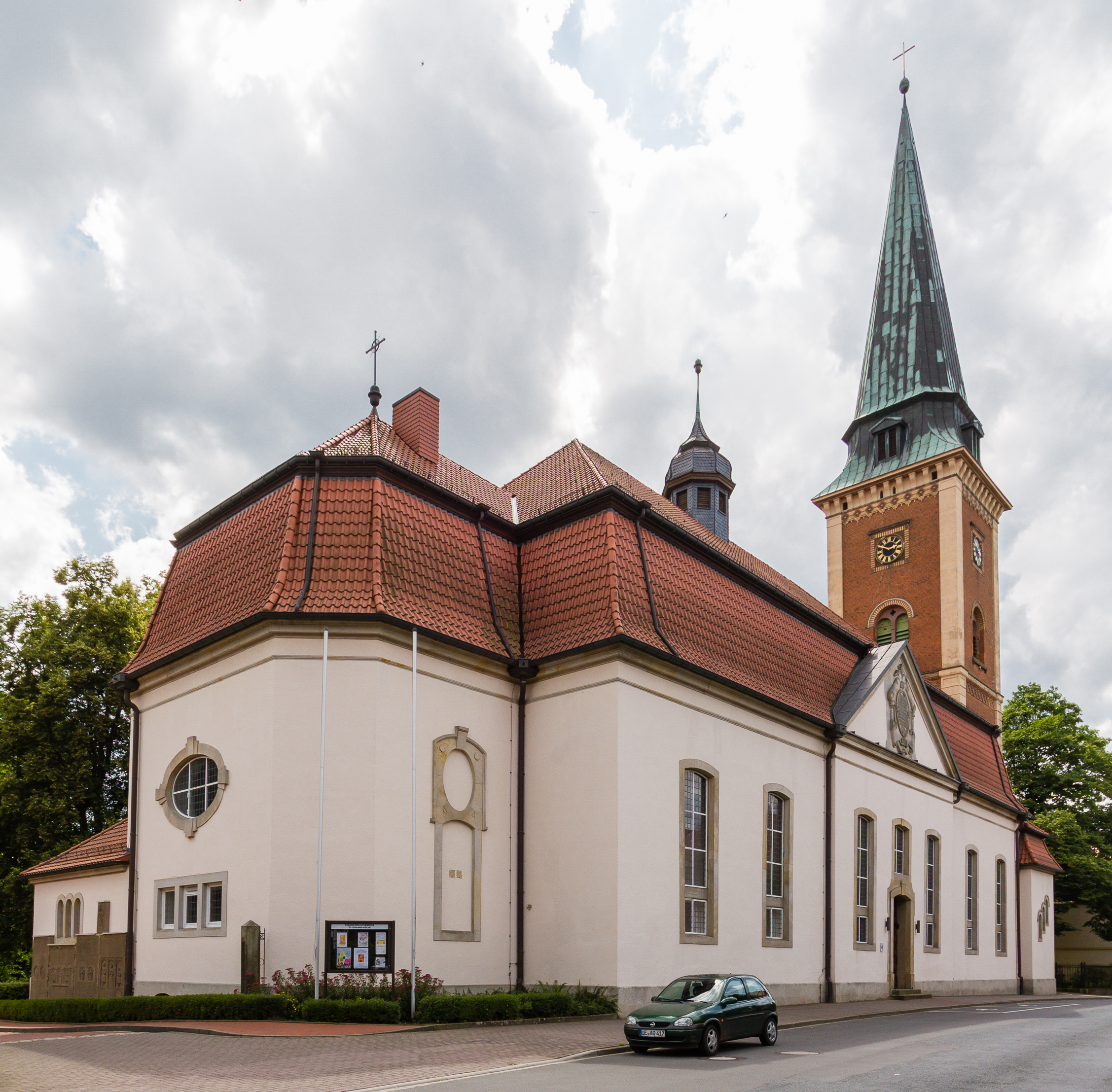
St.-Johannis-Kirche in Soltau

In der Weihnachtsnacht 1906 brannte die St.-Johannis-Kirche – die bis dahin einzige evangelische Kirche Soltaus – vollständig aus, nur die Außenmauern blieben stehen. Anschließend wurde sie innerhalb von 18 Monaten nach den Plänen des Architekten Eduard Wendebourg im neubarocken Stil wieder aufgebaut. Der Gottesdienst fand übergangsweise in der städtischen Turnhalle statt. Nachdem bereits seit 1899 über den Bau einer zweiten Kirche diskutiert wurde, gab der Brand den entscheidenden Anstoß, um die Planungen zu konkretisieren. Im Mai 1910 begannen die Bauarbeiten und im Dezember 1911 wurde die Lutherkirche eingeweiht. Die katholische Gemeinde, die durch den Zuzug zahlreicher Soldaten deutlich angewachsen war, erhielt 1915 mit der St. Marien-Kirche ein eigenes Gotteshaus.
1904 wurde mit einer Kölner Firma ein Vertrag über die Rechte auf Bohrversuche für Erdöl und Kalisalz abgeschlossen. 1911 begann auf einem Gelände an der Winsener Straße der Aufbau einer Kali-Förderstätte. Nach Kriegsausbruch wurde die Arbeit zunächst eingestellt. In den 1920er Jahren gab es erneute Versuche zur Nutzung; es ist unklar, ob jemals tatsächlich Kali-Bergbau stattgefunden hat. 1919 wurde ein 2000 Kubikmeter fassender Gasbehälter errichtet. Bis zu seinem Abriss im Jahre 1971 galt er als ein Wahrzeichen Soltaus.

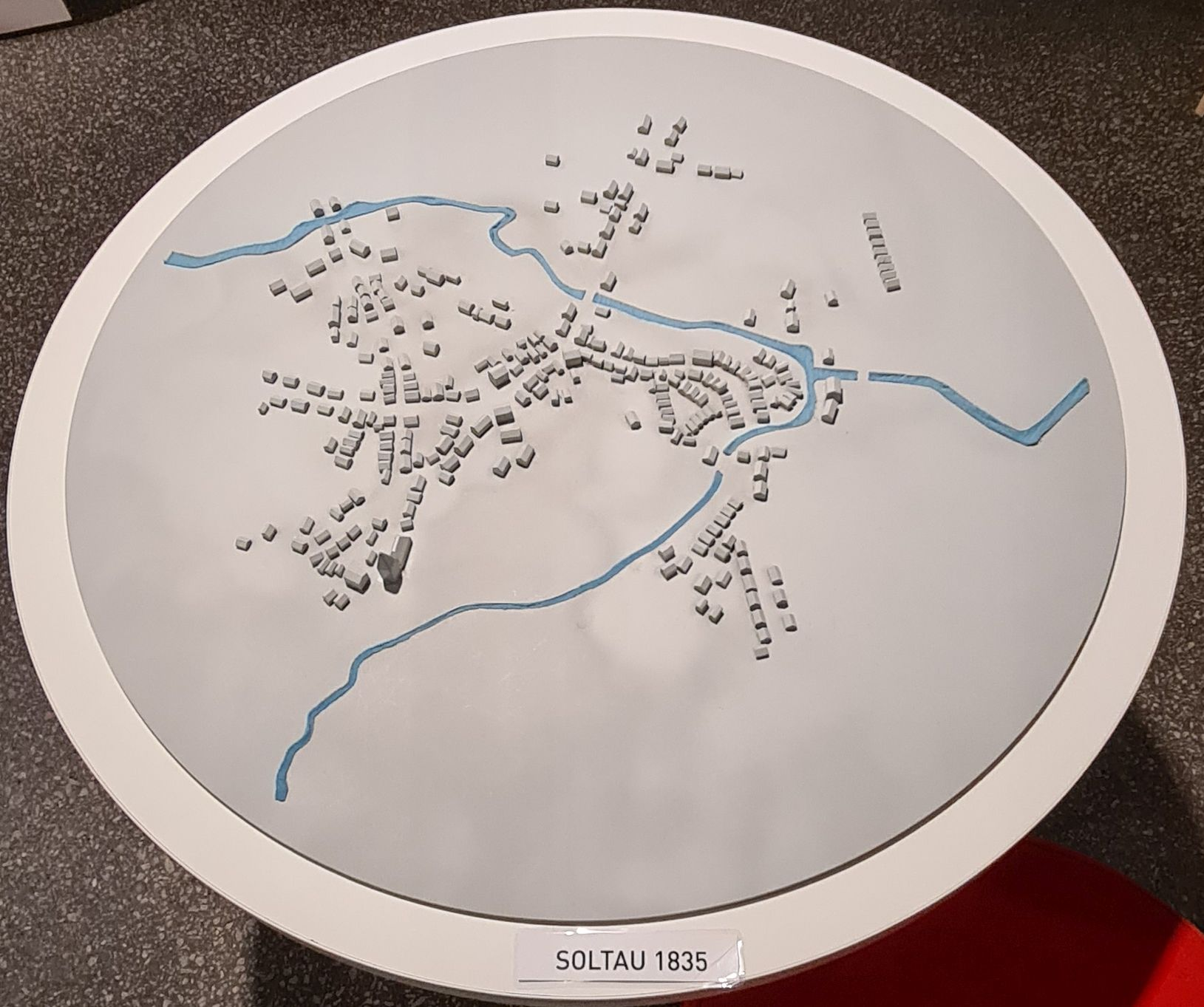
Wachstum der Stadt: Von 1835 …
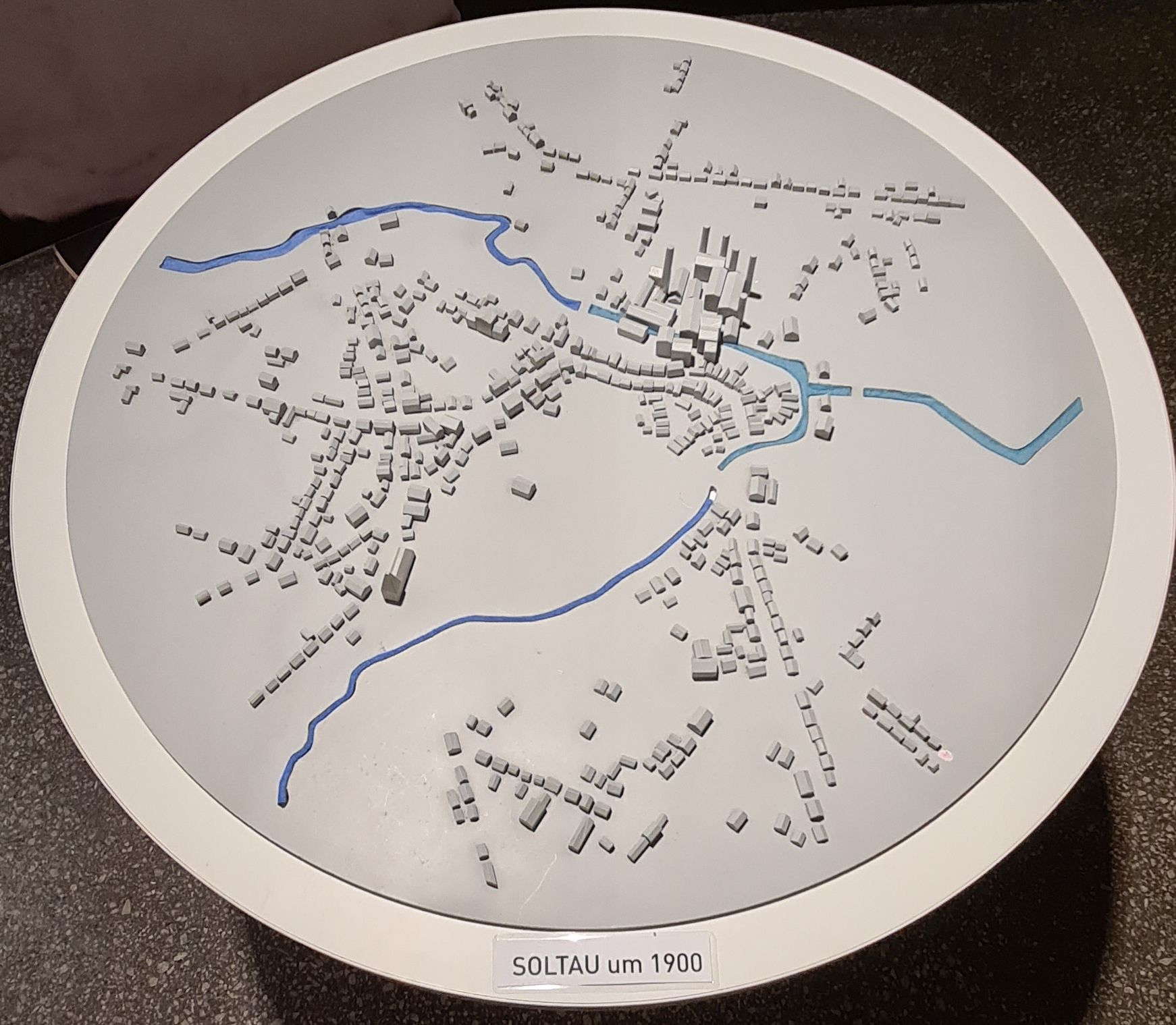
… bis zur Zeit um 1900

### Soltau im Ersten Weltkrieg (1910 bis 1920)

#### Offizier-Reitschule und das Lager Soltau
1910 bestimmte der preußische Landtag aufgrund der Möglichkeiten, die Heide als Manövergebiet zu nutzen, die Stadt Soltau zum Standort einer Offizier-Reitschule. Im Oktober 1913 wurde die Kaserne eröffnet. Der Übungsbetrieb endete schon wenige Monate nach Ausbruch des Ersten Weltkrieges. Während des Krieges waren dort und im Rest der Stadt zeitweise bis zu 6000 Mann an Truppen stationiert.

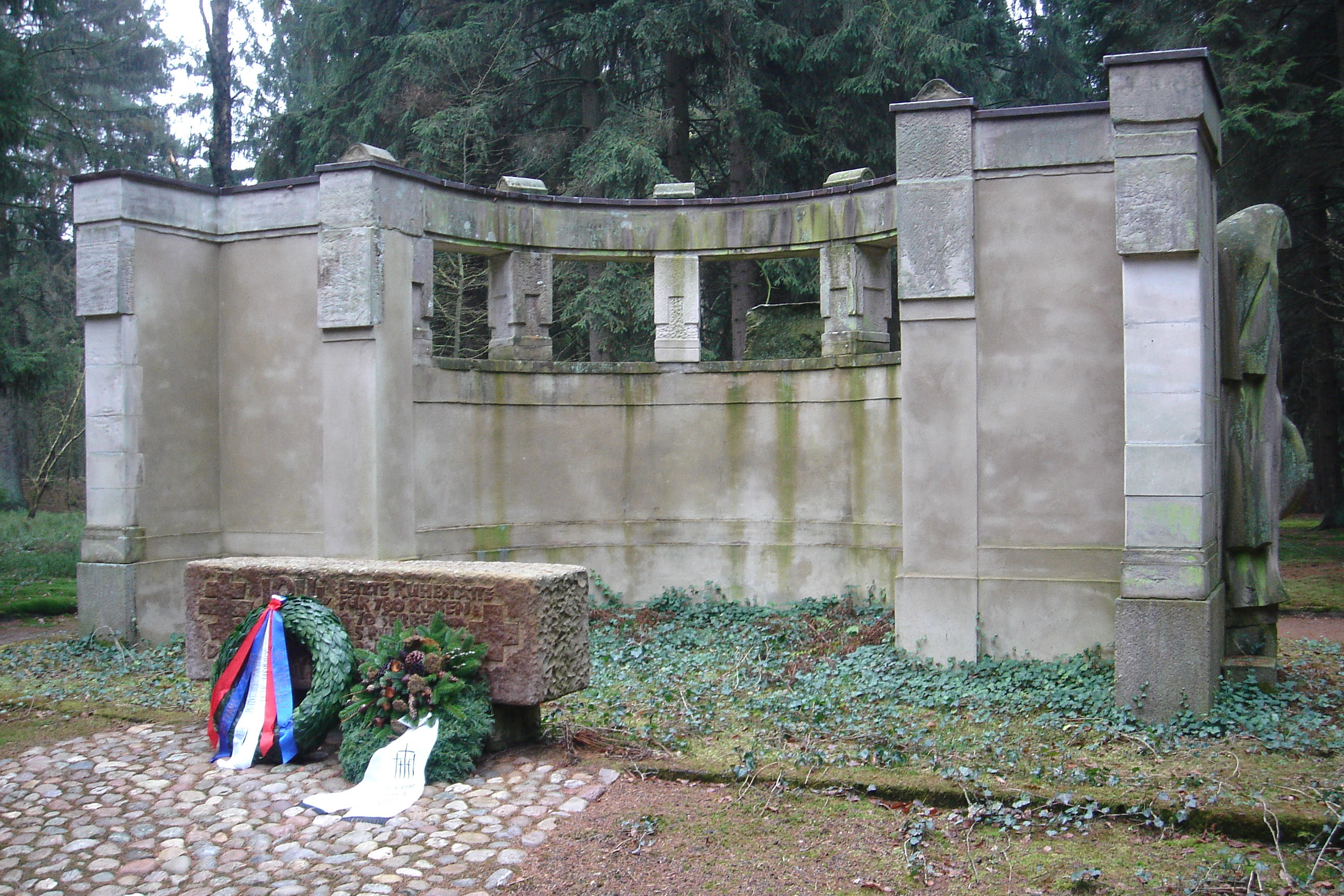
Gedenkstätte auf dem Kriegsgefangenenfriedhof des ehemaligen Lagers Soltau

Obwohl Soltau weit entfernt von der Front war, kamen die Bürger der Stadt schon sehr früh mit den Kriegsgeschehnissen in Kontakt. Nördlich von Soltau, auf dem Gebiet der heutigen Ortsteile Ahlften und Dittmern, wurde zehn Tage nach Kriegsbeginn ein Lager für Verwundete und Gefangene von der Westfront eingerichtet. Das Lager Soltau mit mehr als 70 Baracken war das größte deutsche Kriegsgefangenenlager im Ersten Weltkrieg, in dem schon zu Beginn des Krieges 10.000 bis 12.000 Gefangene untergebracht waren, später stieg die Zahl noch einmal deutlich an. Unterschiedliche Quellen sprechen von etwa 75.000 bis 180.000 Gefangenen, die dort untergebracht oder von dort betreut wurden – bei einer damaligen Einwohnerzahl Soltaus von weniger als 6000. Im Laufe der Zeit entstand im Lager eine kleine Stadt mit drei Kirchen, einem eigenen Eisenbahnanschluss, einem Krankenhaus und einem Friedhof, auf dem insgesamt mehr als 1400 Verstorbene beigesetzt wurden. Bei Arbeitseinsätzen in der Umgebung legten die Gefangenen unter anderem eine Rodelbahn im Böhmewald an und kultivierten täglich zwölf Morgen Ödland im Umland. Am 22. November 1914 kamen hundert Wagen mit Flüchtlingen aus Ostpreußen in Soltau an, die Familien wurden für drei Monate auf Bauernhöfen in der Umgebung untergebracht.
Der Krieg und die zahlreichen Soldaten, Gefangenen und Flüchtlinge in der Stadt beeinflussten das Leben der Soltauer ganz erheblich und gehörten dennoch schon bald fest zum Stadtbild. Die Soltauer Bürger hatten in dieser Zeit wie überall im Deutschen Reich mit erheblichen Einschränkungen im täglichen Leben zu kämpfen, die Versorgung mit Nahrungsmitteln, Kleidung und anderen lebensnotwendigen Dingen war miserabel. Dennoch war die Hilfsbereitschaft der Soltauer ungebrochen, die Soldaten wurden trotz der Lebensmittelknappheit unterstützt. Im Sommer und Herbst 1917 nahm der Kreis Soltau 600 Kinder aus den noch schlimmer betroffenen Großstädten Bremen, Oberhausen, Hannover und Harburg auf.

#### Novemberrevolution und Kriegsende
Am 8. November 1918 erreichten drei Matrosen aus Wilhelmshaven Soltau und riefen im Lager Soltau und in der Stadt offen zur Revolution auf. An der Friedenseiche gab es am Nachmittag eine Kundgebung mit Berichten vom Kieler Matrosenaufstand. Die drei Anwesenden, Louis Brandt, Ernst Battermann und Erich Malender – allesamt keine Soltauer Bürger – wurden an Ort und Stelle als Ratsmitglieder bestimmt. Generalmajor Thiemig, der Kommandeur der Garnison an der Reitschule, verhandelte mit dem neu gebildeten Arbeiter- und Soldatenrat und übergab ihm schließlich die Militär- und Zivilgewalt unter der Voraussetzung der Aufrechterhaltung von Ruhe und Ordnung. Nach der Abdankung des Kaisers und der Ausrufung der Republik in Berlin am 9. November folgte zwei Tage später die Vereinbarung eines Waffenstillstandes.
Doch auch nach der Novemberrevolution und dem Ende des Krieges trat noch lange keine Verbesserung der Lebenssituation der Soltauer ein. Zunächst setzte der Arbeiter- und Soldatenrat seine Arbeit fort, fast jeden Tag gab es Demonstrationen und Kundgebungen. Dennoch verlief die Revolution in Soltau weitestgehend friedlich. Im Dezember 1918 kamen die ersten Soldaten von der Front zurück, die Heimkehr verzögerte sich aber teilweise bis zum März 1919. 278 Soltauer waren im Krieg gefallen. Im Oktober 1919 wurde die Offizier-Reitschule geschlossen, da laut Versailler Vertrag nur eine Offiziersschule je Waffengattung erlaubt war.

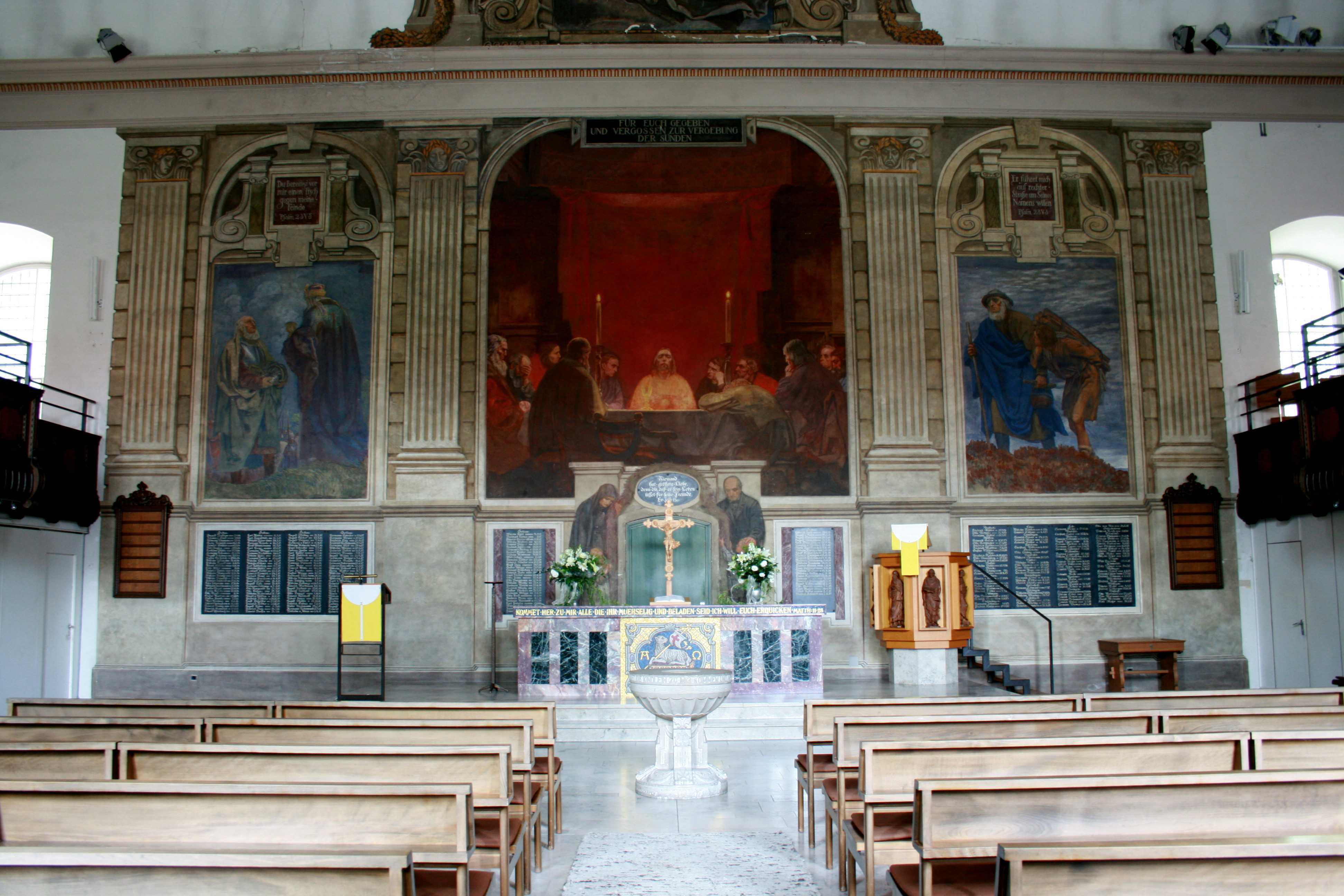
Wandgemälde in der Johanniskirche mit den Namen aller gefallenen Soltauer

Der Alltag kehrte erst sehr langsam wieder ein. Insbesondere die Auflösung des größten deutschen Kriegsgefangenenlagers und die Rückführung der Gefangenen in ihre Heimat war eine große Herausforderung. Während die Rückführung der Engländer, Franzosen und der 14.000 Belgier bereits im Januar 1919 abgeschlossen war, waren 1920 noch immer rund 5000 russische Gefangene in Soltau, da alle Randstaaten wie Polen oder Rumänien die Durchreise der Gefangenen verweigerten. Aufgrund der mangelhaften Verpflegung kam es in der Stadt auch zu Raub und Plünderungen durch die ehemaligen Gefangenen. Auf der anderen Seite gab es aber auch einen regen kulturellen Austausch mit den Bürgern der Stadt. Am 30. August 1920 verließen zunächst die letzten Gefangenen per Zug vom sogenannten Belgischen Bahnhof aus das Lager. Doch schon in den nächsten Wochen kamen erneut Rotarmisten in das Lager, die beim Polnisch-Sowjetischen Krieg in ostpreußisches Gebiet gedrängt und dort gefangen genommen worden waren. Innerhalb kürzester Zeit stieg die Zahl wieder auf 6000 an, Soltau war damit im Grunde zu einer russischen Garnisonsstadt geworden. Nach mehrmonatigen Verhandlungen verließen schließlich am 27. Mai 1921 die letzten Insassen endgültig das Lager Soltau. Im Anschluss wurde das Lager aufgelöst, die Baracken und die Einrichtungsgegenstände wurden verkauft. Heute deutet abgesehen vom erhaltenen Friedhof nichts mehr auf das Lager hin.
Zum Gedenken an die gefallenen Soldaten errichtete Soltau in achtjähriger Planungs- und Bauzeit als eine der ersten Städte in Deutschland einen Heldenhain als Gedenkstätte, der am 15. Oktober 1922 eingeweiht wurde. Auch das große Wandgemälde der Johanniskirche aus dem Jahr 1921 erinnert an die gefallenen Soltauer.

### Weimarer Republik (1918 bis 1933)
Bei der ersten Wahl zur Nationalversammlung nach der Gründung der Weimarer Republik am 19. Januar 1919 gaben 3098 Soltauer ihre Stimme ab. Die SPD war zwar mit 1369 Stimmen stärkste Partei, dennoch erreichten die sechs bürgerlichen Parteien mit insgesamt 1733 Stimmen die Mehrheit. Mehr als ein Viertel der Stimmen ging an die welfentreue Deutsch-Hannoversche Partei, die aus Protest gegen die Annexion des Königreichs Hannover durch Preußen gegründet worden war und die für die Selbstständigkeit des Landes Hannover eintrat. Insbesondere in den ländlichen Gebieten war eine antipreußische Haltung verbreitet. Dagegen gab es in Soltau kaum Auseinandersetzungen zwischen der sich zunehmend organisierenden Arbeiterschaft und dem Bürgertum.
In den 1920er Jahren hatten die Bewohner Soltaus mit großer Wohnungsnot und der extremen Inflation zu kämpfen, die 1923 ihren Höhepunkt hatte. In der Folge führte dies zum Ruin mehrerer Soltauer Unternehmen und zu Arbeitslosigkeit und Armut in der Bevölkerung. Nach dem Zusammenbruch der New Yorker Börse 1929, der die Weltwirtschaftskrise nach sich zog, wurde die Not noch gesteigert. Die Arbeitslosenquote in Soltau stieg auf fast 40 Prozent.
Im März 1925 bot der Bürgermeister Bartels der Nachbargemeinde Tetendorf der Stadt Soltau eine Eingemeindung der beiden neueren Ortsteile Neutetendorf und Celler Straße an. Aufgrund der erwarteten zusätzlichen Kosten für die erforderlichen Infrastrukturerweiterungen lehnte der Soltauer Rat dies jedoch zunächst ab. Nach mehreren Gutachten und Verhandlungen stimmte Soltau aber schließlich zu und erhöhte seine Einwohnerzahl damit zum 1. Juli 1928 um 271 auf insgesamt 6389. Nach jahrelangen Bemühungen erhielt Soltau am 25. Oktober 1929 zudem ihre im Jahr 1852 freiwillig abgegebenen Stadtrechte zurück und durfte sich von nun an wieder offiziell „Stadt Soltau“ nennen. Am 1. Oktober 1932 gab es hinsichtlich der Selbstständigkeit jedoch einen erneuten Rückschlag, als die Landkreise Fallingbostel und Soltau vorübergehend unter dem Namen Landkreis Fallingbostel zusammengeschlossen wurden und der Kreissitz an das deutlich kleinere Fallingbostel fiel. Politik, Wirtschaft und Medien aus Soltau gingen sofort gegen diese Zurückstufung an, 14.000 Unterschriften wurden im Landkreis gesammelt. Der Einsatz hatte schließlich Erfolg, genau ein Jahr nach dem Zusammenschluss wurden die Kreise wieder getrennt.

### NS-Zeit und Zweiter Weltkrieg (1933 bis 1945)

#### Machtübernahme der Nationalsozialisten
Zwischen 1929 und 1933 verschärften sich die Probleme der kommunalen Finanzen und der Massenarbeitslosigkeit im gesamten Staat, was den Aufstieg der Nationalsozialisten begünstigte. Die letzte demokratische Kommunalwahl in Soltau am 12. März 1933 fand bereits nach Hitlers Machtergreifung im Januar 1933 statt und kann daher kaum noch als regulär bezeichnet werden. Es gab zum Beispiel keinerlei Anzeigen von der SPD oder KPD in der Presse. Bei der Wahl erreichte die NSDAP, deren Soltauer Ortsgruppe sich 1928 gegründet hatte, mit 42 Prozent die meisten Stimmen gegenüber der SPD (22 Prozent), der KPD (2 Prozent) und der Liste Stadt Soltau (33 Prozent).

Gauleiter Otto Telschow – ab 1937 Ehrenbürger Soltaus

Die konstituierende Sitzung des Magistrats und des Bürgervorsteherkollegiums nach der Wahl fand am 23. März 1933 statt. Hans Wengert, Ortsgruppenleiter und Wortführer der NSDAP-Fraktion, forderte darin alle drei Senatorensitze für seine Partei und eine Zusammenarbeit der bürgerlichen Parteien mit der NSDAP, beides wurde in der Folge erfüllt. In den nächsten drei Sitzungen waren die drei SPD-Abgeordneten Gevers, Bargmann und Panning noch anwesend, doch in der Sitzung vom 30. Juni 1933 verkündete Senator Wengert dann, dass diese – nachdem sie zuvor einen freiwilligen Verzicht auf das Mandat verweigert hatten – durch eine Verfügung der Polizei auf Basis des Betätigungsverbotes gegen die SPD das Mandat nicht weiter ausüben durften. In der Folge übernahm die NSDAP mehr und mehr die Kontrolle über die städtischen Belange. Kreisleiter Schulz leitete teilweise sogar die Ratssitzungen und drängte damit Bürgermeister Willy Klapproth in den Hintergrund. Unliebsame Ratsmitglieder wurden wegen „politischer Unzuverlässigkeit“ entlassen. Am 1. Januar 1934 wurden die städtischen Gremien vollständig aufgelöst. Die Stadträte (zuvor Senatoren) und die Ratsherren (zuvor Bürgervorsteher) wurden von da an nicht mehr von der Bevölkerung gewählt, sondern durch den Landrat auf Vorschlag des Gauleiters Otto Telschow (Gau Ost-Hannover) ernannt und hatten zudem nur noch beratende Funktion. Soltau war in fünf Zellen bzw. zwei Ortsgruppen (Ost und West), die von sechs Gruppenleitern geführt wurden, unterteilt.
Ein Jahr lang gab es einen Machtkampf um den Bürgermeisterposten zwischen dem Amtsinhaber Klapproth und dem Ortsgruppenleiter und Stadtrat Wengert, der schließlich durch eine innerparteiliche Entmachtung Wengerts zu Gunsten von Klapproth entschieden wurde.

#### Soltau unter dem Hakenkreuz
Am 2. Mai 1933 begann die Gleichschaltung in Soltau mit der Besetzung des Volkshauses im Hagen durch die SA. Das Volkshaus, das als Versammlungsstätte von Arbeiterorganisationen und Gewerkschaften gedient hatte und auch eine Gaststätte besaß, stand von da an unter der Kontrolle der Deutschen Arbeitsfront. Das Gebäude wurde 1936 zwangsversteigert. Auch das Soltauer Vereinsleben war durch die Gleichschaltung betroffen. Mehrere Vereine wurden verboten oder lösten sich auf. Der MTV Soltau und der SV Soltau wurden auf Anordnung der Nationalsozialisten „bis auf Weiteres“ zum MTSV Soltau zusammengeschlossen.
1934 wurde auf Anordnung der SA aus Berlin eine ursprünglich als Sportlager geplante Unterkunft für bis zu 700 Insassen im heutigen Soltauer Ortsteil Wolterdingen errichtet. Das Lager Wolterdingen hatte eine Fläche von über 200 Hektar und wurde 1935 von der SS übernommen. Es diente bis Juli 1937 als Unterkunft für die SS-Verfügungstruppe III./SS Germania und im Anschluss bis Anfang 1938 für die I./SS Germania. Ab 1938 fanden im Lager Landwehrübungen verschiedener Truppen statt; zu dieser Zeit lebten dort rund 1200 Mann, die das Stadtbild mitprägten. Zur Standortverwaltung Soltau gehörten ab 1937 auch das Marinesperrzeugamt und ab 1939 das Reichsarbeitsdienstlager in Harber sowie die Heeresnebenmunitionsanstalt in Schneverdingen mit den Munitionsdepots in Lünzen, Hillern und Wintermoor.
In einer Festwoche beging Soltau im August 1937 das tausendste Jubiläum seit der ersten urkundlichen Erwähnung, obwohl schon damals bekannt war, dass die besagte Urkunde bereits im September 936 ausgestellt worden war. Sie war die erste Stadt im Regierungsbezirk Lüneburg, die berechtigt war, ihre Tausendjahrfeier zu begehen. 17 Festausschüsse waren mit der Planung des Festes beauftragt. Es gab kulturelle Ausstellungen und Vorführungen sowie sportliche Wettkämpfe. Die Hauptveranstaltung und den Festumzug am letzten Tag besuchten nach Angaben der Veranstalter rund 30.000 Menschen. Auch die auswärtige Presse lobte die Feierlichkeiten als äußerst gelungen.
In Soltau gab es nie eine größere jüdische Gemeinde, lediglich einzelne Familien, die zum Gottesdienst in die Synagoge nach Walsrode fuhren. Die letzte Beerdigung auf dem Jüdischen Friedhof fand 1926 statt. 1936 wurde der Friedhof verwüstet, für die Erhaltung vorgesehenes Geld aus einem Nachlass wurde vom Bürgermeister konfisziert. Bei den Novemberpogromen kam es am Morgen des 10. November 1938 zu Übergriffen. Vor dem Textilgeschäft des jüdischen Bürgers Sally Lennhoff in der Marktstraße 8 versammelte sich eine größere Menschengruppe, darunter auch Schulkinder. Parolen wurden gegrölt, Fensterscheiben und Türen zerstört und der Innenraum verwüstet. Die Familie Lennhoff – zum damaligen Zeitpunkt die einzige jüdische Familie in der Stadt – wurde von der Polizei in „Schutzhaft“ genommen, Sally Lennhoff und sein Schwiegersohn mussten vier Wochen im KZ verbringen. Nach seiner Freilassung verkaufte er das Haus in der Marktstraße und ging nach Bremen. Dort plante er die Auswanderung in die USA, die seine Töchter bereits vollzogen hatten. Dazu kam es jedoch nicht. 1942 wurde das Ehepaar Lennhoff in das Ghetto Theresienstadt deportiert, wo Sally Lennhoff 1943 starb. Heute erinnert der Sally-Lennhoff-Gang in Soltau an sein Schicksal.

#### Der Zweite Weltkrieg
Nach dem Beginn des Zweiten Weltkrieges im September 1939 – teilweise auch schon in den Monaten davor – bestimmten die Kriegsvorbereitungen und Vorsichtsmaßnahmen das Leben in Soltau: Rationierung von Lebensmitteln und Kleidung, das nächtliche Ausschalten sämtlicher Beleuchtung in der Stadt und regelmäßige Luftschutzübungen.
Während des Krieges wurde das Gelände des Lagers Wolterdingen bis November 1940 von der Marinestammabteilung Nord belegt, die sich mit 2000 bis 4000 Mann auf eine Landung in England vorbereitete. Bis Kriegsende wurde das Gelände von der Wehrmacht aus Munster genutzt. Zeitweise bot das Lager auch bis zu 150 Zivilisten eine provisorische Unterkunft, die durch Bombenangriffe ihr Dach über dem Kopf verloren hatten.
Verlief der Alltag in Soltau seit Kriegsbeginn abgesehen von den genannten Einschränkungen noch relativ ruhig und „normal“, so veränderte sich etwa ab Oktober 1941 das Bild. Nun waren auch erstmals in Soltau Bombeneinschläge hörbar. Auch Flugblattaktionen führten den Bürgern vor Augen, dass feindliche Flugzeuge das Gebiet überflogen hatten. Am 25. Januar 1942 wurde die Stadt erstmals von Fliegerbomben getroffen: Der Oelshof in Marbostel und das Jagdhaus Weiß wurden schwer beschädigt, dabei starben elf Menschen. Der strenge Winter und die verschlechterten Kriegsbedingungen führten dazu, dass die Lebensmittelrationen im April 1942 noch einmal verkleinert wurden. Im Mai 1942 wurden die Kirchenglocken der Lutherkirche und der Johanniskirche zur Einschmelzung beschlagnahmt. Der Einspruch von Fachleuten, die das Geläut der Johanniskirche als zweitbestes in Norddeutschland bezeichneten, wurde nicht gehört.
Nach dem Aufruf zum Totalen Krieg durch Goebbels im Februar 1943 verschärfte sich auch in Soltau die Lage zunehmend. Häuser und Geschäftsräume wurden beschlagnahmt, um dort unter anderem Lazarette und Lagerstätten einzurichten. Ab Sommer 1943 wurden die öffentlichen Alarme zur Regel, bis Ende Dezember 1944 gab es in Soltau insgesamt 360-mal Fliegeralarm. Im Juli 1943 erlitt Hamburg schwere Bombenschäden und die obdachlose Bevölkerung floh ins Umland, zunächst kamen 850 Personen nach Soltau, bis Ende 1944 stieg die Zahl auf 3500.
Da in der letzten Kriegsphase die Bombenangriffe der Alliierten die Produktion im Volkswagenwerk in der „Stadt des KdF-Wagens“ (heutiges Wolfsburg) gefährdeten, wurde im Juni 1944 ein Teil der Produktion von Kleinteilen für Motor und Getriebe an die Kleinbahnstrecke Celle–Soltau nach Tetendorf verlegt. Vorübergehend arbeiteten rund 320 Menschen in der „Wald“ genannten Fabrik, überwiegend italienische und russische Kriegsgefangene. Nach Kriegsende musste die Produktion eingestellt werden, unter Aufsicht der Briten begann ab Sommer 1945 erneut die Produktion in der Soltauer Zweigstelle der Wolfsburg Motor Works. Zu der Zeit waren etwa 80 Mitarbeiter, vor allem Kriegsheimkehrer und Jugendliche, angestellt. Nach wenigen Monaten wurden die Fertigungsmaschinen und -werkzeuge ins Stammwerk nach Wolfsburg gebracht, die Produktion in Soltau wurde beendet.
Am 21. Juli 1944, dem Tag nach dem Attentat auf Hitler, wurden um 5 Uhr morgens auch in Soltau sämtliche Personen verhaftet, die zum potentiellen Widerstand gezählt werden konnten. Die Verdächtigen wurden teilweise mehrere Wochen lang inhaftiert. Am 1. Oktober 1944 erlitt der Soltauer Bahnhof einen ersten Tieffliegerangriff, der erheblichen Schaden anrichtete. Ab Herbst 1944 bis zum Beginn der Kämpfe an der Allerfront im März 1945 waren in Soltau der Divisionsstab und ein Bataillon der 27. SS-Freiwilligen-Division einquartiert, die überwiegend aus freiwilligen Flamen bestand. Ab Mitte Februar 1945 trafen die ersten Flüchtlingstrecks aus Ostpreußen und Pommern ein, bis zum Sommer waren es etwa 4000 Flüchtlinge.

#### Ermordung entflohener KZ-Insassen und Befreiung durch britische Truppen (April 1945)
Ab Mitte April 1945 rollte die Front auf Soltau zu. In diesen Tagen kam es immer wieder zu Fliegerangriffen, die insbesondere die Soltauer Bahnhöfe trafen und teilweise zerstörten.
Ein besonders tragischer Tag für die Stadt Soltau war der 11. April 1945. Ohne Vorwarnung bombardierten 20 britische Flugzeuge das Stadtgebiet. Die vier Bombenteppiche zerstörten etwa 60 Häuser vollständig und viele weitere teilweise. 65 Tote – davon sieben Soldaten – waren nach diesem nur zehn bis zwölf Minuten dauernden Angriff zu beklagen. Viele weitere Bewohner wurden verletzt. Aufgrund der Umstände wurden die Todesopfer nur notdürftig bestattet, viele wurden in einem Sammelgrab ohne angemessene Trauerfeier beerdigt. Erst nach dem Krieg fanden würdige Gedenkfeiern statt.

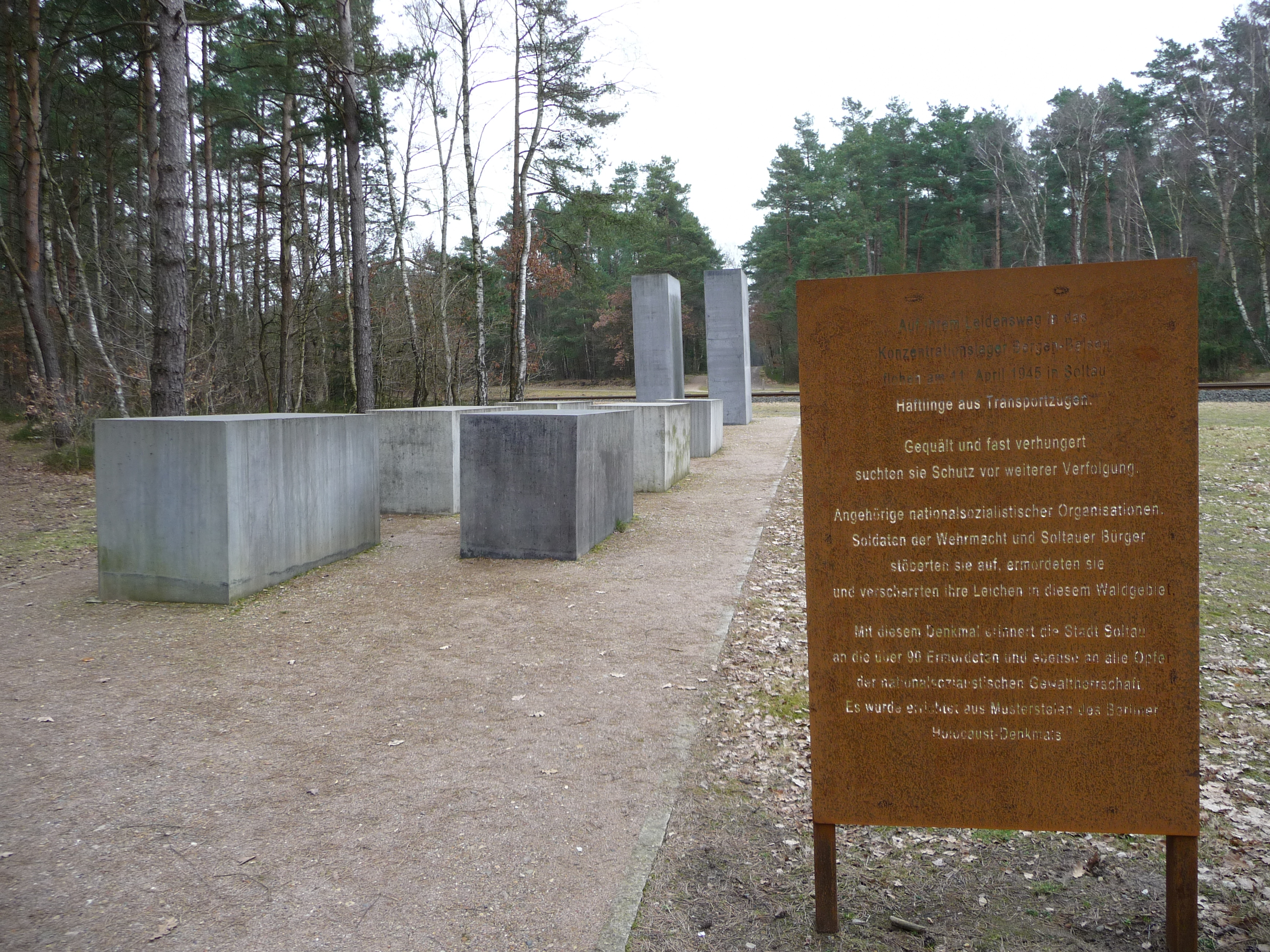
Holocaust-Mahnmal

Kurz vor der Befreiung der Stadt durch alliierte Truppen kam es zu einem schweren Endphaseverbrechen an entflohenen KZ-Häftlingen. Diese hatten sich aus einem durch die Bombenangriffe in Soltau liegen gebliebenen Gütertransportzug befreien können. In den folgenden Tagen wurden über 100 von ihnen durch Angehörige der Wehrmacht, der SS und der örtlichen Hitler-Jugend sowie von einigen Soltauer Bürgern gejagt, eingefangen und anschließend an Ort und Stelle oder an Sammelplätzen im Stadtgebiet erschlagen beziehungsweise erschossen. Einige wenige Bürger unterstützten Geflohene unter Gefahr für das eigene Leben mit Nahrungsmitteln und Kleidung. Gerichtsverfahren gegen Beteiligte in der Nachkriegszeit endeten mit Freisprüchen aus Mangel an Beweisen. Zur Erinnerung an diese in Soltau ermordeten Menschen wurde seit 2005 die Errichtung eines Mahnmals diskutiert, das ursprünglich direkt am Bahnhof stehen sollte. Die Diskussion über das Mahnmal und den Standort, insbesondere eine Online-Abstimmung der Böhme-Zeitung, bei der sich nach einem Aufruf in einem rechtsextremen Forum die Mehrheit der Teilnehmenden gegen das Mahnmal aussprach, sorgte überregional für Aufsehen. Das Mahnmal zur Erinnerung an die Opfer sowie an alle Opfer nationalsozialistischer Gewaltherrschaft wurde schließlich nahe der Tötungsstelle im Forst Sibirien aus acht Musterstelen des Berliner Holocaust-Mahnmals errichtet und im April 2007 unter Anteilnahme der Soltauer Bevölkerung eingeweiht. Die Wahl des etwas abseits am Stadtrand gelegenen Standortes anstelle des zentraleren Bahnhofs sorgte für Kritik. Die Soltauer Geschichtswerkstatt erstellte unter Auswertung zahlreicher Zeitzeugenaussagen im Auftrage des Rates der Stadt Soltau eine umfangreiche Studie zu den Verbrechen im April 1945.
Am 12. April hatten die Briten nach heftigen Kämpfen bei Essel und Rethem die Aller überquert. Der erst drei Tage zuvor zum Kampfkommandanten von Soltau ernannte Oberstleutnant Körner wurde am 14. April zum Divisionskommando nach Walsrode beordert. Dort wurde entschieden, dass die Bahnstrecke Bremen-Soltau-Uelzen zur neuen Hauptkampflinie aufgebaut und Soltau zum „befestigten Platz“ erklärt werden sollte, der unter allen Umständen zu halten war, um den Vormarsch in Richtung Hamburg aufzuhalten. Soltau rückte somit in den Mittelpunkt des Kampfgeschehens.
Am 15. April hielt ein Sonderkommando des OKW ein Standgericht in der Soltauer Kaserne ab. Drei Soldaten wurden wegen Fahnenflucht, ein Soltauer Bürger wurde wegen des Erzählens eines politischen Witzes zum Tode verurteilt. Sie wurden noch am selben Tag hingerichtet.
Der Kampf im Raum Soltau begann am 16. April um 15 Uhr mit der ersten Feindberührung. Am 17. April gegen 19 Uhr betraten schließlich britische Truppen nach starkem Artilleriebeschuss Soltau. Da sich die verbliebenen Einheiten in Soltau gegen den Einmarsch wehrten und mehrere Panzer der Briten abschossen, zogen die Briten mit einer Panzerkolonne und bewaffnet mit Flammenwerfern und Panzergranaten durch die Soltauer Innenstadt und machten das Gebiet um Rühberg, Hagen, Marktstraße und Poststraße dem Erdboden gleich. Eine zweite Angriffsspitze hatte gegen 21 Uhr die Kaserne erreicht. Gegen 23 Uhr meldete Oberstleutnant Körner dem Kommandeur der Kampfgruppe, Oberst Grosan, die Kapitulation der Soldaten und die Übergabe der Stadt. Am frühen Morgen des 18. April nahmen die Briten alle Soldaten in der Kaserne gefangen. Auch der junge Oberleutnant und spätere Bundeskanzler Helmut Schmidt war darunter. Bürgermeister Klapproth erhielt Anweisungen zum Verhalten der Bevölkerung, dazu gehörte eine 24-stündige totale Ausgangssperre.

## Zeitgeschichte

### Nachkriegszeit (1945 bis 1970)

#### Militärregierung und Neubeginn der Kommunalpolitik

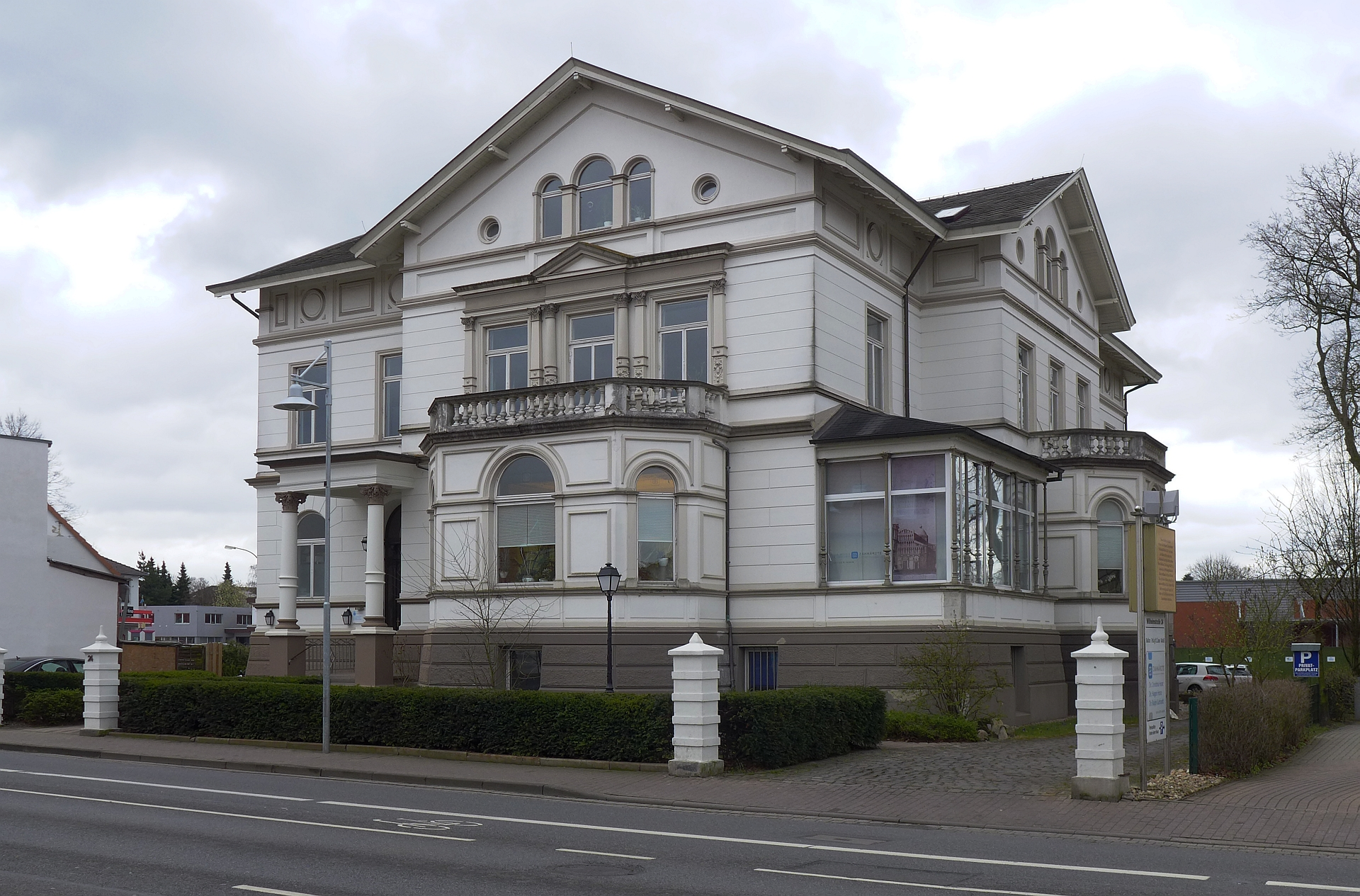
Villa in der Wilhelmstraße 24

Am 18. April 1945 trat an die Stelle der deutschen Regierung das Military Government Detachement 116 – BAOR WO 171/7914 unter dem Kommando des Oberstleutnants Martin. Die Militärregierung quartierte sich in den beiden Villen der Brüder Röders in der Wilhelmstraße 22 und 24 ein.

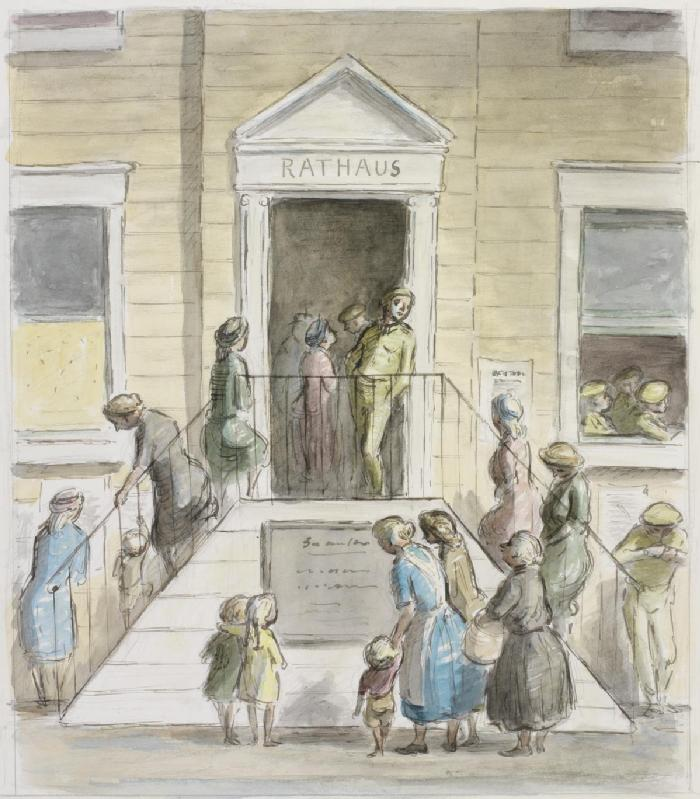
Britische Soldaten und Zivilisten vor dem Soltauer Rathaus (Troops at Rathaus, 1945)

Der Direktive CCS 551 folgend, begann die Militärregierung schnell mit der Umsetzung der schon vor Kriegsende geplanten Maßnahmen für die Ausrottung des Nationalsozialismus und die Demokratisierung Deutschlands. Vorrangig ging es zunächst aber darum, Gesetz und Ordnung aufrechtzuerhalten und die Bevölkerung mit Nahrung zu versorgen. Alle in Soltau untergebrachten Kriegsgefangenen und ausländischen Fremdarbeiter (Displaced Persons) wurden aus ihren bisherigen Unterkünften in das Lager Wolterdingen verlegt. Noch bis etwa 1960 beherbergte das Lager Flüchtlinge und ehemalige Zwangsarbeiter. Am 26. April 1945 ordneten die Briten ein würdiges Begräbnis für die in einem Massengrab gefundenen ermordeten Menschen an. Dies galt auch für 268 Tote in einem Massengrab in Wolterdingen.
Nach der Kapitulation der deutschen Wehrmacht am 8. Mai 1945 zog am 20. Mai die 130. Infanteriebrigade als Besatzung in Soltau ein und übernahm die Kontrolle im Landkreis. In der Folge begannen auch in Soltau die Säuberungsaktionen in den Kommunalverwaltungen. Zu den abgesetzten Personen gehörten unter anderem Bürgermeister Klapproth, Stadtoberinspektor Krüger und Gestapo-Inspektor Dose. Als neuer Bürgermeister wurde am 11. Juni 1945 der Jurist Werner Peterssen eingesetzt, neuer Landrat wurde Heinrich Marquardt. Die Probleme der Versorgung mit Nahrungsmitteln und Kohle belasteten die Bevölkerung zunehmend. Erst nach der Potsdamer Konferenz ab Mitte Juli normalisierte sich die Situation in Soltau merklich. Reisebeschränkungen wurden aufgehoben und öffentliche Filmvorführungen wieder erlaubt. Ab September bildete sich wieder eine Parteienlandschaft heraus. Zum 1. Oktober übernahm die deutsche Polizei wieder die Verantwortung für das Tragen von Waffen und die Aufsicht über die Ausgangssperre. Ab 18. Oktober nahm das Amtsgericht Soltau wieder seine Arbeit auf.
Am 17. November 1945 bestimmte ein Wahlgremium die Kandidaten für den ersten beratenden Stadtausschuss. Der Gouverneur stimmte dieser Auswahl zu und die acht Personen galten damit als gewählt. Ab Januar 1946 traf sich das Gremium regelmäßig, um die vordringlichsten Probleme zu lösen. Am 15. September 1946 fanden die ersten freien Kommunalwahlen statt, vier Parteien (NLP, CDU, SPD und KPD) traten zur Wahl an. Die bürgerlichen Parteien erzielten eine Mehrheit und am 24. September 1946 fand die erste Sitzung statt. Der bereits vorab bestimmte Bürgermeister Hermann Wilkens (NLP) wurde in seinem Amt bestätigt. Wichtigste Aufgaben waren die Bekämpfung der Wohnungsnot und der Schulraumknappheit.
Ab 1949 waren Teile der 7th Armoured Division der britischen Armee auf dem Gelände der früheren Reitschule stationiert. Nach dem Ende der Besatzungszeit 1951 lief die Stationierung im Rahmen des NATO-Truppenstatuts für mehr als 40 Jahre unter dem Namen Bournemouth Barracks.

#### Wiederaufbau und Stadterweiterung
Nach Kriegsende waren 108 Häuser in Soltau nicht mehr bewohnbar, weitere 116 hatten schwere Schäden erlitten. In nur sechs Kriegstagen waren 447 Soltauer obdachlos geworden. Die große Zahl von 4000 Flüchtlingen und Heimatvertriebenen und die Beschlagnahmung von 50 Häusern durch die britische Besatzungsmacht verstärkte die Wohnungsnot noch einmal erheblich. Die Aufräumarbeiten begannen zügig, doch der Mangel an Baustoffen verzögerte den Wiederaufbau. Der Altstadtbereich rund um Hagen und Marktstraße war fast vollständig zerstört und die Stadtverwaltung war gezwungen, die Grundstücke in diesem Bereich komplett neu zu strukturieren, um den Wiederaufbau zu ermöglichen. Damit wurde das seit 560 Jahren bestehende Stadtbild grundlegend verändert. Am 3. September 1948 war die Neuvermessung abgeschlossen und der Neubau konnte beginnen. 1953 war der Aufbau einer komplett neuen Innenstadt weitestgehend abgeschlossen.
Parallel zum Wiederaufbau der Innenstadt wurden ab 1946 auch Maßnahmen zur Bereitstellung von neuem Bauland beschlossen. Schnell wurde ein neuer Bebauungsplan aufgestellt. Der Auftrag für die Umsetzung ging an das Ingenieurbüro von Otto Meffert in Hannover. Sieben Jahre nach Kriegsende waren bereits 600 neue Wohnungen entstanden. In den 1950er und 1960er Jahren fand ein regelrechter Bauboom in Soltau statt, der die Wohnungsnot spürbar minderte, zahlreiche Baugebiete entstanden in Randbereichen der Stadt. Im Jahr 1968 war die Vollversorgung mit Wohnraum schließlich erreicht – und das trotz einer Verdopplung der Einwohnerzahl seit 1939 auf etwa 15.000.

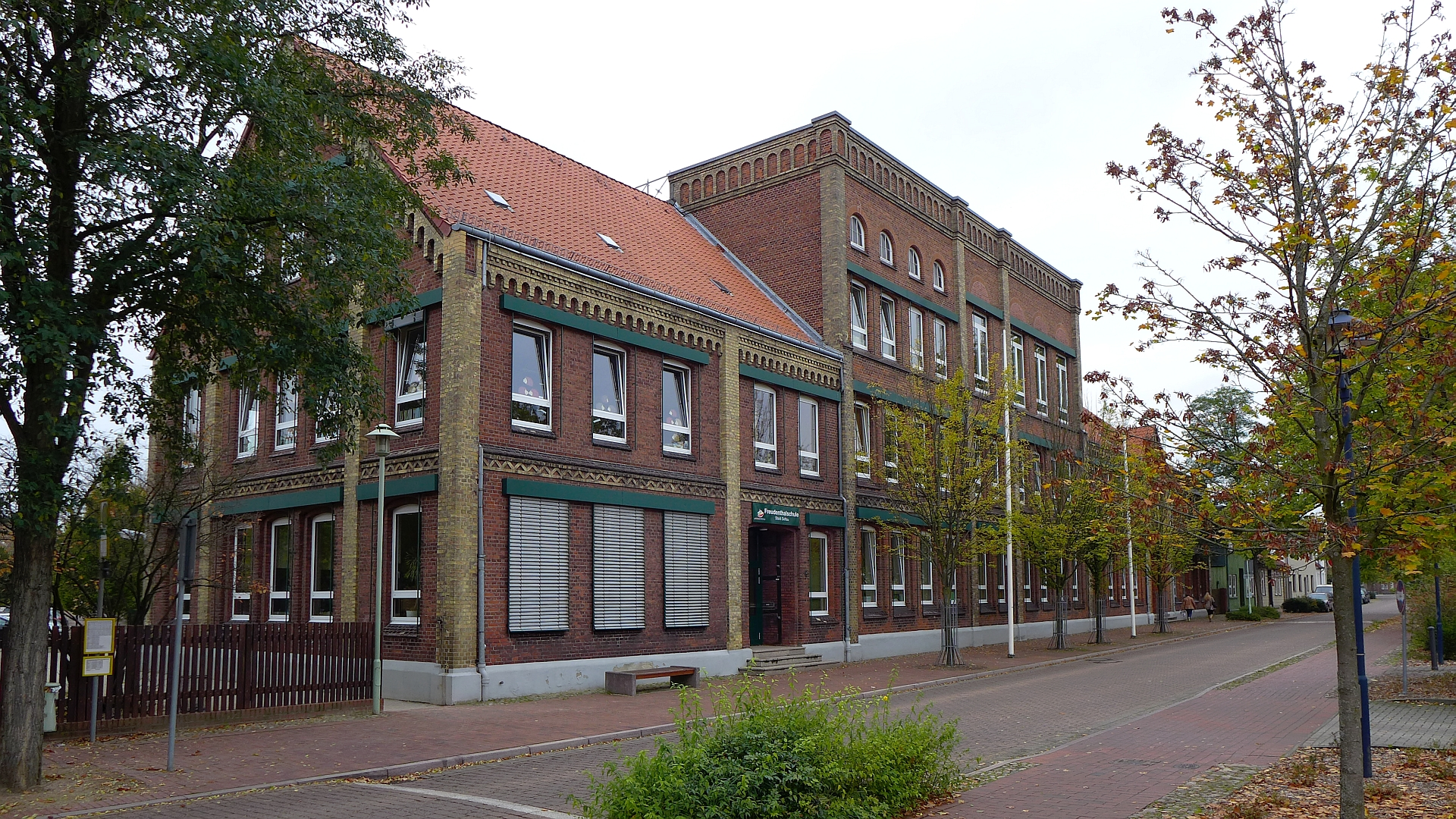
Gebäude der Freudenthalschule

Die Schulraumnot belastete die Bürger sehr, direkt nach dem Krieg wurden zunächst alle 2450 Schüler notdürftig in einem Schulgebäude (heutige Freudenthalschule) unterrichtet. Schnell gab es Planungen, die Volksschüler auf drei Schulen aufzuteilen, doch dazu musste neu gebaut werden. 1955 standen mit der Freudenthalschule, der Hermann-Billung-Schule und der Hermann-Löns-Schule drei Volksschulen zur Verfügung, die jedoch bereits bei der Eröffnung zu wenig Platz boten, sodass in den 1960ern weitere Anbauten folgten. Neubauten gab es zudem für die Mittelschule (1949), die später zur Realschule wurde (ab 1970 Neubau im Böhmewald) und das Gymnasium Soltau (1958). Mit dem neuen Hauptgebäude der AOK (1955), dem Katasteramt (1962) und dem Bundesvermögensamt (1965) wurden in diesem Zeitraum auch mehrere wichtige Verwaltungsgebäude errichtet.

### Gegenwart (ab 1970)

#### Eingemeindungen und Verlust des Kreissitzes

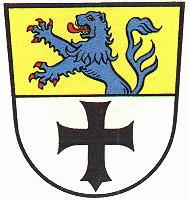
Wappen des aufgelösten Landkreises Soltau

Struktur des Landkreises Soltau-Fallingbostel nach der Gemeinde- und Kreisreform

In den 1970ern beschloss die Landesregierung eine umfassende Gebietsreform in Niedersachsen. Am 25. Oktober 1972 wurde das Neugliederungsgesetz für den Bereich Soltau im Landtag eingebracht. In der ursprünglichen Planung sollten 22 Gemeinden, darunter sechs des Kirchspiels Wietzendorf, in die Stadt Soltau eingegliedert werden. Der Protest aus Wietzendorf hatte aber Erfolg, sodass die Einheitsgemeinde Wietzendorf selbstständig blieb. Das Neuordnungsgesetz trat schließlich am 1. März 1974 in Kraft; zu diesem Stichtag wurden die Gemeinden Ahlften, Brock, Deimern, Dittmern, Harber, Hötzingen, Leitzingen, Marbostel, Meinern, Mittelstendorf, Moide, Oeningen, Tetendorf, Wiedingen, Woltem und Wolterdingen eingegliedert. Insbesondere die beiden Letzteren hatten aufgrund ihrer historischen Eigenständigkeit darauf gehofft, selbstständig zu bleiben, was vergeblich war. Die erweiterte Stadt Soltau umfasste damit eine Fläche von 203 Quadratkilometern mit rund 20.000 Einwohnern.
Auf die Gemeindereform folgte eine Kreisreform. Am 13. Januar 1975 wurde der Entwurf vorgestellt, der insbesondere für Soltau eine unangenehme Überraschung war. Das Ministerium hatte das weitestgehend akzeptierte Gutachten von Werner Weber, in dem Soltau aufgrund der höheren Zentralität als Kreissitz vorgeschlagen wurde, an etlichen Stellen abgeändert. In § 15 hieß es ohne Begründung, dass die bisherigen Landkreise Soltau und Fallingbostel aufgelöst und als neuer Landkreis Fallingbostel mit Kreissitz im kleineren Fallingbostel neu gegründet werden sollten. Der Rat der Stadt Soltau und der Kreistag erhoben sofort „schärfsten Protest“ gegen diesen Vorschlag, bei einer Anhörung im Februar kamen die Argumente pro Soltau zur Sprache. Obwohl in den folgenden Monaten Stadtdirektor Fenner und Bürgermeister Rothardt gegen die Entscheidung kämpften, deutete sich im Juni 1975 eine Bestätigung des Plans an. Auch eine Bürgerinitiative und eine große Protestveranstaltung vor dem Landtag in Hannover konnten sie nicht mehr verhindern. Am 9. Juni 1977 fiel die endgültige Entscheidung, als Kompromiss erhielt der neue Kreis den Namen Soltau-Fallingbostel. Da sich die CDU in der Abstimmung dem Wunsch ihres Koalitionspartners FDP beugte, verließen in der Folge 6 von 19 Mitgliedern der CDU-Fraktion des Soltauer Stadtrates aus Protest die Partei und gründeten eine neue. Da der Staatsgerichtshof den Antrag auf eine einstweilige Verfügung gegen das Datum des Inkrafttretens ablehnte, galt das Gesetz ab 1. August 1977 und musste umgesetzt werden. Gleich in der zweiten Kreistagssitzung nach den Kreistagswahlen vom 23. Oktober 1977 beantragte Landrat Wolfgang Buhr (CDU Soltau), Soltau wieder als Kreissitz zu bestimmen. Da sich der Kreistag aus 26 Nordkreislern (Kreis Soltau) und lediglich 24 aus dem Südkreis (Kreis Fallingbostel) zusammensetzte, ging die Abstimmung entsprechend aus. Das Landeskabinett lehnte diesen Beschluss jedoch als unzulässig ab. Im Februar 1979 entschied der Staatsgerichtshof schließlich, dass die Wahl des Kreissitzes zulässig gewesen sei. Um die Wogen zu glätten, wurde im Juli 1979 eine Außenstelle der Kreisverwaltung in Soltau eingerichtet. Auch der Bau des Reha-Klinikums mit wesentlicher Unterstützung des Landes galt als Entschädigungsleistung.

#### Stadterneuerung und Abzug der britischen Armee
Der Bauboom in den 1950er und 1960er Jahren machte insbesondere im Bereich der Verkehrsinfrastruktur eine umfassende Stadtplanung erforderlich. Stadtdirektor Jürgen Fenner engagierte den emeritierten Professor Wilhelm Wortmann aus Hannover, der ein neues Stadtentwicklungskonzept erarbeitete, welches 1973 vom Stadtrat angenommen wurde. Der Plan umfasste unter anderem die Erhaltung der historischen Bausubstanz im Hagen und Gestaltung des Neuen Hagens (1979–1981) sowie den Bau des Neuen Rathauses (1980–1981) und eines Parkhauses im Zentrum (1984). Ein wichtiger Teil des Plans war auch die Umwidmung der Marktstraße in eine Fußgängerzone und die Umleitung des Verkehrs über ein Tangentenviereck (Rathauskreuzung, Am Alten Stadtgraben) um den Stadtkern herum. Auch die Sanierungen und Umgestaltungen des Alten Rathauses (1984), des Spielzeugmuseums (1988), des Heimatmuseums (1989) und des Schützenplatzes (1990) waren Teil der Stadterneuerung. Die erforderliche Summe von 20 Millionen DM wurde aus Mitteln des Landesprogramms für Städtebauförderung aufgebracht. Für diese umfangreiche Neugestaltung des Stadtkerns wurde Soltau 1983 zum Landessieger im Landeswettbewerb Bauen und Wohnen in alter Umgebung gekürt. Stadtplaner Worthmann wurde in der Folge die Ehrenbürgerwürde verliehen

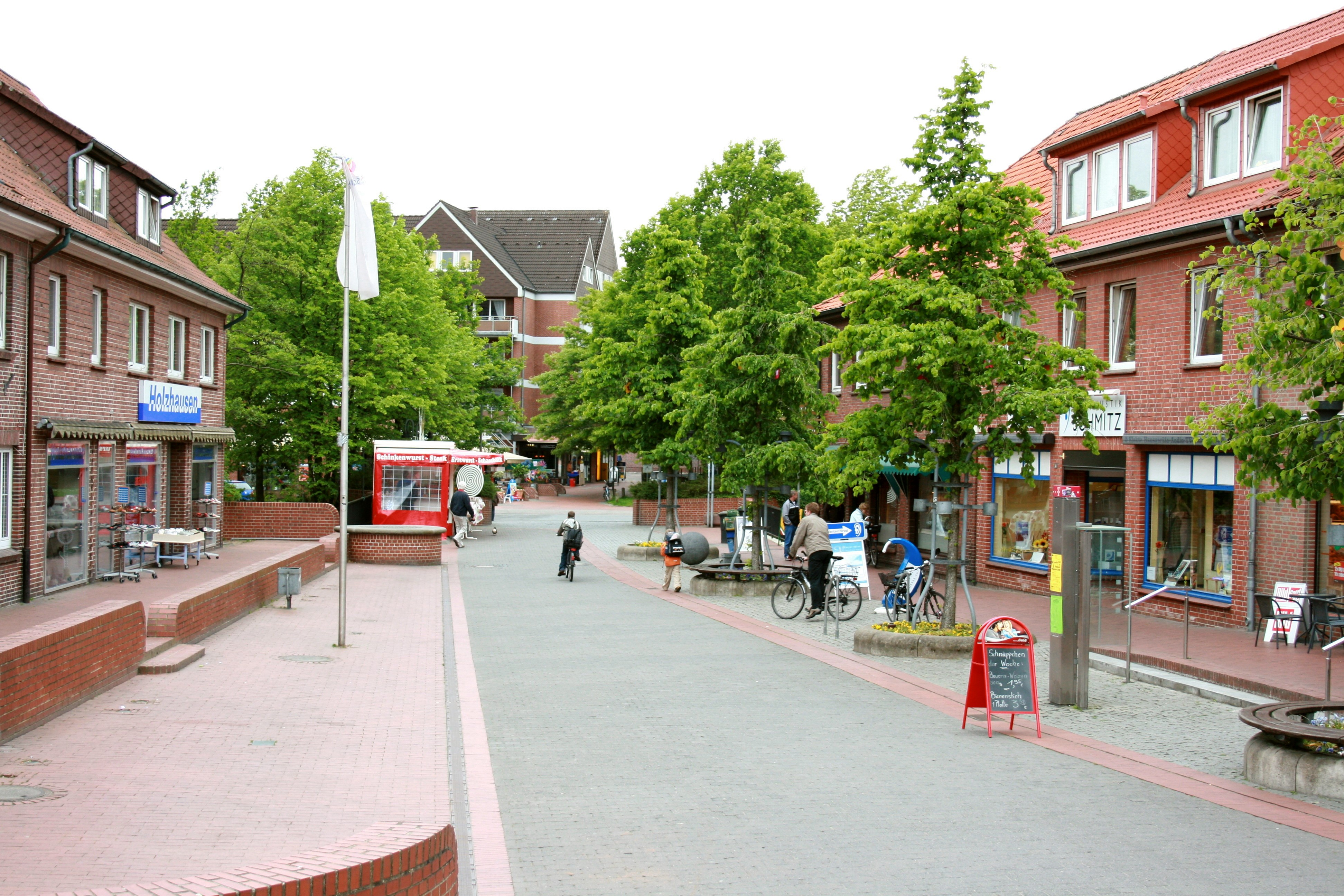
Neugestaltete, autofreie Marktstraße
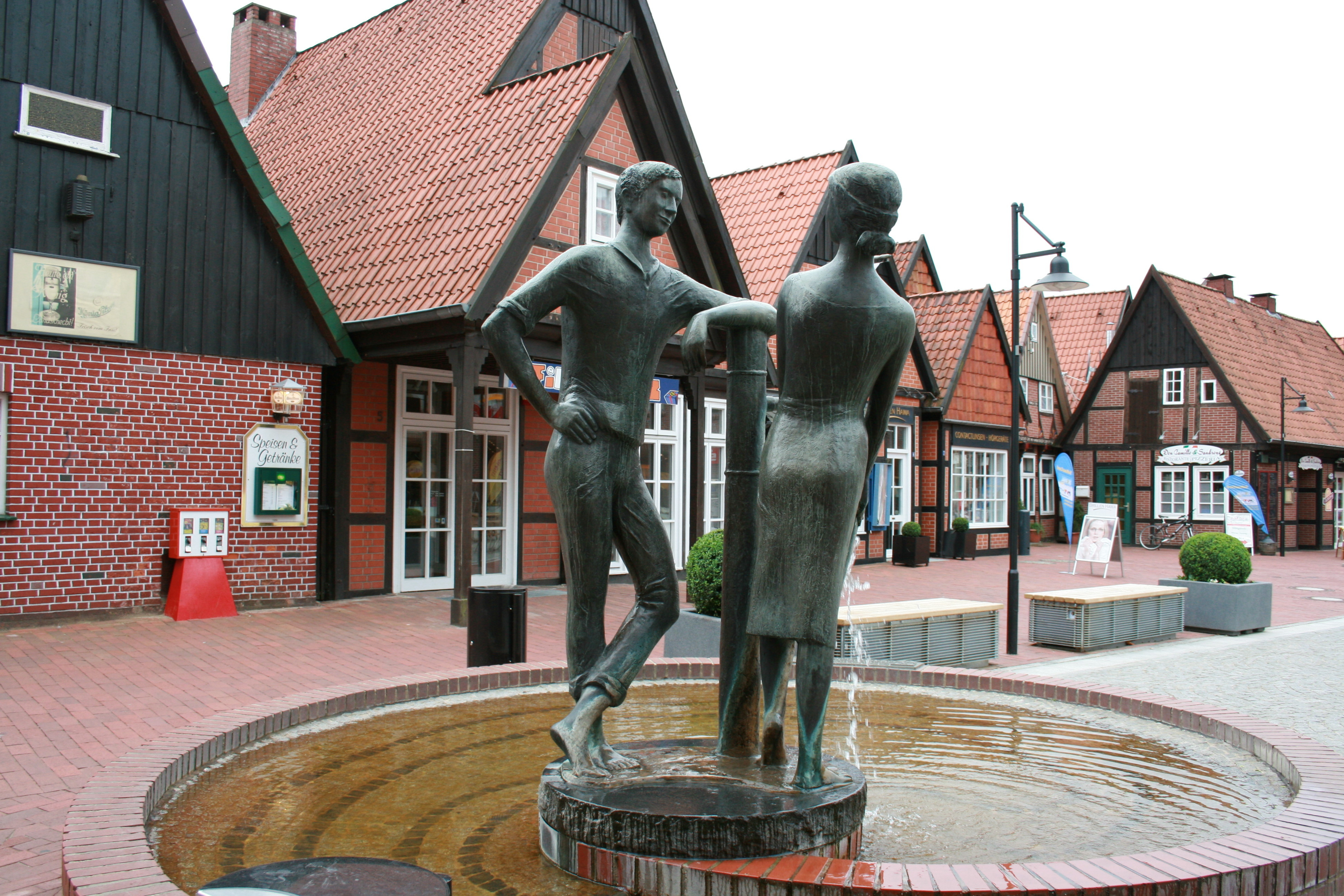
Heiratsbrunnen im Hagen
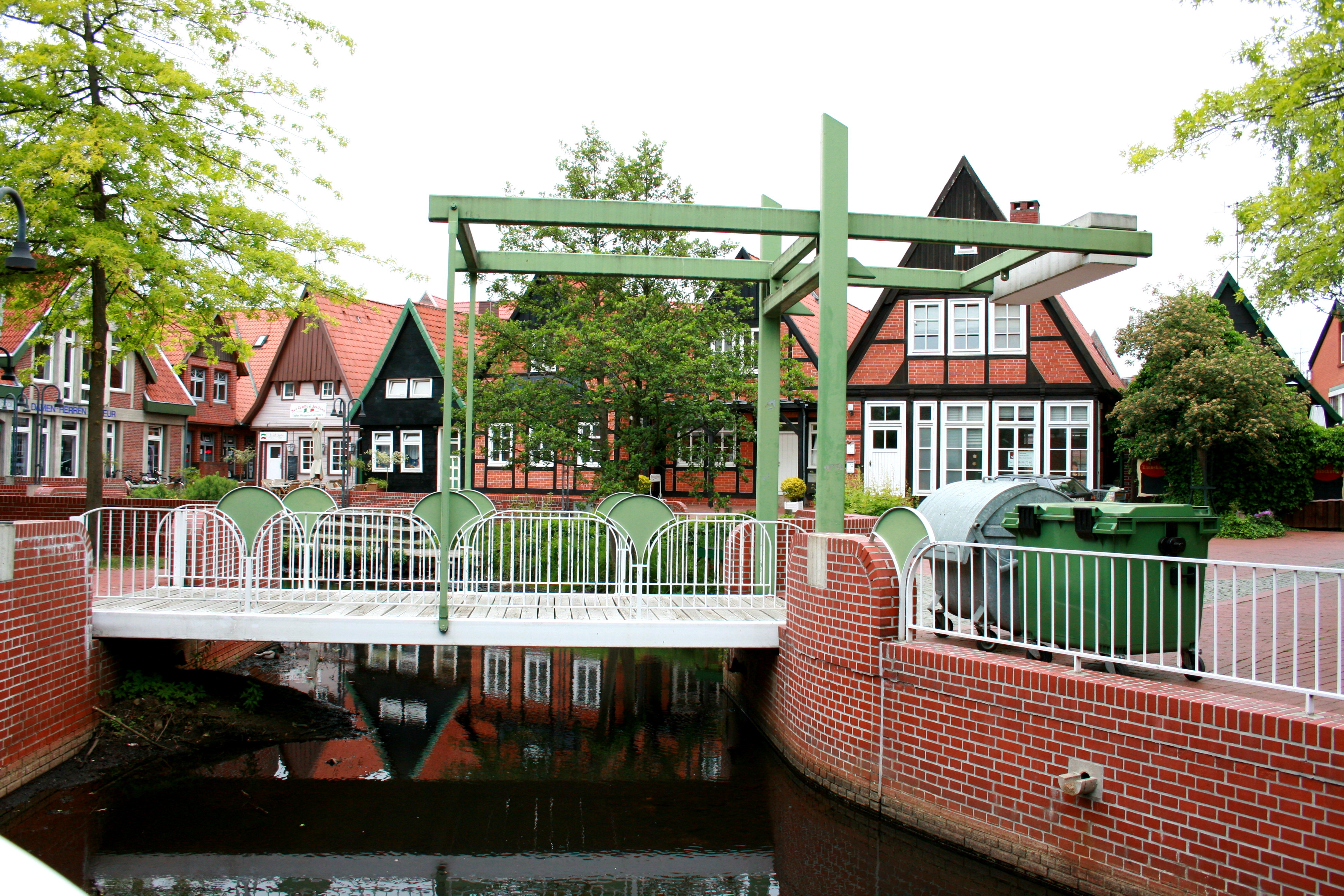
Neuer Hagen
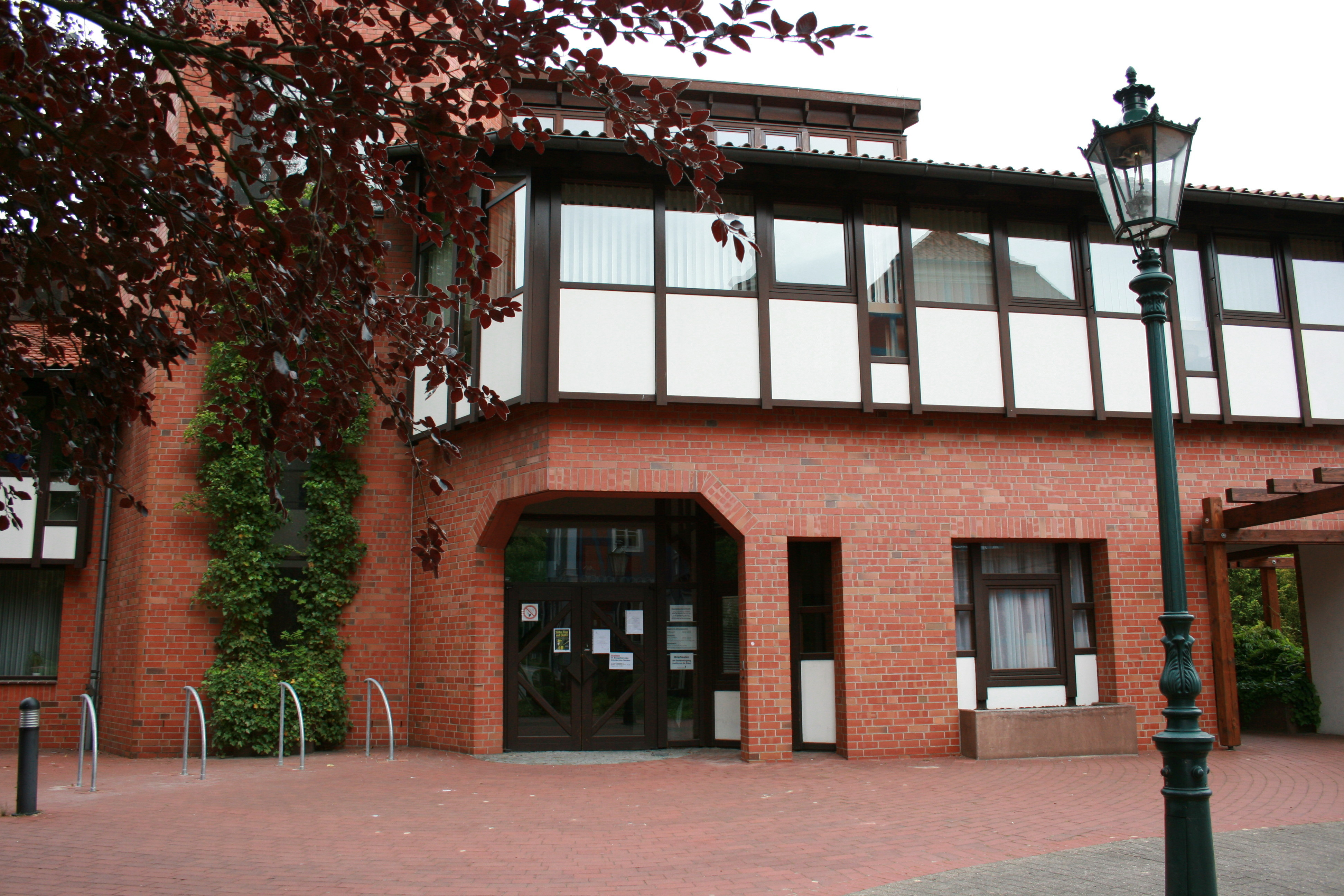
Neues Rathaus
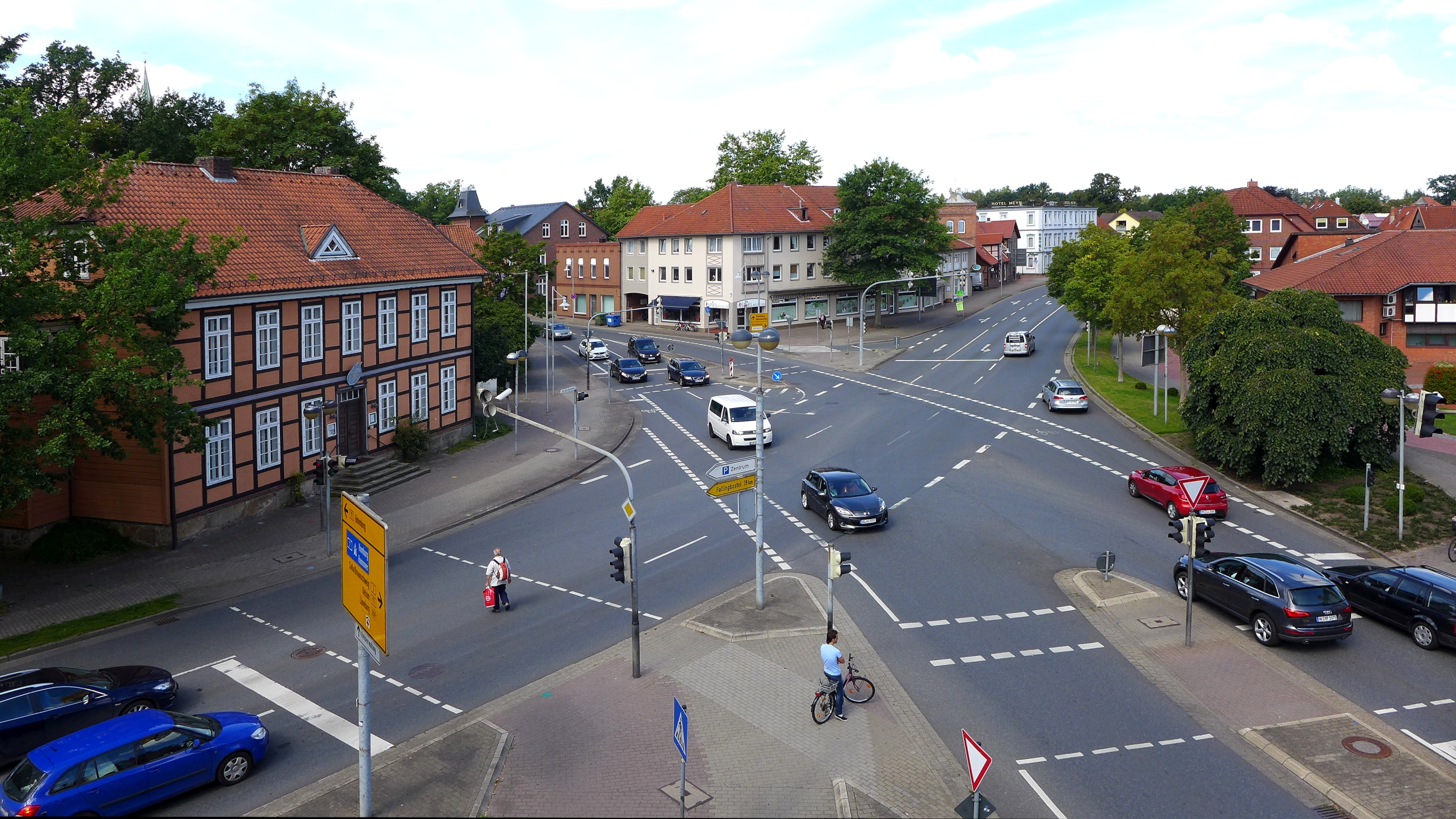
Rathauskreuzung

1988 feierte Soltau das 600. Jubiläum der Verleihung der Stadtrechte. Das ganze Jahr über fanden Feste, Umzüge und Ausstellungen statt. Zu den Großveranstaltungen gehörten eine französische Woche im Mai mit 600 Gästen aus der Partnerstadt Laon, ein großer Festakt am 8. Juni mit anschließendem mehrtägigen Stadtfest und ein großer Festumzug am 21. August mit rund 40.000 Zuschauern. Auch die Hauptversammlung des Niedersächsischen Städtebundes wurden aus diesem Anlass in diesem Jahr in Soltau abgehalten.

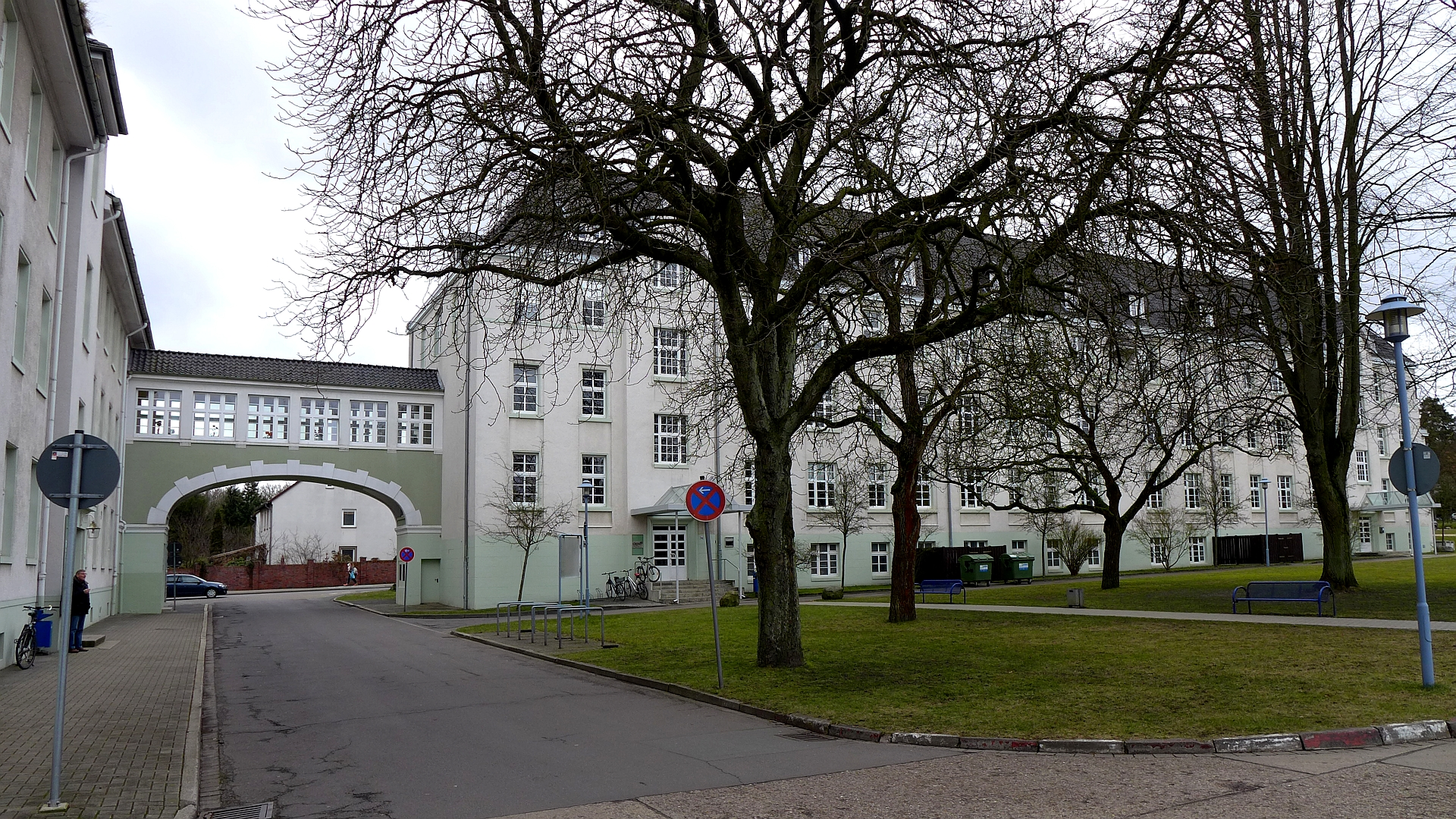
Dienstleistungszentrum in der ehemaligen britischen Kaserne

Von 1945 bis 1993 war Soltau britische Garnisonsstadt. Durchschnittlich waren in dieser Zeit im Kasernengelände an der Winsener Straße 600 Soldaten stationiert, teilweise betrug die Anzahl der britischen Staatsbürger in Soltau bis zu 1200. Nach der deutschen Wiedervereinigung und dem Ende des Kalten Krieges gab es Neustrukturierungen innerhalb der britischen Armee, die zum Abzug der Briten aus Soltau führte. Die offizielle Verabschiedung fand am 24. Februar 1993 auf dem Schützenplatz statt. Am 28. April 1993 verließen die letzten Soldaten die Stadt. Der Abzug wirkte sich negativ auf die wirtschaftliche Situation aus. Um dem entgegenzuwirken, sollte das Kasernengelände als erstes in Deutschland privat umgenutzt werden. Dafür wurde 1993 die Ansiedlungs- und Wohnungsbaugesellschaft (AWS) als hundertprozentige Tochter der Stadt gegründet, deren Aufgabe die Erschließung von Baugebieten, die Bereitstellung von Wohnungen und Gewerbeflächen, der Straßenbau und vieles mehr ist. Direkt neben dem Kasernengelände befand sich eine brachliegende Fläche, auf der sich bis zur Verlegung nach Minden eine Zentrale der Edeka-Gruppe befand. Auf diesem Gelände wurden in der Folge mehrere Wohngebiete geplant; das frühere Kasernengelände wird heute teilweise als Dienstleistungszentrum genutzt, dazu kommt ebenfalls Wohnbebauung. Auch die sogenannte Alte Reithalle, ein Veranstaltungszentrum der Stadt, befindet sich seit 2003 auf diesem Gelände.

#### Entwicklung zum touristischen Zentrum
1972 wurde Soltau staatlich anerkannter Erholungsort und im Jahr 1987 als „staatlich anerkannter Ort mit Solekurbetrieb“ ausgezeichnet.
Am 19. August 1978 eröffnete Hans-Jürgen Tiemann den Heide-Park, der mit circa 1,5 Millionen Besuchern der größte Freizeitpark Norddeutschlands ist und auch international Bekanntheit erlangt hat. Zu den Highlights des Parks gehören die 2001 eröffnete und damals weltgrößte Holzachterbahn Colossos und der 2003 eingeweihte größte Freifallturm der Welt Scream. Immer wieder hatte der Heide-Park eine Vorreiterrolle im Achterbahnbereich inne, so wurde dort Deutschlands erster Suspended Looping Coaster (Limit, 1999) sowie jeweils der erste Launched Coaster (Desert Race, 2007), Dive Coaster (Krake, 2011) und Wing Coaster (Flug der Dämonen, 2014) deutschlandweit eingerichtet.
Nach dem Start des Heide-Parks wurden in den folgenden Jahrzehnten einige weitere touristische und kulturelle Attraktionen eröffnet, die Soltau zu einem der touristischen Zentren der Region gemacht haben, wie das Spielzeugmuseum (1984), das Heimatmuseum (1989), das Solebad Soltau-Therme (1990), das Designer Outlet Soltau (2012) und die Filzwelt (2015).
Insbesondere der Eröffnung des Designer-Outlet-Centers gingen langjährige Auseinandersetzungen voraus. Bereits seit 1996 wurde in Soltau über den Bau eines Factory-Outlet-Center (FOC) diskutiert. Die Stadt scheiterte zunächst mehrmals vor Gericht, zuletzt 2006 endgültig vor dem Bundesverwaltungsgericht. Ab 2006 lief ein Zielabweichungsverfahren, das den Bau trotzdem ermöglichen sollte. Mit Änderung des Landesraumordnungsprogramms 2008 wurde die Ansiedlung eines FOC in der Tourismusregion Lüneburger Heide ermöglicht. Im Februar 2009 entschied die oberste Landesplanungsbehörde, das Landwirtschaftsministerium, dass der Bau eines FOC in Soltau zulässig sei. Mit dem Bau wurde 2010 begonnen, eine Klage des Konkurrenten Bispingen gegen die Vergabe stoppte die Bauarbeiten zwischenzeitlich. Ende August 2012 wurde im Ortsteil Harber schließlich das Designer Outlet Soltau auf einer Gesamtfläche von 13.500 m² eröffnet. Aktuell versuchen die Betreiber eine Genehmigung für eine Vergrößerung der Verkaufsfläche zu erwirken.
2006 wählte das Deutsche Kinderhilfswerk Soltau und sein Stadtmarketingprojekt „spielraum SOLTAU“, das mit zahlreichen Aktionen das Image Soltaus als kinder- und familienfreundliche Stadt prägen soll, als Musterkommune für das Projekt „Spiel! Platz ist überall“. 2021 wurde Soltau von FeWo-direkt zum „familienfreundlichsten Reiseziel auf dem Land“ gekürt. Soltau erreichte bei der Abstimmung einen der drei ersten Plätze mit 29 % der Stimmen.

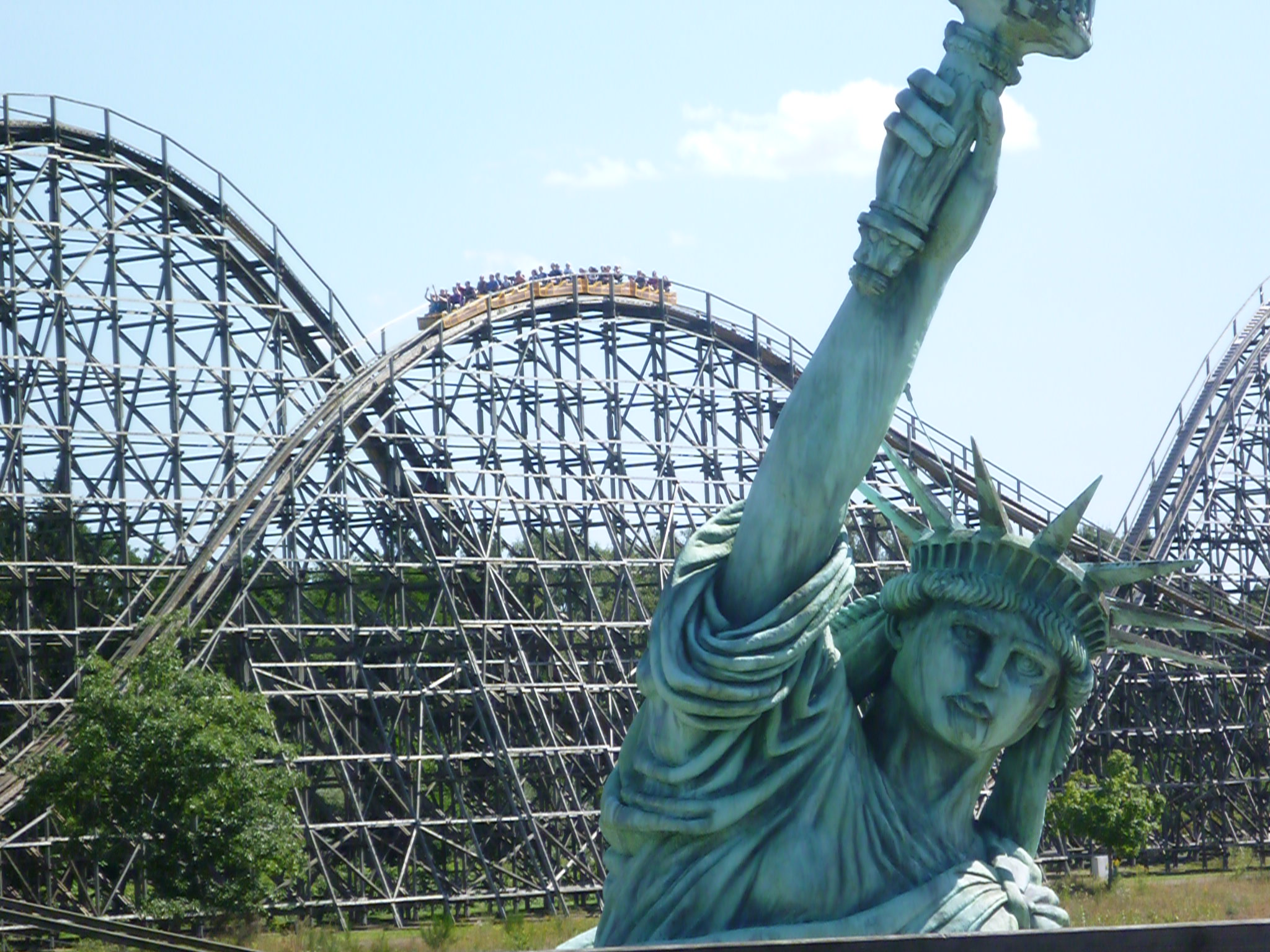
Colossos im Heide Park Resort
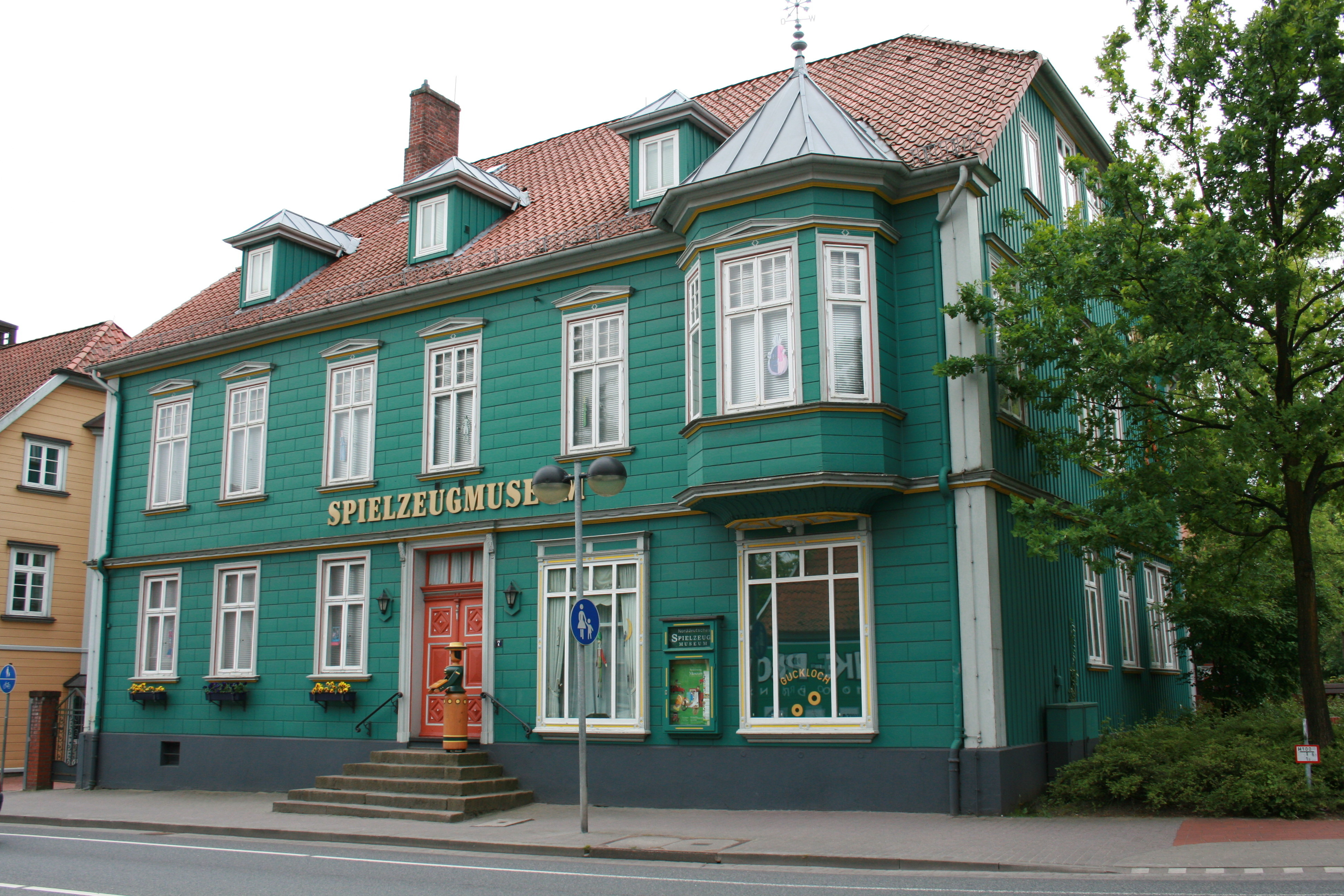
Spielmuseum
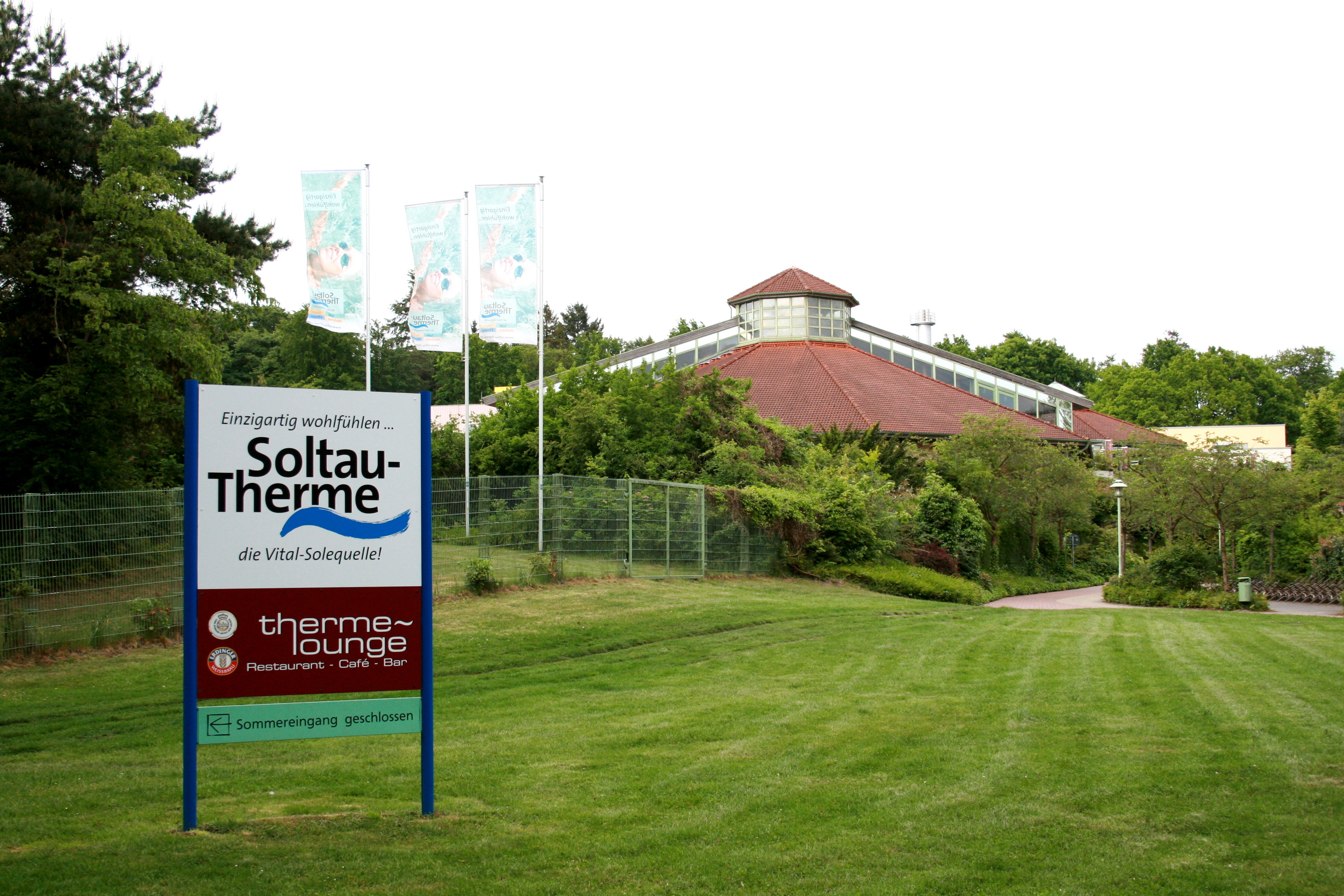
Soltau-Therme
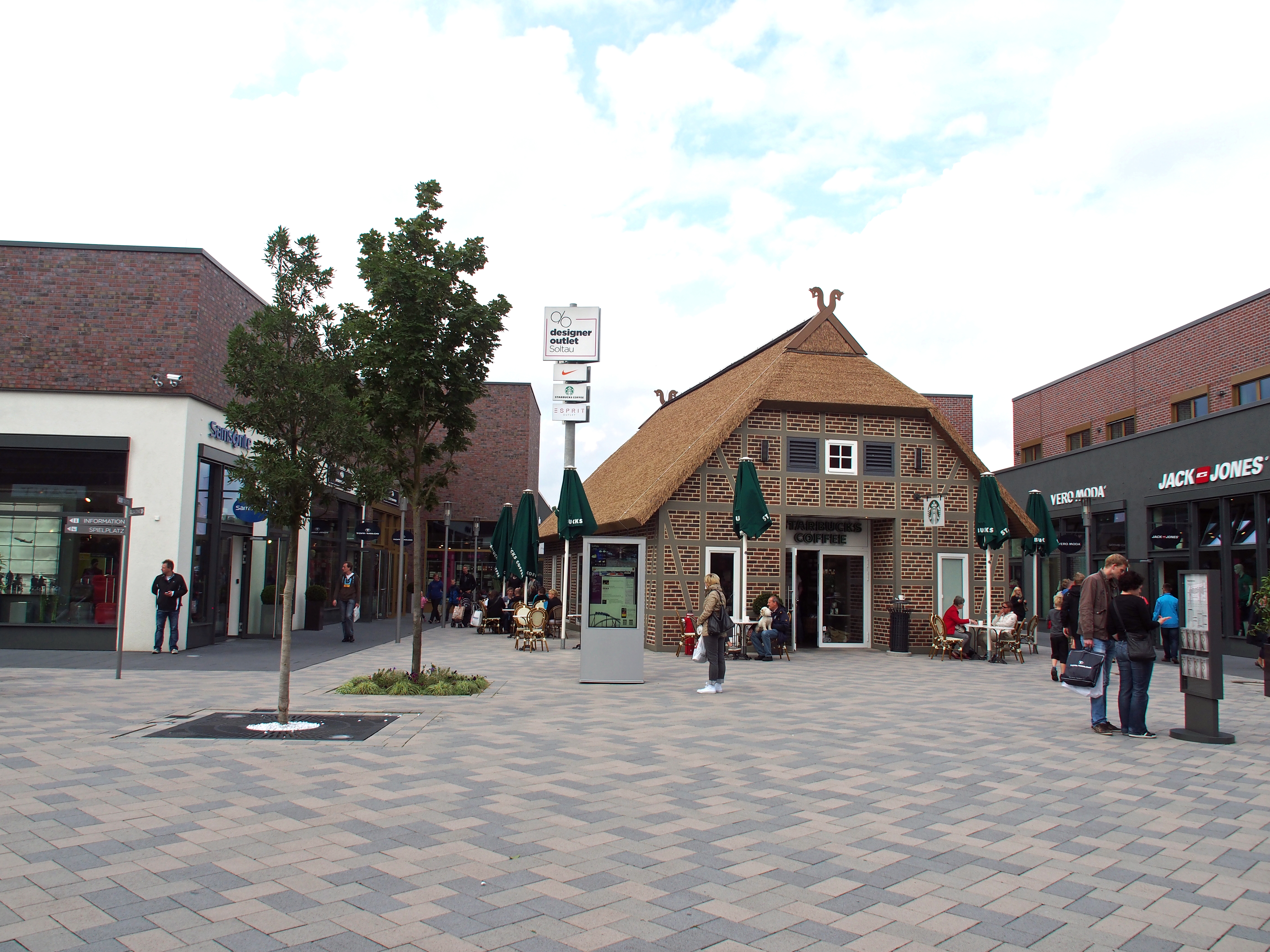
Designer Outlet Soltau

#### Stadtplanung seit 2007

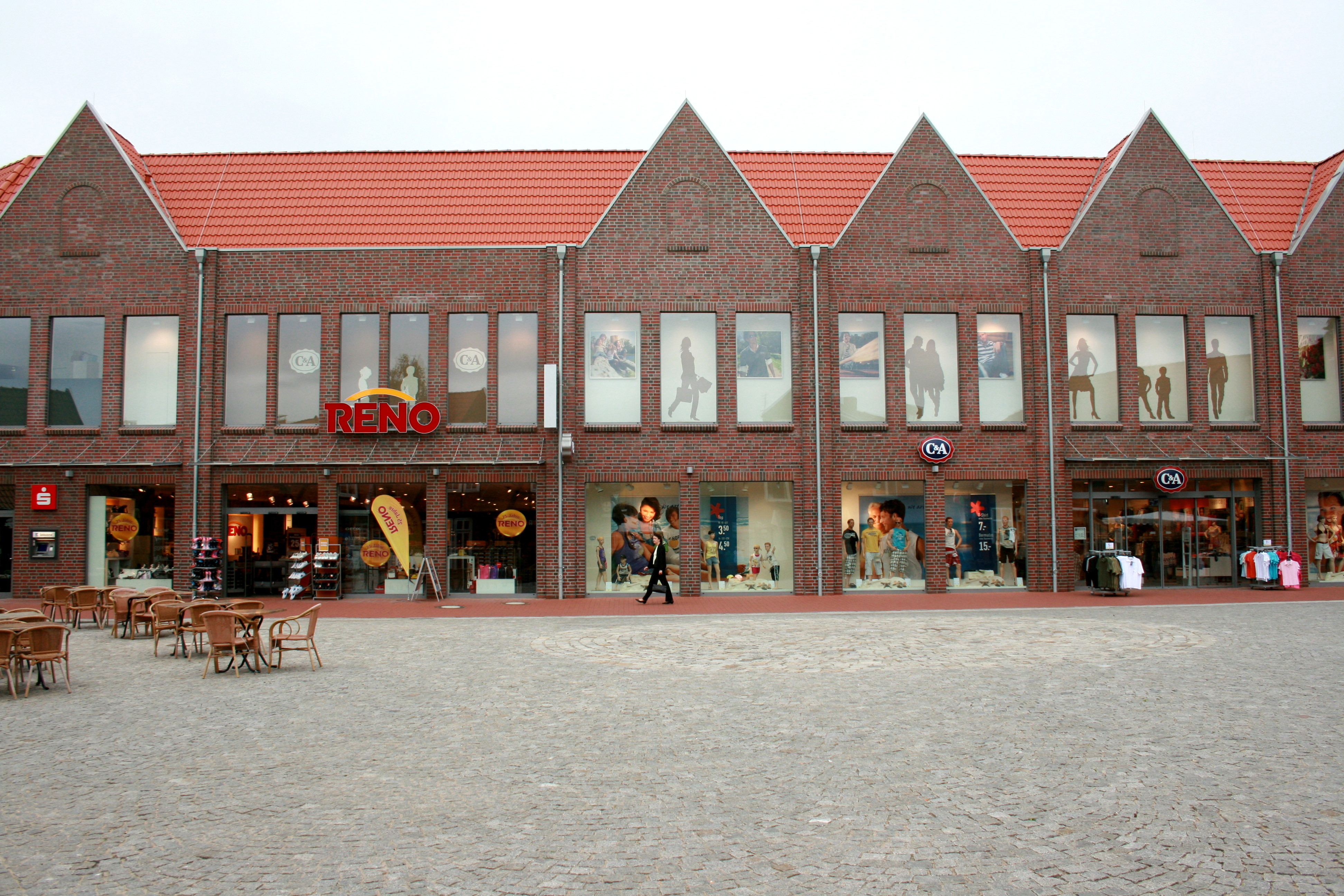
Neues Geschäftsgebäude im Hagen

Im März 2007 wurde ein Konzept für die Umgestaltung der Innenstadt vorgestellt. Der in den 1970er Jahren gebaute und seit 2004 ungenutzte „Schaper-Markt“, eine Fußgängerbrücke (im Volksmund „Fenner-Kringel“), ein Parkhaus und die festinstallierte Bühne im Hagen wurden 2008 abgerissen, sodass ein neues Geschäftsgebäude im Hagen mit einer Gesamtverkaufsfläche von etwa 4000 m² entstehen konnte, das im März 2009 eröffnet wurde.
Mit mehreren großen Gewerbeansiedlungen wie beispielsweise einem Audi-Logistikzentrum oder einer Produktionshalle von Harry-Brot und der Expansion bereits ansässiger Unternehmen wie Hagebau, Deichmann und anderen wurde der Wirtschaftsstandort Soltau gestärkt.
Für die Zukunft ist ein Konzept zur Stärkung der drei Einzelhandelszentren Innenstadt, Almhöhe und Designer Outlet angedacht. Im Zuge dessen ist unter anderem auch eine Vergrößerung der Verkaufsflächen in der Marktstraße und ein Umbau der Rathauskreuzung mit gleichzeitiger Verkehrsberuhigung des Alten Stadtgrabens vorgesehen.

## Belege und Anmerkungen
1. ↑  Michael Baales, Ingo Clausen: Leben in der kalten Dryaszeit. Die letzten Rentierjäger im Norden. In: Archäologie in Deutschland. Nr. 10, 2016 (Sonderheft), S. 78–86, hier: S. 78.
2. ↑  Fundstelle Heber 127, nach: Felix Riede: A possible Brommian shaft-smoother from the site of Mǿllehǿje, north-western Denmark. In: Mesolithic Miscellany. Band 22, 2012, Nr. 1, S. 10–18 (online), hier: S. 15 (Tabelle). Riede bezieht sich auf Gernot Tromnau: Die Fundplätze der Hamburger Kultur von Heber und Deimern, Kreis Soltau. August Lax, Hildesheim 1975, Tafeln 30–32.
3. ↑  Wilcken Dürre: Fundplätze der Ahrensburger Kultur im Kreise Soltau. August Lax, Hildesheim 1971.
4. ↑  Bargmann, Band 1, Kapitel Der Siedlungsraum Soltau. S. 18 f.
5. ↑  Felix Riede: A possible Brommian shaft-smoother from the site of Mǿllehǿje, north-western Denmark. In: Mesolithic Miscellany. Band 22, 2012, Nr. 1, S. 10–18, hier: S. 14 (Tabelle).
6. ↑  Einen Pfeilschaftglätter brauchte man, weil die Pfeile aus einem 75 bis 80 cm langen und 8 bis 10 mm dicken Hauptschaft bestanden, der wiederverwertet wurde, um Holz und Arbeit zu sparen, und einem 15 bis 20 cm langen und 5 bis 8 mm dicken Vorschaft, in dem sich die steinerne Spitze befand – der Vorschaft blieb im Beutetier stecken. Die beiden Schäfte wurden durch eine Schwalbenschwanzverbindung zusammengehalten, mit Birkenpech verklebt und womöglich umwickelt. Zum Glätten des Ganzen brauchte man einen Pfeilschaftglätter (Harm Paulsen, Sönke Hartz: Treffsicher: Die ältesten Belege für Pfeil und Bogen im Norden. In: Archäologie in Deutschland. Nr. 10, 2016 (Sonderheft), S. 46 f.).
7. ↑  Martin Schmidt: Späteiszeitliche Jäger und Sammler am Rande der Tundra: Jagdlager Deimern 45, Soltau, Lkr. Soltau Fallingbostel/Niedersachsen. In: Mamoun Fansa, Sabine Wolfram (Hrsg.): Müll. Facetten von der Steinzeit bis zum Gelben Sack. Führer durch die Ausstellung. Oldenburg 2003, S. 36 f.
8. ↑  Lateglacial.org (Memento des Originals vom 26. August 2016 im Internet Archive)  Info: Der Archivlink wurde automatisch eingesetzt und noch nicht geprüft. Bitte prüfe Original- und Archivlink gemäß Anleitung und entferne dann diesen Hinweis..
9. ↑  Ulrich Schoknecht, Jutta Möller, Daniel Nösler, Jens-Peter Schmidt: Norddeutschland. In: Ver Band der Landesarchäologen (Hrsg.): Handbuch der Grabungstechnik (Aktualisierung 2011), S. 27.
10. ↑  Karl Heinz Brandt: Donauländische Geräte aus dem Südkreis Soltau-Fallingbostel. In: Die Kunde. N. F., Band 46, 1995, S. 1–27.
11. ↑  John Mitchell Kemble: Ausgrabungen im Amte Soltau im Sommer 1853. In: Zeitschrift des historischen Vereins für Niedersachsen. Band 17, 1851, 1. Doppelheft, S. 183–193 (Digitalisat). Laut seinem Bericht stammen die Gräber überwiegend aus der Bronzezeit, vereinzelt aber auch aus der Jüngeren Steinzeit.
12. ↑  Bargmann, Band 1, Kapitel Der Siedlungsraum Soltau. S. 12.
13. ↑  Heide Wrobel: Die Halskragen der Nordischen Bronzezeit. In: Mitteilungen der Berliner Gesellschaft für Anthropologie, Ethnologie und Urgeschichte. Band 30, 2009, S. 1–20, hier: S. 3.
14. ↑  Heinrich Krüger: Die Jastorfkultur in den Kreisen Lüchow-Dannenberg, Lüneburg, Uelzen und Soltau (= Göttinger Schriften zur Vor- und Frühgeschichte. Band 1). Neumünster 1961, S. 96.
15. ↑  Klaus-Peter Johne: Die Römer an der Elbe. Das Stromgebiet der Elbe im geographischen Weltbild und im politischen Bewusstsein der griechisch-römischen Antike. Berlin 2006, S. 139.
16. ↑  Bargmann, Band 1, Kapitel Der Siedlungsraum Soltau. S. 23.
17. ↑  Matthias Springer: Die Sachsen. Kohlhammer, Stuttgart 2004, S. 57–96.
18. ↑  Matthias Springer: Die Sachsen. Kohlhammer, 2004, S. 149.
19. ↑  Diese Einschätzung deckt sich mit der ersten Erwähnung eines pagus Lobingao aus dem Jahr 850, nämlich in der Vita des Bremer Bischofs Willehad, dann wieder im Jahr 937. In: Wilhelm von Hodenberg: Die Diöcese Bremen und deren Gaue in Sachsen und Friesland nebst einer Diöcesan- und einer Gaukarte. Capaun-Karlowa, Celle 1858, S. 47.
20. ↑  Das Werk des Bürgermeisters der Stadt Walsrode erschien ab 1899 in einzelnen Abschnitten in den Hannoverschen Geschichtsblättern (Bericht über die neuere Litteratur zur deutschen Landeskunde, Band 2, 1904, S. 203 (Digitalisat)).
21. ↑  Friedrich Grütter: Der Loin-Gau (= Veröffentlichungen zur Niedersächsischen Geschichte. Band 4). Hrsg. von Otto Jürgens. Schaper, Hannover 1901; Friedrich Grütter: Zur Geschichte der Stadt Soltau. In: Hannoversche Geschichtsblätter. Band 4, 1901, S. 361–370.
22. ↑  Bargmann, Band 1, Kapitel Der Siedlungsraum Soltau. S. 24. Zitat: „Insbesondere die Gräberfelder bei Soltau mit ihren Grabbeigaben (Resten von Tongefäßen u. a.) lassen auf das 4. und 5. Jahrhundert schließen und nach dem Typ des von [Keseberg] so bezeichneten Soltauer Gefäßes aus einem anderen Fund liest er das 6. Jahrhundert ab und behauptet schließlich, dass der Soltauer Goraum über Jahrhunderte hinweg seine konstante Größe bewahrt hatte.“
23. 1 2  Alfred Keseberg: Loingo-Nord um Soltau. Entdeckung der Gohburg und der curtis Salta. Fränkische Gebietsreform vor 1200 Jahren. In: Der Sachsenspiegel. Blätter für Geschichts- und Heimatpflege. Nr. 14, 21. Oktober 1978.
24. ↑  Vorgeschichtliche Handels- und Verkehrswege. Ausschnitte aus den Dokumenten von J. Schneider (1890), Abschnitt 5. Von der Ems bei Lathen in östlicher Richtung bis zur Elbe („Folkwech“). Schneider bezieht sich auf diese Stelle in den Monumenta Germaniae Historica, Band 7, Hannover 1846, S. 290 (gesamt: Georg Heinrich Pertz u. a. (Hrsg.): Scriptores (in Folio) 7: Chronica et gesta aevi Salici. Hannover 1846, S. 267–389 (Monumenta Germaniae Historica, Digitalisat)).
25. ↑  Thomas Raimann: Kirchliche und weltliche Herrschaftsstrukturen im Osnabrücker Nordland (9.–13. Jh.). Dissertation, Universität Osnabrück 2013, urn:nbn:de:gbv:700-2015033113148, S. 230.
26. 1 2  Bargmann, Band 1, Kapitel Die curtis salta. S. 37
27. ↑  Bargmann, Band 1, Kapitel Die Parochie Soltau. S. 77.
28. ↑  Bargmann, Band 1, Kapitel Die Parochie Soltau. S. 76.
29. ↑  Bargmann, Band 1, Kapitel Die Grundherrschaft. S. 33.
30. ↑  Theodor Sickel (Hrsg.): Diplomata 12: Die Urkunden Konrad I., Heinrich I. und Otto I. (Conradi I., Heinrici I. et Ottonis I. Diplomata). Hannover 1879, S. 89–90 (Monumenta Germaniae Historica, Digitalisat), hier: S. 90.
31. ↑  Bargmann, Band 1, Kapitel Die curtis salta. S. 38.
32. ↑  Bargmann, Band 1, Kapitel Die curtis salta. S. 39.
33. ↑  Dietrich Wiedemann: Die „Curtis Salta“: Salzgewinnung durch Fronarbeit. (Memento des Originals vom 22. Januar 2016 im Internet Archive)  Info: Der Archivlink wurde automatisch eingesetzt und noch nicht geprüft. Bitte prüfe Original- und Archivlink gemäß Anleitung und entferne dann diesen Hinweis. Bericht. In: Soltau.de, September 2015 (PDF).
34. ↑  Bargmann, Band 1, Kapitel Die Vogtei. S. 67.
35. ↑  Bargmann, Band 1, Kapitel Die Vogtei. S. 68.
36. 1 2  Bargmann, Band 1, Kapitel Die curtis salta. S. 45
37. ↑  Bargmann, Band 1, Kapitel Die Vogtei. S. 68 f.
38. ↑  Bargmann, Band 1, Kapitel Die Burg. S. 62.
39. ↑  Historisches Holz aus der Zeit von Kaiser Barbarossa aufgetaucht. 7. Januar 2019, abgerufen am 25. Mai 2019.
40. ↑  Bargmann, Band 1, Kapitel Die Burg. S. 66.
41. ↑  Bargmann, Band 1, Kapitel Das neue Weichbild 1388. S. 108 ff.
42. ↑  Bargmann, Band 1, Kapitel Das neue Weichbild. S. 109.
43. ↑  Bargmann, Band 1, Kapitel Das neue Weichbild 1388. S. 110.
44. ↑  Bargmann, Band 1, Kapitel Die Burg. S. 66.
45. ↑  Bargmann, Band 1, Kapitel Das neue Weichbild. S. 111.
46. ↑  Bargmann, Band 1, Kapitel Die erste Stufe der Stadtentwicklung 1400 bis 1621. S. 113.
47. ↑  Bargmann, Band 1, Kapitel Die erste Stufe der Stadtentwicklung 1400 bis 1621. S. 114 f. Mit Verweis auf Dieter Brosius (Artikel auf Basis des Hauptstaatsarchiv) und Wilhelm Schaeffer.
48. ↑  Bargmann, Band 1, Kapitel Die erste Stufe der Stadtentwicklung 1400 bis 1621. S. 115.
49. ↑  Bargmann, Band 1, Kapitel Die erste Stufe der Stadtentwicklung 1400 bis 1621. S. 116.
50. ↑  Bargmann, Band 1, Kapitel Die erste Stufe der Stadtentwicklung 1400 bis 1621. S. 118.
51. 1 2 3 4  Bargmann, Band 1, Kapitel Die Vogtei. S. 72
52. ↑  Bargmann, Band 1, Kapitel Die erste Stufe der Stadtentwicklung 1400 bis 1621. S. 117 f.
53. ↑  Bargmann, Band 1, Kapitel Die Schlacht bei Soltau. S. 132.
54. ↑  Udo Stanelle: Die Schlacht bei Soltau. In: Niedersächsisches Jahrbuch für Landesgeschichte. Band 54, 1982, S. 153–188, hier S. 177 f. (PDF).
55. ↑  Udo Stanelle: Die Schlacht bei Soltau. In: Niedersächsisches Jahrbuch für Landesgeschichte. Band 54, 1982, S. 153–188, hier S. 171 (PDF).
56. ↑  Martin Zeiller: Soltau. In: Matthäus Merian (Hrsg.): Topographia Ducatus Brunswick et Lüneburg (= Topographia Germaniae. Band 15). 1. Auflage. Matthaeus Merians Erben, Frankfurt am Main 1654, S. 188 (Volltext [Wikisource]).
57. ↑  Informationen über die Schlacht bei Soltau und Harm Tyding. (Memento des Originals vom 24. September 2015 im Internet Archive)  Info: Der Archivlink wurde automatisch eingesetzt und noch nicht geprüft. Bitte prüfe Original- und Archivlink gemäß Anleitung und entferne dann diesen Hinweis. In: Soltau.de (PDF; 3,7 MB).
58. ↑  Bargmann, Band 1, Kapitel Die Parochie Soltau. S. 82.
59. ↑  Bargmann, Band 1, Kapitel Die erste Stufe der Stadtentwicklung 1400 bis 1621. S. 118 ff.
60. ↑  Bargmann, Band 1, Kapitel Die erste Stufe der Stadtentwicklung 1400 bis 1621. S. 120.
61. ↑  Bargmann, Band 1, Kapitel Um 1600. S. 138 ff.
62. ↑  Bargmann, Band 2, Kapitel Der Dreißigjährige Krieg und seine Folgen für Soltau. S. 23 f.
63. ↑  Über Leben und Wirken von Jacobus Koch siehe Matthias Blazek: Mordfall vor 300 Jahren in Celle. In: Der Niedersachse, Sonntags-Beilage der Böhme-Zeitung. Jg. 152, Soltau 2016, Nr. 28.
64. ↑  Bargmann, Band 2, Kapitel Der Dreißigjährige Krieg und seine Folgen für Soltau. S. 25 ff.
65. ↑  Bargmann, Band 2, Kapitel Der Dreißigjährige Krieg und seine Folgen für Soltau. S. 27.
66. ↑  Bargmann, Band 2, Kapitel Der Dreißigjährige Krieg und seine Folgen für Soltau. S. 26.
67. ↑  Bargmann, Band 2, Kapitel Die bürgerliche Nahrung im 17. und 18. Jahrhundert. S. 31 f.
68. ↑  Bargmann, Band 2, Kapitel Die bürgerliche Nahrung im 17. und 18. Jahrhundert. S. 33 ff.
69. ↑  Bargmann, Band 2, Kapitel Die staatliche Verwaltung in der Neuzeit. S. 64.
70. ↑  Bargmann, Band 2, Kapitel Die staatliche Verwaltung in der Neuzeit. S. 67.
71. 1 2  Bargmann, Band 2, Kapitel Die staatliche Verwaltung in der Neuzeit. S. 68.
72. ↑  Bargmann, Band 2, Kapitel Die staatliche Verwaltung in der Neuzeit. S. 69 f.
73. ↑  Bargmann, Band 2, Die bürgerliche Nahrung im 17. und 18. Jahrhundert. S. 43.
74. ↑  Bargmann, Band 2, Kapitel Soltau in der Landesgeschichte im 17. und 18. Jahrhundert. S. 59.
75. ↑  Bargmann, Band 2, Kapitel Soltau in der Landesgeschichte im 17. und 18. Jahrhundert. S. 60 ff.
76. ↑  Informationsbroschüre der Stadt Soltau aus dem Jahr 2005 (Seite nicht mehr abrufbar, festgestellt im März 2018. Suche in Webarchiven)  Info: Der Link wurde automatisch als defekt markiert. Bitte prüfe den Link gemäß Anleitung und entferne dann diesen Hinweis. (PDF).
77. ↑  Wolf-Nikolaus Schmidt-Salzen: Lüneburg, Fürstentum. In: Brage Bei der Wieden (Hrsg.): Handbuch der niedersächsischen Landtags- und Ständegeschichte. Band 1: 1500–1806, Hannover 2004, ISBN 3-7752-6016-1, S. 137.
78. ↑  Bargmann, Band 2, Kapitel Napoleon und die Franzosenzeit in Soltau. S. 88.
79. ↑  Bargmann, Band 2, Kapitel Napoleon und die Franzosenzeit in Soltau. S. 91.
80. ↑  Bargmann, Band 2, Kapitel Napoleon und die Franzosenzeit in Soltau. S. 91 ff.
81. ↑  Bargmann, Band 2, Kapitel Napoleon und die Franzosenzeit in Soltau. S. 94 f.
82. 1 2  Bargmann, Band 2, Kapitel Napoleon und die Franzosenzeit in Soltau. S. 96.
83. ↑  Bargmann, Band 2, Kapitel Die große Agrarreform im Kirchspiel Soltau. S. 102.
84. ↑  Bargmann, Band 2, Kapitel Die große Agrarreform im Kirchspiel Soltau. S. 103.
85. ↑  Bargmann, Band 2, Kapitel Die große Agrarreform im Kirchspiel Soltau. S. 103.
86. ↑  Bargmann, Band 2, Kapitel Die große Agrarreform im Kirchspiel Soltau. S. 110.
87. ↑  Bargmann, Band 2, Kapitel Die Stadtentwicklung in der späten Neuzeit 1815 bis 1918. S. 126 ff.
88. ↑  Bargmann, Band 2, Kapitel Die Stadtentwicklung in der späten Neuzeit 1815 bis 1918. S. 133.
89. ↑  Bargmann, Band 2, Kapitel Die Stadtentwicklung in der späten Neuzeit 1815 bis 1918. S. 139.
90. ↑  Bargmann, Band 2, Kapitel Die Stadtentwicklung in der späten Neuzeit 1815 bis 1918. S. 140.
91. ↑  Bargmann, Band 2, Kapitel Die Stadtentwicklung in der späten Neuzeit 1815 bis 1918. S. 141 f.
92. ↑  Bargmann, Band 2, Das Königreich Hannover wird preußische Provinz. S. 146.
93. ↑  Bargmann, Band 2, Kapitel Die neue Infrastruktur. S. 160.
94. ↑  Bargmann, Band 2, Kapitel Die wirtschaftliche Entwicklung im 19. Jahrhundert. S. 176 ff.
95. ↑  Bargmann, Band 2, Kapitel Die wirtschaftliche Entwicklung im 19. Jahrhundert. S. 173ff. (Bornemann), S. 186ff. (Wiegels) und S. 188ff. (Mundschenk)
96. ↑  Bargmann, Band 2, Kapitel Die preußische Kreisstadt Soltau. S. 214.
97. ↑  Bargmann, Band 2, Kapitel Die neue Urbanität. S. 236 f.
98. ↑  Bargmann, Band 2, Kapitel Die Kirche und das Kirchspiel Soltau. S. 244.
99. ↑  Bargmann, Band 2, Kapitel Die Kirche und das Kirchspiel Soltau. S. 245 f.
100. ↑  Bargmann, Band 2, Kapitel Die Kirche und das Kirchspiel Soltau. S. 250.
101. ↑  Bargmann, Band 2, Kapitel Das 20. Jahrhundert bricht an. S. 266 ff.
102. ↑  Bargmann, Band 2, Kapitel Das 20. Jahrhundert bricht an. S. 270 f.
103. ↑  Bargmann, Band 2, Kapitel Das 20. Jahrhundert bricht an. S. 273 f.
104. ↑  Michael Grube: Lager Soltau. In: Geschichtsspuren.de.
105. 1 2  Bargmann, Band 3, Kapitel 1918 - Der Erste Weltkrieg ist beendet. S. 22.
106. ↑  Bargmann, Band 3, Kapitel 1918 - Der Erste Weltkrieg ist beendet. S. 21.
107. ↑  Bargmann, Band 2, Kapitel Das 20. Jahrhundert bricht an. S. 274.
108. 1 2  Bargmann, Band 2, Kapitel Das 20. Jahrhundert bricht an. S. 275.
109. ↑  Bargmann, Band 2, Kapitel Das 20. Jahrhundert bricht an. S. 276.
110. 1 2  Bargmann, Band 3, Kapitel 1918 - Der erste Weltkrieg ist beendet. S. 16 f. Mit Verweis auf Wilhelm Schaeffer, Die Geschichte der Stadt Soltau, 1937, S. 193 ff.
111. ↑  Bargmann, Band 3, Kapitel 1918 - Der erste Weltkrieg ist beendet. S. 18. Mit Verweis auf Wilhelm Schaeffer, Die Geschichte der Stadt Soltau. 1937, S. 193 ff.
112. ↑  Bargmann, Band 3, Kapitel Die Reitschule und ihre Konversion. S. 279.
113. ↑  Bargmann, Band 3, Kapitel 1918 - Der erste Weltkrieg ist beendet. S. 19.
114. 1 2  Bargmann, Band 3, Kapitel 1918 - Der erste Weltkrieg ist beendet. S. 20.
115. ↑  Bargmann, Band 3, Kapitel 1918 - Der erste Weltkrieg ist beendet. S. 25.
116. ↑  Bargmann, Band 3, Kapitel 1918 - Der erste Weltkrieg ist beendet. S. 27.
117. 1 2  Bargmann, Band 3, Kapitel Die politischen und gesellschaftlichen Veränderungen nach 1918. S. 38 f.
118. ↑  Bargmann, Band 3, Kapitel 1919 – Die Nachkriegszeit mit Not und Sorgen. S. 37.
119. 1 2 3  Bargmann, Band 3, Kapitel Die Stadtverwaltung zwischen den beiden Weltkriegen. S. 66.
120. ↑  Bargmann, Band 3, Kapitel Stadtverwaltung zwischen den beiden Weltkriegen. S. 64.
121. 1 2 3 4  Bargmann, Band 3, Kapitel Die Stadtverwaltung zwischen den Weltkriegen. S. 68 f.
122. 1 2  Nationalsozialismus in Soltau, Darstellung von Lehrern und Schülern des Gymnasium Soltaus auf denktag2002.denktag-archiv.de.
123. ↑  Bargmann, Band 3, Kapitel Soltau unter dem Hakenkreuz. S. 95 f.
124. ↑  Bargmann, Band 3, Kapitel Soltau unter dem Hakenkreuz. S. 97.
125. 1 2  Lager Wolterdingen. In: Geschichtsspuren.de.
126. ↑  Bargmann, Band 3, Kapitel 1939–1945: Soltau im Zweiten Weltkrieg. S. 114.
127. 1 2  Bargmann, Band 3, Kapitel Der größte Ehrentag in der Stadtgeschichte. S. 103.
128. ↑  Bargmann, Band 3, Kapitel Der größte Ehrentag in der Stadtgeschichte. S. 110.
129. ↑  Michael Rademacher: Historische Bevölkerungsstruktur im Landkreis Soltau. Online-Material zur Dissertation, Osnabrück 2006. In: eirenicon.com.
130. 1 2  Biografie von Sally Lennhoff auf Stolpersteine-Bremen.de.
131. ↑  Bargmann, Band 3, Kapitel Soltau unter dem Hakenkreuz. S. 100 ff.
132. ↑  Bargmann, Band 3, Kapitel 1939–1945 Soltau im Zweiten Weltkrieg. S. 111.
133. 1 2 3  Bargmann, Band 3, Kapitel 1939–1945 Soltau im Zweiten Weltkrieg. S. 116.
134. 1 2  Bargmann, Band 3, Kapitel 1939–1945 Soltau im Zweiten Weltkrieg. S. 117.
135. ↑  Bargmann, Band 3, Kapitel Die wirtschaftliche Situation zwischen den beiden Weltkriegen. S. 86.
136. ↑  Bargmann, Band 3, Kapitel 1939–1945 Soltau im Zweiten Weltkrieg. S. 117 f.
137. 1 2  Bargmann, Band 3, Kapitel 1939–1945 Soltau im Zweiten Weltkrieg. S. 118.
138. ↑  Bargmann, Band 3, Kapitel 1939–1945 Soltau im Zweiten Weltkrieg. S. 119.
139. ↑  Bargmann, Band 3, Kapitel April 1945 – Das Kriegsende in Soltau. S. 120 ff.
140. ↑  Bargmann, Band 3, Kapitel April 1945 – Das Kriegsende in Soltau. S. 121 f.
141. ↑  Bargmann, Band 3, Kapitel April 1945 – Das Kriegsende in Soltau. S. 122 f.
142. ↑  Holger Dambeck: Online-Abstimmung: Soltau will kein Mahnmal für NS-Opfer. Spiegel Online, 7. Februar 2005, abgerufen am 25. September 2015.
143. ↑  Stefan Schlag: Soltauer Mahnmal erinnert an Opfer des Nazi-Terrors. Die Welt, 10. April 2007, abgerufen am 25. September 2015.
144. ↑  Maximilian Probst: Rätselraten im Wald. Die Tageszeitung, 12. April 2007, abgerufen am 25. September 2015.
145. ↑  Veröffentlicht in den Soltauer Schriften/Binneboom, Jahres Band 2009.
146. ↑  Bargmann, Band 3, Kapitel April 1945 – Das Kriegsende in Soltau. S. 123.
147. ↑  Bargmann, Band 3, Kapitel April 1945 – Das Kriegsende in Soltau. S. 123. Nach schriftlichen Aufzeichnungen von Heinrich Holste in der Kriegschronik von Willy Klapproth, S. 5 ff.
148. ↑  Bargmann, Band 3, Kapitel 1939–1945 Soltau im Zweiten Weltkrieg. S. 119. Siehe auch: Ulrich Saft: Der Krieg in der Heimat – Das bittere Ende zwischen Weser und Elbe. S. 328.
149. ↑  Bruno Nitsche, Hans-Heinrich Wolfes: Das Ende des Zweiten Weltkriegs in Jesteburg. In: Jesteburg.de (PDF, 1,0 MB, S. 6).
150. ↑  Bargmann, Band 3, Kapitel April 1945 – Das Kriegsende in Soltau. S. 125 f.
151. ↑  Bargmann, Band 3, Kapitel April 1945 – Das Kriegsende in Soltau. S. 126.
152. ↑  Bargmann, Band 3, Kapitel April 1945 – Das Kriegsende in Soltau. S. 127.
153. ↑  Bargmann, Band 3, Kapitel Eine neue Zeit in der Geschichte der Stadt Soltau beginnt. S. 131 f.
154. ↑  Bargmann, Band 3, Kapitel Eine neue Zeit in der Geschichte der Stadt Soltau beginnt. S. 132.
155. ↑  Bargmann, Band 3, Kapitel Eine neue Zeit in der Geschichte der Stadt Soltau beginnt. S. 134.
156. ↑  Bargmann, Band 3, Kapitel Eine neue Zeit in der Geschichte der Stadt Soltau beginnt. S. 135 ff.
157. ↑  Bargmann, Band 3, Kapitel Eine neue Zeit in der Geschichte der Stadt Soltau beginnt. S. 139 ff.
158. ↑  Bargmann, Band 3, Kapitel Die Reitschule und ihre Konversion. S. 281.
159. ↑  Bargmann, Band 3, Kapitel Die bauliche Entwicklung von 1945 bis 1972. S. 143 f.
160. ↑  Bargmann, Band 3, Kapitel Die bauliche Entwicklung von 1945 bis 1972. S. 144 ff.
161. ↑  Bargmann, Band 3, Kapitel Die bauliche Entwicklung von 1945 bis 1972. S. 147 f.
162. ↑  Bargmann, Band 3, Kapitel Die bauliche Entwicklung von 1945 bis 1972. S. 150.
163. ↑  Bargmann, Band 3, Kapitel Die Schulbaumaßnahmen von 1945 bis 1971. S. 154.
164. ↑  Bargmann, Band 3, Kapitel Die Schulbaumaßnahmen von 1945 bis 1971. S. 159 f.
165. ↑  Bargmann, Band 3, Kapitel Die Schulbaumaßnahmen von 1945 bis 1971. S. 162.
166. ↑  Bargmann, Band 3, Kapitel Die Schulbaumaßnahmen von 1945 bis 1971. S. 166.
167. ↑  Bargmann, Band 3, Kapitel Die bauliche Entwicklung von 1945 bis 1972. S. 152.
168. ↑  Statistisches Bundesamt (Hrsg.): Historisches Gemeindeverzeichnis für die Bundesrepublik Deutschland. Namens-, Grenz- und Schlüsselnummernänderungen bei Gemeinden, Kreisen und Regierungsbezirken vom 27. 5. 1970 bis 31. 12. 1982. W. Kohlhammer, Stuttgart und Mainz 1983, ISBN 3-17-003263-1, S. 236.
169. ↑  Bargmann, Band 3, Kapitel Die Gebiets- und Verwaltungsreform. S. 184.
170. ↑  Bargmann, Band 3, Kapitel Die Gebiets- und Verwaltungsreform. S. 185.
171. ↑  Null, Komma, null, null, In: Der Spiegel, Ausgabe vom 20. Juni 1977, 31. Jahrgang. Nr. 26.
172. ↑  Bargmann, Band 3, Kapitel Die Gebiets- und Verwaltungsreform. S. 189.
173. ↑  Bargmann, Band 3, Kapitel Die Gebiets- und Verwaltungsreform. S. 190.
174. ↑  Bargmann, Band 3, Kapitel Die Stadterneuerung. S. 209 f.
175. ↑  Bargmann, Band 3, Kapitel Die Stadterneuerung. S. 218.
176. ↑  Bargmann, Band 3, Kapitel Die Stadterneuerung. S. 216 f.
177. ↑  Bargmann, Band 3, Kapitel Die Stadterneuerung. S. 214.
178. 1 2  Bargmann, Band 3, Kapitel Das Jubiläumsjahr 1988. S. 274.
179. 1 2  Bargmann, Band 3, Kapitel Das Jubiläumsjahr 1988. S. 275 f.
180. ↑  Bargmann, Band 3, Kapitel Das Jubiläumsjahr 1988. S. 276.
181. ↑  Bargmann, Band 3, Kapitel Die Reitschule und ihre Konversion. S. 283.
182. ↑  Bargmann, Band 3, Kapitel Die Reitschule und ihre Konversion. S. 284.
183. ↑  Bargmann, Band 3, Kapitel Die Reitschule und ihre Konversion. S. 286 f.
184. ↑  Bargmann, Band 3, Kapitel Die Reitschule und ihre Konversion. S. 287.
185. ↑  Kennzahlen der Stadt Soltau 2002 (Memento vom 12. Oktober 2016 im Internet Archive), Statistische Kenndaten, In: www.soltau.de, 2002, S. 16.
186. ↑  Bauchronik (Memento des Originals vom 12. Oktober 2016 im Internet Archive)  Info: Der Archivlink wurde automatisch eingesetzt und noch nicht geprüft. Bitte prüfe Original- und Archivlink gemäß Anleitung und entferne dann diesen Hinweis., In: www.heide-park-world.de
187. ↑  Presseinformation des niedersächsischen Landwirtschaftsministeriums zum FOC Soltau vom 3. Februar 2009 (abgerufen am 4. September 2009).
188. ↑  Beteiligung an der Entwicklung des Leitbildes Spielraum Soltau (Memento vom 5. August 2016 im Internet Archive), In: www.kinderfreundliche-stadtgestaltung.de
189. ↑  FeWo-direkt | Deutschlands familienfreundlichste Reiseziele 2021. Abgerufen am 9. Juli 2021 (englisch).
190. ↑  Familien haben entschieden: Das sind die familienfreundlichsten Reiseziele in Deutschland. Abgerufen am 9. Juli 2021.
191. ↑  Große Eröffnung des neuen Innenstadtkomplexes am 26.03.2009. In: Soltau.de.
192. ↑  Audi lässt aufhorchen: 400 Jobs in Soltau. In: NDR.de, 15. Januar 2016.
193. ↑  Bargmann, Band 3, Kapitel Der Wirtschaftsstandort Soltau. S. 299 ff.
194. ↑  Abschlusspräsentation Strategie- und Handlungskonzept Soltau 2040. In: Soltau.de, 29. Oktober 2014.